# Liste indigener Völker Nordamerikas

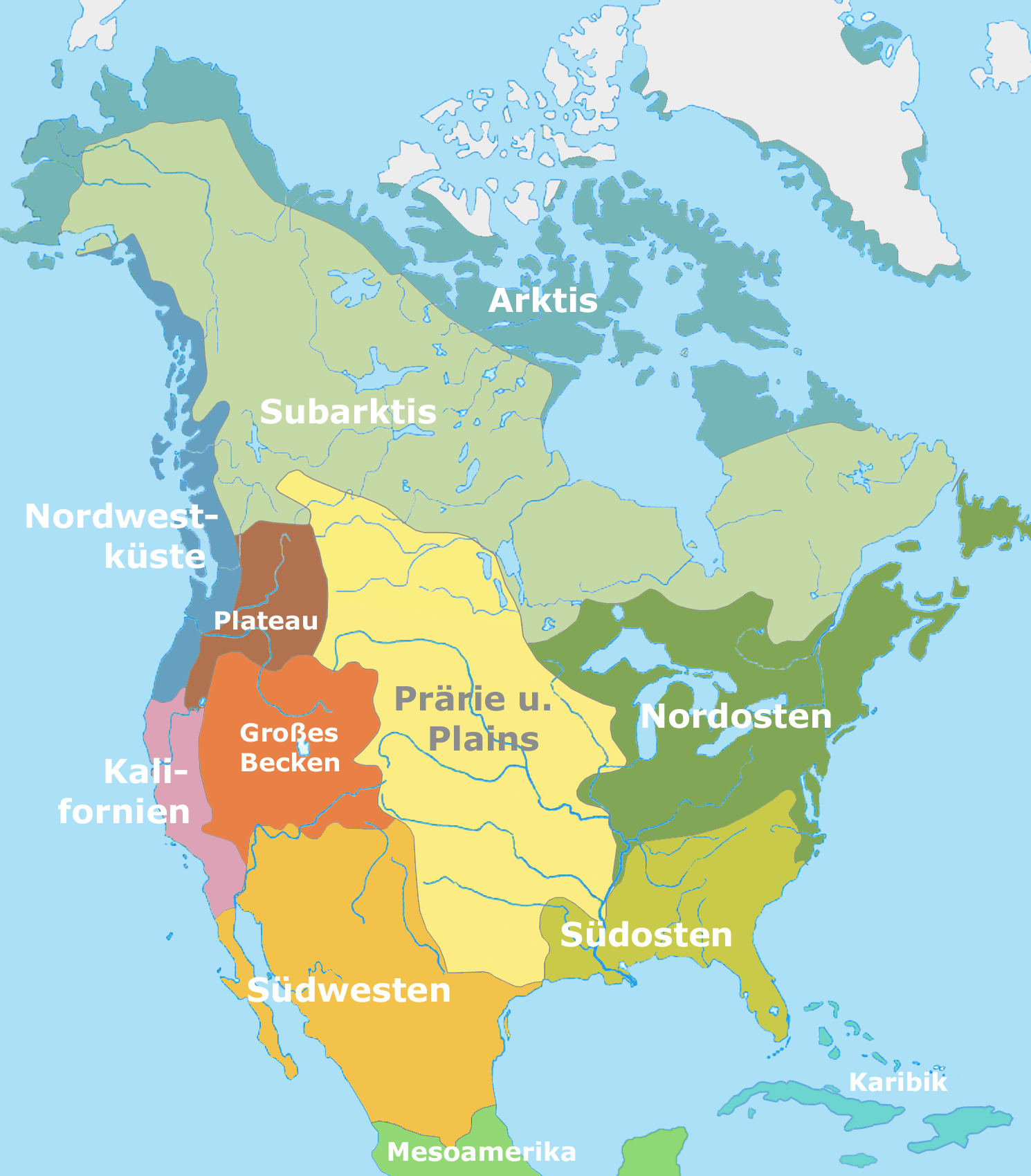
Nordamerikanische Kulturareale

In dieser Liste nordamerikanischer Indianerstämme bzw. indigener Völker Nordamerikas werden die wichtigsten nordamerikanischen Konföderationen, Nationen, Völker, Stämme und Gruppierungen gelistet, geordnet nach den nordamerikanischen Kulturarealen. Nicht jeder Eintrag ist als eigenständige Gruppierung zu verstehen; teilweise handelt es sich um künstlich erschaffene übergeordnete Kategorien bzw. sprachliche Gruppierungen.
Die indianischen Gruppierungen und die Völker der eskimo-aleutischen Sprachen sind nicht als absolut zu verstehen. Vielmehr waren sie stets im Wandel begriffen – Völker spalteten sich, andere schlossen sich einem dritten an und gingen darin auf; für viele gibt es verschiedene Bezeichnungen.

## Kulturareal Arktis
Dieses Kulturareal umfasst den äußersten Norden Nordamerikas nahe bzw. über dem nördlichen Polarkreis von der Aleuten-Inselkette vor Alaska ostwärts über die Polargebiete Kanadas bis Grönland und wird von drei Ethnien der Eskimo-Aleutischen-Sprachfamilie bewohnt:
Aleuten (Alëuten) (abgeleitet aus der russischen Bezeichnung als „алеуты/aleuty“ für indigene Völker dieser Region (Aleuten und Alutiit) entweder von Alutal’u (Eigenbezeichnung) bzw. Aliut (einer Siedlung) der Aliutoren (алюторцы/aljutorzy), von Anklyt („Küstenvolk“), der Selbstbezeichnung der Küsten-Chukchi oder von Allitkhukh („Gemeinschaft“) aus dem West-Aleutischen, Eigenbezeichnung in Aleutischer Sprache (Unangam Tunuu): Unangan (Östlicher Dialekt) bzw. Unangas (Westlicher Dialekt), beides „Küstenvolk“, Einzahl: Unangax̂)
Eskimo-Völker (abgel. von Cree: ᐊᔭᐢᑮᒧᐤ ayaskîmow = „Schneeschuhflechter“, zwei regionale Dialektgruppen - Yupik und Inupiaq-Inuktitut – mit verschiedenen Eigenbezeichnungen in den Eskimosprachen: „Westliche Eskimo“ im äußersten Osten Russlands (Yupik) und im Westen und Südwesten Alaskas (Yup'ik) und „Östliche Eskimo“ im Nordosten Alaska (Iñupiat), im Norden Kanadas (Inuit) und auf Grönland (Kalaallit bzw. Grönland-Inuit); die sog. „Westlichen Eskimo (Yupik und Yup'ik)“ betrachten sich selbst nicht als „Inuit“ und zumeist auch nicht als „Eskimo“.)
- Yupik bzw. „Westliche Eskimo“ (die „Yupik“ sprechen/sprachen fünf verwandte Sprachvarianten (oder Sprachen), die jedoch gegenseitig nicht verständlich waren: „Naukanski/Naukan Yupik“, „Sirenikski/Sirenik Yupik/Eskimo“, „Yupik/Zentral-Sibirisches Yupik“, „Yup'ik/Zentral-Alaska Yupik“ und „Alutiiq-Sugpiaq/Pazifik Golf Yupik/Gulf Yupik“.)
  - Yupik oder „Sibirische Yupik“ (leb(t)en auf der Tschuktschen-Halbinsel in Tschukotka und der Region Kamtschatka im Osten Sibiriens und den vorgelagerten Inseln im äußersten Nordosten Russlands sowie bis zur Sankt-Lorenz-Insel (Sivuqaq) in Alaska, USA, auch: „Bering Strait Yupik“, „Asiatische Eskimo“ bzw. „Sibirische Eskimo“ genannt.)
    - Naukan oder „Naukanski Yupik/Eskimo“ (Eigenbezeichnung: Yuk - „wahre/echte Person“, Plural: Yuget - „wahres/echtes Volk“, heute übliche Bezeichnung leitet sich von dem Autonym Nyvukagmit - „Volk von Nuvuqaq (Naukan)“ der bis 1958 von ihnen bewohnten Siedlung „Nuvuqaq (Naukan/Наукан)“ ab, lebten von Kap Deschnjow im äußersten Osten der Tschuktschen-Halbinsel sowie ostwärts auf den Diomedes-Inseln - wobei die Little Diomede Island bereits zu Alaska gehört, heute bewohnen sie die Chukchi-Siedlungen Uelen (Уэлен) (Naukan-Yupik: Olyḳ (Олыӄ)), Lorino (Лорино) (Naukan-Yupik: Lluughraq), Lawrentija (Лавре́нтия) (Naukan-Yupik: Qerre) und Prowidenija (Провиде́ния) sowie in der Sirenik-Yupik-Siedlung Sireniki (Сиреники) und den Chaplino-Yupik-Siedlungen Nowoje Tschaplino (Neu-Chaplino/Новое Чаплино) und Uelkal (Уэлькаль); zudem in den Städten Anadyr (Ана́дырь), Magadan (Магадан) und Wologda (Во́логда).)
    - Sirenik oder „Sireniki Yupik/Eskimo“ (Eigenbezeichnung: Yuk - „wahre/echte Person“, heute übliche Bezeichnung leitet sich von dem Autonym Siginygmit - „Volk von Sigheneg (Sireniki)“ (russisch: Sirenikites/Cиӷы́ныгмы̄́ӷий) nach der Siedlung Sireniki (Сиреники) (Sirenik-Yupik: Sigheneg) ab, lebten westlich von Sangleq ostwärts in mehreren kleineren Dörfern (Valvurak, Sliygu und Tykylia) entlang der Südostküste der Tschuktschen-Halbinsel über Sireniki/Sigheneg bis östlich der Siedlung Imtuk; sprachen das seit 1997 ausgestorbene Sirenik Yupik/Eskimo bzw. Uqeghllistun (russisch: сиреникский язык/sirenikski jasyk genannt) und bewahrten trotz des Sprachwechsels von Sirenik (Uqeghllistun) in den Ungazighmiistun/Chaplino-Dialekt des sibirischen Yupik ihre separate kulturelle Identität – diese gründet sich auf die entwickelte „Sirenik“-Varietät des Ungazighmiistun/Chaplino-Dialekts und des „Ortssinn“ in Bezug auf ihre Siedlung „Sireniki“, da diese die einzige Yupik-Siedlung in Sibirien ist, die nicht umgesiedelt wurde und somit seit ca. 2.500 Jahren besteht.)
    - Sibirische Yupik oder „Yuit“ (Eigenbezeichnung: Yuk - „wahre/echte Person“, Plural: Yupighyt, Yupiget - „wahres/echtes Volk“, im Russischen auch als Eskimos/эскимосы bezeichnet, in der Sowjetunion wurde 1931 ihnen offiziell der Name Yuit (юит), Plural: Yuits (юиты) zugewiesen, leb(t)en entlang der Küste auf der Tschuktschen-Halbinsel im Nordosten Russlands sowie bis zur Sankt-Lorenz-Insel (Sivuqaq) in Alaska, USA., sprachen zwei Dialekte: das „Ungazighmiistun/Chaplino/Chaplinski (russ. Уӈазиӷмит)“ sowie das „Sivuqaghmiistun/St. Lawrence Island Yupik“ bzw. „Yupigestun“.)
      - Chaplino Yupik (heute übliche Bezeichnung leitet sich von dem Autonym Ungazighmii (russ. Уңазиӷмӣ), Plural: Ungazighmiit (russ. Уңазиӷмӣт) - „Person“ bzw. „Volk aus der Siedlung Ungaziq/Ungasik, russ. Staroje Tschaplino (Alt-Chaplino/Старое Чаплино)“ her, leb(t)en in ca. 15 Siedlungen - wie Ungaziq/Ungasik, Avan oder Kivak, im Südosten der Tschuktschen-Halbinsel und sprachen mindestens vier verschiedene Idiome - das „Avatmit“, das „Imtugmit“, das „Kigwagmit“ und das „Uŋazigmit/Ungazighmit“, die Mehrheit lebt heute in den Dörfern Nowoje Tschaplino (Neu-Chaplino/Новое Чаплино) und Sireniki sowie als Minderheit in Prowidenija (Провиде́ния), Uelkal (Уэлькаль) und in Anadyr (Ана́дырь), 1926 zogen zehn Familien auf die oberhalb des Polarkreises gelegene Ostrow Wrangelja (Wrangelinsel/О́стров Вра́нгеля).)
      - St. Lawrence Island Yupik (Sivuqaq Yupik) (leben in den beiden Siedlungen Savoonga (Sivungaq) und Gambell (Sivuqaq) auf der Sankt-Lorenz-Insel (Sivuqaq).)

  - Yup'ik oder „Yupiaq“ (Eigenbezeichnung: Yup'ik (im Norden) bzw. Yupiaq (im Süden) - „wahre/echte Person“, Plural: Yupiit (im Norden) bzw. Yupiat (im Süden) - „wahres/echtes Volk“, leben im Westen und Südwesten Alaskas, vom Norton Sound südwärts entlang Beringsee-Küste im Yukon-Kuskokwim-Delta (einschließlich der Nelson- und Nunivak-Inseln) und entlang der Nordküste der Bristol Bay bis zur Nushagak Bay und der nördlichen Alaska-Halbinsel am Naknek River und der Egegik Bay, unterteilen sich in fünf Dialektgruppen; auch: „Central Alaskan Yup'ik“, „Central Yup'ik“, „Alaska Yup'ik“)
    - Norton Sound Yup'ik (Eigenbezeichnung: Yup'ik - „wahre/echte Person“, Plural: Yupiit - „wahres/echtes Volk“, leben entlang der Küste des Norton-Sunds (Unaliq); nördlich des Sunds lebten die zu den „Inuit“ zählenden Seward Iñupiat.)
    - General Central Yup'ik (bewohnten die Küstengebiete und Flussläufe des Yukon-Kuskokwim-Deltas zwischen dem Norton Sound im Norden und der Bristol Bay im Süden im Westen Alaskas, unterteilten sich wiederum in mehrere regionale Dialektgruppen.)
      - Nördliche General Central Yup'ik (Eigenbezeichnung: Yup'ik - „wahre/echte Person“, Plural: Yupiit - „wahres/echtes Volk“, leben entlang des Lower Yukon River (Kuigpak), auf Nelson Island (Qaluyaaq), entlang des Upper und Middle Kuskokwim River (Kusquqvak) und am Iliamna Lake (Nanvarpak).)
      - Südliche General Central Yup'ik (Eigenbezeichnung: Yupiaq - „wahre/echte Person“, Plural: Yupiat - „wahres/echtes Volk“, leben entlang des Lower Kuskokwim River (Kusquqvak), entlang der Küste bis zu Nelson Island sowie südwärts bis zur Bristol Bay (Iilgayaq).)

    - Egegik Yup'ik (Eigenbezeichnung: Tarupiaq - „wahre/echte Person“, Plural: Tarupiat - „wahres/echtes Volk“, leben rund um Egegik (Igyagiiq) am Egegik River an der Egegik Bay.)
    - Chevak Cup'ik oder Cup'ik (identifizieren sich als „Cup'ik/Cup'ig“[6] und meist nicht als „Yup'ik“ oder gar „Eskimo“, auch: „Chevak Cupʼik Eskimo“ genannt.)
      - Chevak (Cevʼaq) Cup'ik (Eigenbezeichnung: Cup'ik - „wahre/echte Person“, Plural: Cup'it - „wahres/echtes Volk“ oder Cev'allrarmuit - „Volk von Chevak (Cevʼaq)“.)
      - Nunivak (Nuniwar) Cup'ig (Eigenbezeichnung: Cup'ig - „wahre/echte Person“, Plural: Cupiit - „wahres/echtes Volk“ oder Nuniwarmiut - „Volk von Nunivak (Nuniwar)“.)

  - Alutiiq oder Sugpiaq (bewohnen South Central Alaska in zwei regionalen Dialektgruppen: die „Koniag Alutiiq“, die den „Koniag-Dialekt (Alutiit’stun)“ sprechen, und die „Chugach Alutiiq“, die den „Chugach-Dialekt (Sugt’stun)“ des Alutiiq/Sugpiaq sprechen; die „Alutiit/Sugpiat“ waren kulturell stark von den westlich wohnenden Aleuten beeinflusst; die frühere Bezeichnung als „Pazifik Eskimo“ wird als abwertend empfunden - die heute oft gebräuchliche Bezeichnung als „Pazifik Golf Yupik“ wird ebenfalls zurückgewiesen, da die nördlich lebenden Yup'ik bzw. „Yupik-Eskimo“ zu ihren traditionellen Feinden zählten.) Die Alutiit/Sugpiat dürfen nicht mit den direkt westlich lebenden „Aleuten (Alëuten)“ verwechselt werden.
    - Koniag Alutiiq oder Koniag Sugpiag (Eigenbezeichnung: Alutiiq - „Person von den Aleuten“, Plural: Alutiit - „Volk von den Aleuten“, eine indigene Adaption der Bezeichnung der russischen Promyshlenniki für indigene Völker dieser Region (Aleuten und Alutiit) als „Aleuty“, die „Koniag Alutiiq“ bevorzugen heute diese Bezeichnung um auf die historisch gewachsene Bindung zu den russischen Pelzhändlern und Siedlern hinzuweisen, leben auf der Alaska-Halbinsel („Aleutian Peninsula“) (Aluuwirmiu’at - „Volk der Alaska-Halbinsel“) und Kodiak-Archipel mit den zwei größten Inseln Kodiak Island (Qikertaq) sowie Afognak Island (Agw’aneq), historische Eigenbezeichnung (?)[7]: Koniagmiut/Kaniagmiut; heutige „Native Village of Afognak“, „Akhiok Tribal Council“, „Kaguyak Village Tribe“, „Native Village of Karluk“, „Native Village of Larsen Bay“, „Sun’aq Tribe of Kodiak“, „Alutiiq Tribe of Old Harbor“, „Native Village of Ouzinkie“, „Native Village of Port Lions“ und „Tangirnaq Native Village“.)
    - Chugach Alutiiq oder Chugach Sugpiaq (Eigenbezeichnung: Sugpiaq - „wahre/echte Person“, Plural: Sugpiat - „wahres/echtes Volk“, historische Eigenbezeichnung (?): Chugachigmiut, leben in den Chugach Mountains, im Cook Inlet (Cúngáciq), auf der Kenai-Halbinsel und östlich dieser im Prinz-William-Sund (Suungaaciq) (Koniag Alutiiq: Ungalarmiut - „Volk des ungalaq, d. h. des Ost- oder Nordostwinds“) an der Südküste von Alaska, das Autonym „Chugach“ leitet sich wahrscheinlich von dem Alutiiq-Ortsnamen für Cook Inlet als Cúngáciq ab - die früheren Bezeichnungen als „Chugach Eskimo“, „South Alaska Eskimo“, „Sugpiak Eskimo“ und „Sugpiaq Eskimo“ werden von ihnen als abwertend empfunden - bevorzugen als Eigenbezeichnung „Sugpiaq/Sugpiat“; heutige „Native Village of Chenega (Caniqaq)“, „Native Village of Eyak (Igya’aq)“, „Nanwalek IRA Council (English Bay)“, „Port Graham Village Council (Paluwik)“, „Qutekcak Native Tribe (Seward / Qutalleq)“, „Tatitlek IRA Council (Taatiilaaq)“, „Valdez Native Tribe (Suacit)“.)
- Inuit (in Kanada und Grönland) bzw. Eskimo (in Alaska, USA) oder „Östliche Eskimo“
  - Iñupiat (früher: Inyupik - „wahres/echtes Volk“, Einzahl: Iñupiaq - „wahre/echte Person“, auch: „Alaska Inuit“)
  - Inuvialuit („wahres/echtes Volk“, Einzahl: Inuvialuk - „wahre/echte Person“, auch „Westliche Kanadische Inuit“)
  - Inuit („Menschen“, Einzahl: Inuk - „Person/Mensch“, auch: „Östliche Kanadische Inuit“)
  - Kalaallit oder Grönländer (Einzahl: Kalaaleq, ursprünglich aus Kanada eingewanderte Inuit die sich auf Kalaallit Nunaat - „Land der Kalaallit“ - dem heutigen Grönland - niederließen; Namensherkunft: vermutlich ist „Kalaaleq“ ein Lehnwort der grönländischen Sprache (Kalaallisut) („Wie ein Grönländer [sprechen]“) und leitet sich von „Skrælingar“ ab, der Bezeichnung der Grænlendingar (auf Grönland siedelnden Skandinavier) für die Ureinwohner Nordamerikas und damit auch Grönlands, auch: „Grönland-Inuit“)
    - Inughuit (auch: Inuhuit, Innughuit, Innugguit - „wahres/echtes Volk“, in Kalaallisut/Grönländisch: Avanersuarmiutut - „Volk von Avanersuaq (Platz im entlegensten Norden/Nordgrönland)“ genannt, früher: „Arctic Highlanders“, auch: „Smith Sound Inuit“, „Polar Inuit“, „Polar Eskimo“, Nordgrönländer, wanderten im 16./17. Jahrhundert als letzte Gruppe nach Grönland ein, ursprünglich Teil der „Copper Inuit (Inuinnait / Kitlinermiut)“, werden daher von den Kalaallit/Grönländern abwertend als „Inuit“ bezeichnet, die Mehrheit identifiziert sich als Ethnie jedoch auch nicht als „Kalaallit/Grönländer“.)
    - Tunumiit („Volk von Tunu (Østgrønland)“, Einzahl: Tunumiu - „Person von Tunu (Østgrønland)“, auch: „Inuit von Tunu“, Ostgrönländer)
      - Nordostgrönländer (auch: „Nordost-Grönland Inuit“, ca. 1869/1870 ausgestorben.)
      - Südostgrönländer (auch: „Südost-Grönland Inuit“, zwischenzeitlich ausgestorben)

    - Kitaamiut („Volk von Kitaa (Vestgrønland)“, Einzahl: Kitaamiu - „Person von Kitaa (Vestgrønland)“, Westgrönländer, heute oft einfach als „Kalaallit“ bezeichnet, da sie die bevölkerungsreichste Gruppe bilden und ca. 90 % der Kalaallit/Grönländer ihre Sprache - das Zentralwestgrönländisch-Kitaamiusut - sprechen.)
      - Kujataamiut („Volk von Kujalleq“, auch: Südgrönlander)
      - Nordwestgrönländer

## Kulturareal Subarktis
Die borealen Nadelwälder (Taiga) und Waldtundren der Subarktis umfassen Zentralalaska sowie fast ganz Kanada bis zum Sankt-Lorenz-Strom im Osten (mit Ausnahme der Seeprovinzen und Prärieprovinzen) und wurden von oft als „subarktische Jäger“ oder „Karibu-Jäger“ bezeichnete Ethnien zweier Sprachfamilien bewohnt; im Nordwesten/Westen im Interior Alaska und Nordwesten Kanadas die Nördlichen Athabasken (Dene) der Nördlichen Athapaskischen (Athabaskischen)-Sprachengruppe und im Zentrum/Osten Kanadas nördlich der Aspen Parkland vom Süden der Nordwest-Territorien bis zur James Bay die „Nördlichen Algonkin“ der Zentral-Algonkin-Sprachgruppe.
Alaska-Athabasken (Alaska-Dene)
I. Zentrale Alaska-Athabasken bzw. Binnen-Athabasken (kulturell stark von Yupik und Iñupiat im Norden/Nordwesten (die Koyukon, Holikachuk und Ingalik) bzw. von Chipewyan (Dënesųłiné) und North und South Slavey der „Nördlichen Athabasken (Dene)“ im Osten beeinflusst)
- Koyukon (Dinaa - „Person“, Dinaayoo / Dinaakkaa - „Menschen / Volk“, Tl'eeyegge Hut'aane / Tt'eeyagga hut'aaninh – „Volk mit einer gemeinsamen Sprache“[9], oftmals jedoch nach der Zugehörigkeit ihrer regionalen Band/Gruppe als Hut'aane / Hotana – „Bewohner einer Gegend“, „Volk entlang, von, vom …“; Namensherkunft, benannt nach einer der drei Stammes- und Dialektgruppen: Koyukukhotana – „Volk am Koyukuk River“, nordwestlichste Gruppe der Alaska-Dene.)
  - Kaiyuhkhotana oder Lower Yukon Koyukon bzw. Lower Koyukon (Dots'a hut'aaninh - „Flussabwärts lebendes Volk“, entlang des Yukon River (Yookkene) zwischen dem Anvik River und Koyukuk River (Ooghekuhno’/Kk'oytt'ots'ina), einschließlich des Entwässerungsgebiets des Innoko River nördlich des 63. Breitengrads Nord, wurden sowohl von den Koyukukhotana als auch von den Yukonikhotana / Unakhotana als Feinde betrachtet, nur sie leisteten mit Kämpfen den Europäern Widerstand; heutiges „Village of Kaltag (Ggaał Doh)“ und „Nulato Village (Noolaaghe Doh)“.)
  - Koyukukhotana oder Koyukuk River Koyukon bzw. Central/Middle Koyukon („Volk am Koyukuk River“, im Entwässerungsgebiet des Koyukuk River; heutige „Allakaket Village (Aalaa Kkaakk’et)“, „Galena Village (aka Louden Village / Notaalee Denh)“, „Hughes Village (Hut’odlee Kkaakk’et)“, „Huslia Village (Ts’aateyhdenaadekk’onh Denh)“, „Koyukuk Native Village (Meneelghaadze’ T’oh)“ und „Native Village of Ruby (Tl'aa'ologhe)“.)
  - Yukonikhotana / Unakhotana oder Upper Yukon Koyukon bzw. Upper Koyukon (Yoon'a hut'aaninh / Yoongga hut'aaninh - „Koyukon River flussaufwärts lebendes Volk“ bzw. Yookkan Hut'aanhna / Yookkan Hut'aankkaa - „Volk am großen Fluss, d. h. Yukon River“, im Entwässerungsgebiet des Yukon River (Yookkene) entlang des Kantishna River bis zur Einmündung in den Tanana River (Tinina) südwärts bis zum Denali (Deenaalee) und vom Toklet River ostwärts bis zum Lake Minchumina (Menchuh Mene’) sowie bis zur Mündung des Koyukuk River; heute South Fork Band im „Allakaket Village“, „Evansville Village (aka Bettles Field / Kk’odlel T’odegheelenh Denh)“, „Manley Hot Springs Village (Too Naaleł Denh)“, „Stevens Village (Denyeet)“ sowie als Teil des „Native Village of Tanana (Hohudodetlaatl Denh)“, „Rampart Village (Dleł Taaneets)“ und „Beaver Village (Ts’aahudaaneekk’onh Denh)“.)
- Holikachuk oder Innoko (Dina, oftmals jedoch nach der Zugehörigkeit ihrer regionalen Band/Gruppe als Doogh Hit'an – „Einheimische“, „Locals“, „Bewohner einer Gegend“ oder „Volk entlang, von, vom …“; Namensherkunft: Xiyighelinghdi (Huligachagat) bzw. „Holikachuk“ ist die indigene Bezeichnung einer inzwischen aufgegebenen Siedlung und Yooniq - „Hochland“ bzw. „Innoko“ bezieht sich auf ihre Stammesgebiete entlang des Middle und Upper Innoko River im Westen Alaskas; fälschlich oftmals mit den Koyukon zusammengefasst, obwohl sie kulturell den Deg Xinag/Deg Hit'an am nächsten stehen; heutiges „Organized Village of Grayling (aka Holikachuk)“.)
- Deg Xinag oder Ingalik (Dena oder Dina, heute Deg Xinag bzw. Deg Hit'an – „Einheimische“, „Locals“, „Bewohner einer Gegend“ oder „Volk entlang, von, vom …“ (diente ursprünglich zur Bestimmung der Zugehörigkeit zu einer regionalen Band/Gruppe); Namensherkunft: Yup'ik-Wort Ingqiliq – „Jene, die Läuseeier haben“, „Jene, die verlaust sind“[10], wird von den Deg Xinag/Deg Hit'an als beleidigend abgelehnt, lebten entlang des Anvik, Innoko, Lower Yukon sowie des Middle Kuskokwim Rivers, daher in älterer Literatur auch Anvik-Shageluk Ingalik, Kuskokwim Ingalik oder Yukon Ingalik genannt; oftmals fälschlich als Kaiyuhkhotana den „Lower Yukon Koyukon“ zugerechnet; heute „Anvik Village (Gitr'ingithchagg)“, „Shageluk Native Village (Łeggi Jitno)“ und „Holy Cross Village (Deloy Chet)“.)
- Gwich'in oder Kutchin (Dinjii Zhuu – „kleine Leute“ im Sinne von „demütige Leute“; Namensherkunft: Gwich’in – „Bewohner einer Gegend“, nördlichste Gruppe aller Indianer, lebten meist nördlich des Polarkreises in den Yukon Flats entlang des Yukon Rivers, Porcupine Rivers, Chandalar Rivers, Peel River, Mackenzie River und Arctic Red River im Norden vom Yukon und der Nordwestterritorien sowie im Nordosten Alaskas; heute „Arctic Village (Vashrąįį K’ǫǫ)“, „Native Village of Venetie (Vįįhtąįį)“, „Birch Creek Tribe“, „Chalkyitsik Village (Jałgiitsik)“, „Circle Native Community (Danzhit Khaiinląįį)“, „Fort Yukon (Gwicyaa Zhee / Gwichyaa Zheh)“, „Vuntut Gwitchin First Nation“, „Aklavik First Nation (Ehdiitat Gwich'in Council)“, „Tetlit Gwich'in Council“, „Gwichya Gwich'in Nation (Gwichya Gwich'in Council)“ und „Inuvik Native/Nation (Nihtat Gwich'in Council)“ sowie Teil der nicht offiziell als Gwich'in Villages zählenden „Beaver Village (Hughuntahoonee' onh Dinh)“, „Rampart Village“ und „Native Village of Stevens“.)
- Hän (Han) (Jëjee, Hän Hwëch'in – „Volk entlang des Flusses, d. h. des Yukon River“, oftmals jedoch nach der Zugehörigkeit ihrer regionalen Band/Gruppe als Hwëch'in – „Bewohner einer Gegend“ oder „Volk entlang, von, vom …“; Namensherkunft: Anglisierung ihrer Eigenbezeichnung Hän Hwëch'in bzw. des Gwich'in-Worts hangʷičʼin (Han Gwich'in), was beides „Volk entlang des (Yukon) Flusses“ bedeutet, lebten beiderseits des oberen Yukon Rivers und des Klondike Rivers im Yukonterritorium und Alaska – oftmals unter der Bezeichnung „Hankutchin“ fälschlich als eine Band der Gwich'in betrachtet; heute „Tr’ondek Hwech’in First Nation“ und „Native Eagle Village (Tthee T’äwdlenn)“.)
- Upper Kuskokwim oder Kolchan / Goltsan (Dina'ena[11], heute jedoch: Dichinanek' Hwt'ana oder Digenegh xit'an- „Volk entlang des mit viel Holz gesäumten Flusses, d. h. des Kuskokwim Rivers“, oftmals jedoch nach der Zugehörigkeit ihrer regionalen Band/Gruppe als Hwt'ana – „Bewohner einer Gegend“, „Volk entlang, von, vom …“; Namensherkunft: wurden nach ihrem Stammesgebiet entlang des Upper Kuskokwim River im Südwesten Alaskas benannt oder nach der Tanaina-Bezeichnung Gheltsana oder Giltsane – „die Fremden, die Anderen“ für benachbarte im Inland wohnende Athabasken[12][13] – oftmals fälschlich als McGrath Ingalik bezeichnet, obwohl ihre Sprache und Kultur den Tanana/Lower Tanana näher steht als den Deg Hit'an (Ingalik), zudem wurden sie irrtümlich auch als Tundra Kolosh / Koulischen den Tlingit zugerechnet, da im Russischen Letztere als Koloshi (Колоши) bezeichnet wurden, was auf das Sugpiaq-Alutiiq-Wort kulut'ruaq für Labret-Piercing zurückgeht; heute „McGrath Native Village (Tochak')“, „Nikolai Village (Edze Dochak')“, „Takotna Village (Tochotno')“ und „Telida Village (Tilaya-di/Tilayadi)“.)

Tanana Athabasken (hatten keine gruppenübergreifende Eigenbezeichnung, da sie sich nicht als eine Ethnie verstanden, je nach Sprache bzw. Dialekt: Dena, Dendeh, Dendeey oder Dineh, jedoch oftmals nach der Zugehörigkeit ihrer regionalen Band/Gruppe als Kokht'ana, Koxt'een / Koxt'en iin oder Koht'iin – „Bewohner einer Gegend“ oder „Volk entlang, von, vom …“; Namensherkunft: Anglisierung des Gwich'in-Worts Tanan Gwich'in – „Volk entlang des Tanana River (Tanan Gwinjik)“ oder des Koyukon-Worts Ten Hut'aane – „Volk entlang des (Flusswasser) Pfades“, da diese den Tanana River Tene No'  – „Wasserpfad“ nannten, wird meist als Sammelbegriff für drei regionale Gruppen verwendet, die verwandte Sprachen bzw. Dialekte sprechen, lebten im Flussgebiet des Tanana River im Osten vom Interior Alaska sowie teilweise im angrenzenden Yukon)
- - Tanana / Lower Tanana und/oder Middle Tanana (Dena bzw. Kokht'ana, auch: Untere / Mittlere Tanana; heute „Native Village of Minto (Menh Ti)“ und „Nenana Native Association (Toghotthele)“.)
  - Tanacross oder Tanana Crossing (Dendeh / Dendeey bzw. Koxt'een / Koxt'en iin; heute „Village of Dot Lake (Kelt'aaddh Menn')“, „Healy Lake Village (Mendees Cheeg)“ und „Native Village of Tanacross (Taats'altęy)“.)[15]
  - Upper Tanana (Dineh bzw. Koht'iin, auch: Obere Tanana; heute „Northway Village (K'ehtthiign)“ und „Native Village of Tetlin (Teełąy)“.)

II. Südliche Alaska-Athabasken bzw. Südliche Alaska-Dene (kulturell stark von den militärisch sowie politisch mächtigen Tlingit im Süden sowie anderen Ethnien der Nordwestküstenkultur beeinflusst)
- Ahtna (Ahtena) oder Copper-River-Athabasken (Anglisierung des Autonyms einer der vier regionalen Ahtna-Bands als Atna Hwt'aene / Atnahwt'aene („Volk am Fluss der Ahtna, d. h. Copper River ('Atna' tuu)“), meist fälschlich als „Eis-Menschen“ wiedergegeben. Alle Ahtna-Bands begriffen sich zuerst als eigenständige Gruppe/Band und nannten sich Koht'aene [kote-an-eh] / Hwt'aene („Bewohner einer Gegend“, „Volk entlang, von, vom ...“) ergänzt um die Ortsangabe (Dorf, Berg oder Fluss); weitere Varianten: Ahtna, Ahtena, Atnatana, Ahtnakotana, Ahtna-Khotana oder Ahtna-Kohtaeneda)
  - Lower (Copper River) Ahtna oder Atna Hwt'aene / Atnahwt'aene („Volk [an der Mündung des] 'Atna' River, d. h. Copper River“ in den Golf von Alaska; heutiges „Native Village of Chitina (Tsedi Ná)“ und „Native Village of Kluti Kaah“.)
  - Central Ahtna / Middle Ahtna oder Dan'ehwt'aene (Copper Center bis zu Gakona-Chistochina; heutiges „Nativa Village of Gulkana“ und „Native Village of Gakona“.)
  - Western Ahtna oder Tsaay Hwt'aene / Dze Ta Hwt'aene („Volk inmitten der Berge, der Nutzotin Mountains“) bzw. Hwtsaay Hwt'aene / Hwtsaay hwt'aene (Volk von Hwtsaay Nene' , dem als „kleines Waldstückland“ genannten Hochland entlang des Upper Gulkana und Upper Susitna River, von Tazlina Lake bis zu Cantwell; heutiges „Native Village of Tazlina“ und „Native Village of Cantwell“.)[16]
  - Upper (Copper River) Ahtna oder Tatl'a Hwt'aene / Tatl'ahwt'aene / Taa'tl'aa Denae („Volk vom Oberlauf des ('Atna') Copper River“, von Chistochina bis zu Mentasta Lake; heutiger „Cheesh-Na Tribe“ und „Native Village of Mentasta (Mendaesde“) sowie Teil des „Chickaloon Village Traditional Council“, „Knik Tribal Council“, „Ninilchik Traditional Council“ und „Seldovia Village Tribe“.)
- Dena'ina (früher zumeist als Tanaina bekannt, einer Anglisierung ihrer Eigenbezeichnung als Dena’ina - „Viele Menschen, das Volk“ - abgeleitet von dena - „Person“ und ina - dem Pluralmarker für Menschen in ihrer Sprache, die einzelnen Dena'ina identifizierten sich jedoch meist mit einer bestimmten regionalen Band/Gruppe und bezeichneten sich daher als Ht’ana („Bewohner einer Gegend“ oder „Volk entlang, von, vom …“) ergänzt um eine Ortsangabe, heute werden sie meist in vier regionale Dialektgruppen unterteilt.)
  - Inland / Lake Clark Denaʼina (heutiges „Lime Village“, „Village of Stony River“, „Nondalton Village“ sowie Teil des „Village of Aniak“, „Native Village of Chuathbaluk“, „Native Village of Georgetown“ und „Village of Red Devil“)
  - Iliamna Denaʼina (heutiges „Iliamna Village Council“, „Newhalen Tribal Council“ und „Pedro Bay Village Council“)
  - Upper Inlet Denaʼina (heutiges „Native Village of Tyonek“, „Alexander Creek Native Village“, „Native Village of Eklutna“, „Chickaloon Village Traditional Council“ und „Knik Tribal Council“)
  - Outer Inlet / Kenai (Kahtnu) Denaʼina (heutiger „Kenaitze Indian Tribe“, „Seldovia Village Tribe“, „Ninilchik Village Tribe“ und „Village of Salamatof“)

Dene und/oder nördliche Athabasken
I. Dene (die heutige Bezeichnung Dene („Volk“) hat zwei Bedeutungen und wird dementsprechend unterschiedlich verwendet; meist (und im engeren Sinn) wird der Begriff Dene nur für fünf (nach anderer Definition sechs) athabaskischsprachige Bands in Denendeh („Land der Dene“, den heutigen Nordwest-Territorien) und Nunavut sowie einigen Teilen von Manitoba, Alberta im Norden Kanadas benutzt)
- Chipewyan (Denésoliné oder Dënesųłiné – „Volk des kargen, öden Landes“; Namensherkunft: die feindlichen Woodland und Plains Cree bezeichneten die Chipewyan und Yellowknife als ᒌᐘᔮᐣ Cīpwayān / ᒌᑆᔮᓐ / ᒌᑇᔮᐣ Cîpwâyân bzw. ᐁᐧᒌᐸᐧᔮᓂᐤ Wêcîpwayâniw / ᐁᐧᒌᐸᐧᔮᐣ Wêcîpwayân – „Volk, das spitz zulaufende Felle/Häute trägt“, womit sie auf den typischen Schnitt und Stil der Chipewyan-Parkas hinwiesen; heutige „Fort McKay First Nation“, „Fort McMurray #468 First Nation (Tthı̨dłı̨ kuę́)“, „Athabasca Chipewyan First Nation“, „Chipewyan Prairie First Nation (Tł’ógh tëlı́ dënesųłı̨ne)“, „Cold Lake (Łué chógh tué) First Nations“, „Smith's Landing First Nation (Tthëbátthı́ dënesųłı̨ne)“, „Salt River First Nation #195“, „Barren Lands (Brochet Kuę́) First Nation“, „Northlands (Lac Brochet / Dálú tué) Dene First Nation“, „Sayisi Dene (Tadoule Lake) First Nation“, „Deninu K'ue First Nation“, „Lutsel K'e Dene First Nation“, „Salt River First Nation #195“, „Fond Du Lac (Gąnı́ kuę́) Denesuline“, „Hatchet Lake (Tthëłtué) Denesuline First Nation“, „Black Lake (Tázën tué) Denesuliné Nation (Stony Rapids Denesuliné)“, „Buffalo River Dene Nation (Ɂëjëre dësché)“, „Clearwater River (Tı̨tëlase tué) Dene Nation“, „English River First Nation“ und „Birch Narrows First Nation (K’ı́t’ádhı̨ká)“.)[17]. Das algonkin-sprachige Volk der in den USA meist Chippewa genannten Anishinabe (Ojibwe) hat trotz der Ähnlichkeit des Namens nichts mit den Chipewyan zu tun)
- Yellowknives (T'atsaot'ine – „Volk des Wasser-Auswurfs“, einer bildlichen Umschreibung des im Fluss vorkommenden Kupfers oder Acha'otinne – „Waldland-Volk“, Namensherkunft: europäische Pelzhändler nannten sie Yellowknife - „Gelbmesser“, Red Knife - „Rotmesser“, Red Indians - „Rote Indianer“ bzw. Copper Indians - „Kupfer-Indianer“, da diese rot-gelblich schimmernde Kupfermesser benutzten und der Coppermine River und Yellowknife River in ihrem Stammesgebiet reich an diesem Metall waren. Fälschlich unter ihrer Chipewyan-Bezeichnung Tandzán-hot!ínne – „Jene, die am schmutzigen See leben“ als eine regionale Chipewyan Großgruppe betrachtet, identifizierten sich die Yellowknife als eigenständige Ethnie mit wiederum mehreren Bands/Lokalgruppen und waren den Chipewyan meist äußerst feindlich gesinnt; heutige „Yellowknives Dene First Nation“ - bestehend aus der „Dettah Yellowknives Dene First Nation“ und „N'Dilo Yellowknives Dene First Nation“ sowie Teil der „Deninu K'ue First Nation“ und der „Lutsel K'e Dene First Nation“.) Die von den Europäern ebenfalls als Copper Indians bezeichneten athabaskischen Ahtna (Ahtena), die als Halbnomaden entlang des Copper River im südlichen Alaska lebten dürfen nicht mit den „Yellowknives/T'atsaot'ine“ verwechselt werden.
- Tlicho oder Dogrib (Eigenbezeichnung: Tłįchǫ bzw. Tåîchô – „Hunderippe“ oder Tłįchǫ Done bzw. Tłı̨chǫ got'ı̨ı̨̀ / Tłı̨tsǫ got'ı̨ı̨̀ – „Hunderippen-Volk“; Namensherkunft: Adaption ihrer Eigenbezeichnung ins Englische. Heute bezeichnen sie sich meist als Done - „die Menschen/das Volk“, Done Do - „Dene Volk“ oder um sich gegenüber anderen Dene abzugrenzen als Tłįchǫ / Tłı̨tsǫ / Tåîchô; heutige „Yellowknives Dene First Nation“ - bestehend aus der „Dettah Yellowknives Dene First Nation“ und „N'Dilo Yellowknives Dene First Nation“ sowie Tłįchǫ/Tåîchô Government - bestehend aus der „Dogrib Rae Band“, „Whatì First Nation“, „Gamèti First Nation“, „Dechi Laot’i First Nations“ und dem „Dogrib Treaty 11 Council“.)

Slavey (umfassen zwei regionale sowie sprachliche Stammesgruppen; die „South Slavey (Deh Cho Dene)“ - „Volk am großen Fluss (Mackenzie River)“ und die „North Slavey (Sahtu / Sahtu Dene)“ - „Volk am Great Bear Lake“; die heute übliche Bezeichnung leitet sich aus der Bezeichnung der Plains und Woodland Cree ab, die Angehörige dieser Dene Bands auf Grund ihres friedlichen Charakters als ᐊᐊᐧᐦᑳᑲᐣ Awahkâkan - „Sklave“ oder ᐊᔭᐦᒋᔨᓂᐤ Ayahciýiniw - „Fremder“ bezeichneten; um Verwechslungen mit dem englischen Begriff slave für Sklave zu vermeiden, werden die verschiedenen Gruppen heute als „Slavey“ - anstatt früher als „Slave“ bezeichnet.)
- North Slavey (Dene wá, die weniger von Fischfang als von der Jagd in den Wäldern und Tundren der Berge und Ebenen lebenden Bands nannten sich Ɂehdzo Got’ı̨ne – „Fallensteller-Volk“, heute zumeist jedoch Sahtú Dené / Sahtu Dene – „Volk am Great Bear Lake“, unterteilten sich nochmals in vier regionale, kulturelle sowie unterschiedliche Dialekte sprechende Gruppen)
  - Hare(skin) Dene (K'ahsho Got'ine / K'áshot' Got'ine – „Volk mit großen Pfeilspitzen“ oder K'a so Got'ine / Katoo Got'ine – „Volk der großen Weiden“, Namensherkunft: Hare(skin) Dene ist vermutlich eine Falschübersetzung von Gahwié Got'ine – „Kaninchen(Fell)-Volk“, da sie gewebte Kleidung aus Schneehasen-Fellen trugen)
  - Mountain Slavey (Mountain Dene) (Shita Got'ine / Shúhtagot'ine – „Volk inmitten der Berge“)
  - Willow Lake Dene (K'áálǫ Got'ine – „Volk am Willow Lake“)
  - Sahtú Dene (Great Bear Lake Dene) (Sahtú Got'ine/Sahtúot'ine/Sahtú Dene – „Volk am Great Bear Lake“, entwickelten ab 1850 eine eigenständige Identität als „Sahtúot'ine/Sahtú Dene“, nachdem während des Pelzhandels K'ahsho Got'ine Bands, die beiden Dogrib (Tłįchǫ) Bands Satihot'in („Bear Lake Volk“) und Et'at'in („People Next to Another People“) sowie einige Shita Got'ine, Gwich’in und South Slavey bei Déline (Fort Franklin) am Sahtú (Great Bear Lake) bevorzugt zum handeln kamen. Die verschiedenen Dene Bands bewohnten gemeinsame Siedlungen rund um das Fort und am Seeufer und heirateten untereinander, ihr Dialekt weist große Einflüsse des Dogrib (Tłįchǫ Yatiì) auf)
- South Slavey (Deneke oder Dene[18], heute bezeichnen sich die South Slavey in Alberta und British Columbia als Dene Tha („Wahres Volk“), wohingegen sich die South Slavey in den Nordwestterritorien als Deh Cho Dene („Volk entlang des Mackenzie River“) identifizieren, werden zumeist in drei Großgruppen unterteilt, die jeweils Stammesgebiete mit unterschiedlich verfügbaren Ressourcen bewohnten und daher eine voneinander abweichender Lebensweise entwickelt hatten[19])
  - Dene Tha'/Deneða/Dene Dháa („Wahres Volk“, früher meist Deneke - „Volk“, entlang des Hay River, Petitot River und im Flussgebiet des Liard Rivers im Nordosten British Columbias und Nordwesten Albertas)
  - Deh Gah Got'ine („Volk am Fluss, d. h. am Mackenzie River“, westlich des Großen Sklavensees, da sie zumeist bei Fort Providence handelten, bezeichneten die familiär mit ihnen verwandten Métis das Fort als Deh Gah Got’ie Koe („Ort/Heimat des Volks am Fluss“)
  - Deh Cho Dene („Volk am großen Fluss, d. h. Mackenzie River“, im Mackenzie River-Flussgebiet)

II. Nördliche Athabasken (wird der Begriff Dene erweitert (dies geschieht vermehrt in neuerer Fachliteratur sowie seitens der assoziierten Ethnien) werden zudem folgende Bands und Stammesgruppen ebenfalls als Dene betrachtet, meist werden diese jedoch zum Unterschied zu den oben aufgeführten Dene nördliche Athabasken oder (oftmals in Kanada) einfach Athabasken genannt (dieser Begriff kann wiederum die oben aufgeführten Bands der eigentl. Dene mit einschließen.))
- Tutchone (je nach Dialekt: Dan oder Dän, meist bezeichneten sie sich jedoch nach der Zugehörigkeit ihrer regionalen Band/Gruppe als Huč’an oder Ku Dän – „Volk von“; Namensherkunft: Dechan to hot'yan – „Volk, das in den Wäldern lebt“ bezeichnete eine Tutchone Band im Stewart River (Na Cho Nyak) Valley, dies wurde dann als „Tutchone“ oder Wood Indians / Stick Indians als Stammesbezeichnung für alle Bands/Gruppen übernommen[20], trotz der vormals gebräuchlichen Stammesbezeichnung als Tutchonekutchin gehören sie nicht den Gwich'in (Kutchin) an; kulturell-sprachlich unterscheidet man zwei Großgruppen)
  - Northern (Nördliche) Tutchone (Dan oder Huč’an - „Volk von “, nördlich / nordöstlich des Lake Laberge; heutige: First Nation of Nacho Nyak Dun (Nacho Nyäk Dun), Little Salmon/Carmacks First Nation (Tagé Cho Hudän), Selkirk First Nation (Hućha Hudän) und als Dzäntuchʼǟn („Snag Band“) Teil der White River First Nation.)
  - Southern (Südliche) Tutchone (Dän oder Ku Dän - „Volk von “, südlich / südwestlich des Lake Laberge, heutige: Champagne and Aishihik First Nations (Shadhäla yè Äshèyi Kwädän) sowie Teil der Kluane First Nation (Lù’àn Män Ku Dän/Lù’àn Mun Ku Dän), Ta'an Kwach'an Council (Ta'an Kwach'an / Ta'an Kwäch'än) und Kwanlin Dun First Nation (Kwanlin Dün Kwächʼǟn / Kwänlin Dän Kwächʼǟn))

Nahanni / Nahanni Dene (historische Bezeichnung verschiedener Dene Bands zwischen dem Upper Liard River und dem 64. Breitengrad Nord)
- - Tagish (Tā̀gish kotʼīnèʼ – „Volk vom Tagish Lake“, der Tagish Lake wurde von ihnen Tā̀gish – „das Eis (des Frühlings) bricht“ genannt; später übernahmen die Tagish unter dem Einfluss der kulturell und politisch/militärisch mächtigeren Tlingit zunehmend deren Sprache und Kultur, nannten sich nun Tagish Ḵwáan und betrachteten sich als regionale Stammesgruppe der Tlingit mit Tagish-Vorfahren)
  - Tahltan (Tāłtān, Didene bzw. Dene, betrachten sich als erste Bewohner des Stikine River, ihr Stammesgebiet umfasste ca. 242.163 km² im Nordosten von British Columbia, es reichte vom Küstengebirge ostwärts bis in die tiefer gelegenen borealen Nadelwälder in Yukon im Norden, im Osten bis zu den (nach den Kaska Dena benannten) Cassiar Mountains und umfasste im Süden die Oberläufe des Nass River und Skeena River; weitere wichtige Flüsse waren der Iskut River, Klappan River und Dease River)
  - Kaska Dena (Gudanéʼ bzw. Gudene – „Bewohner einer Gegend“, „Volk entlang, von, vom …“, lebten im Flussgebiet des Liard River, Finlay River, Ross River und Pelly River im Nordwesten von Kanada, ihr einstiges ca. 240.000 km² großes Stammesgebiet erstreckte sich über den Norden von British Columbia, den Südosten von Yukon sowie bis in den Südwesten der Nordwestterritorien)
- Tsetsaut (Wetaɬ bzw. Wetalth; Namensherkunft: T'set'sa'ut, Ts'a̱ts'aaw oder Jits'aawit („Volk im Landesinnern“) war unter den Gitxsan, Tsimshian und Nisga’a ein Sammelbegriff für mehrere benachbarte feindlichen Bands der nördlichen Athabasken – neben den Tsetsaut auch für die Sekani, Kaska Dena, Tahltan und Tagish, zur Unterscheidung von diesen Athabasken nannte man die Tsetsaut auch eigentl. Tsetsaut oder Westliche Tsestaut und manche Gruppen der heutigen Tahltan auch Östliche Tsestaut)
- Sekani (je nach Dialekt: Tsek’ene, Tse Keh Nay, Tsay Keh Dene – „Volk in den steinigen Bergen“; Namensherkunft: eine Anglisierung ihrer Eigenbezeichnung, lebten entlang des Upper Fraser River nordwärts entlang der Rocky Mountain Trench bis zum Quellgebiet des Kechika River, eines Nebenflusses des Liard River, am Williston Lake, nordwestwärts über den Takla Lake einschließlich entlang des Finlay River und Parsnip River, wurden oftmals aufgrund kultureller und sprachlicher Ähnlichkeiten mit den benachbarten Dane-zaa (Daneẕaa) als eine ihrer Untergruppen betrachtet, die sich vor den vordringenden bewaffneten Plains Cree in die Berge geflüchtet hatte)
- Dane-zaa oder Tsattine (je nach Dialekt: Daneẕaa, Dane-Zaa, Dunne Tsaa, Dunne-za / Dunne Za oder Dunneza – „das wahre, prototypische Volk“; Namensherkunft: die Dakelh bezeichneten sie als Tsat'en, Tsattine oder Tza Tinne und die Cree als Amiskiwiyiniw oder Amisk Wiyiniwak „Bieber-Volk“ bzw. „Volk inmitten von Bibern“, daher wurden sie früher im Englischen oft als Beaver und im Französischen als Gens de Castor und in ethnologischen Berichten als Tsatinne bezeichnet, vor 1800 lebten die Dane-zaa weiter östlich nahe dem Athabaska und Clearwater River und nordwärts bis zum Lake Athabasca sowie in Gebieten nördlich des Upper Peace River, nach schweren Kämpfen mit in ihre östlichen Gebiete vordringenden bewaffneten Plains Cree, schlossen sie mit diesen ca. 1800 am Peace River Frieden, die Plains Cree mussten südlich und östlich und die Dane-za endgültig nördlich und westlich des Peace River bleiben)

Tlingit (auch: Tlinkit, abgeleitet von ihrer Eigenbezeichnung als Lingít - „Volk der Gezeiten“)
- Inland-Tlingit (die „Inland-Tlingit“ leben entlang der großen Binnenseen und dem Abfluss des Taku River sowie im südlichen Yukon, übernahmen die Ernährungs- und Jagdweise ihrer athabaskischen Nachbarn in der Taiga, jedoch dominierten die „Inland-Tlingit“ den Handel zur Pazifikküste und beherrschten bald manche kleinere athabaskische Ethnien politisch-militärisch sowie kulturell, z. B. übernahmen die Tagish ihre Sprache und identifizierten sich fortan als Tagish Ḵwáan als eine regionale Tlingit-Stammesgruppe)
  - Teslin Tlingit (abgeleitet von der Eigenbezeichnung als Deisleen Ḵwáan - “Big Sinew Tribe”)
  - Taku River Tlingit (abgeleitet von Tʼaaḵu Ḵwáan - „Geese Flood Upriver Tribe“, korrekte historische Eigenbezeichnung lautet jedoch Áa Tlein Ḵwáan - “Big Lake Tribe”, leben rund um Atlin Lake (Áa Tlein / Â Tłèn - „großer See“) und entlang des Taku River (T'aaḵu Héeni))

Nördliche Algonkin (alle Ethnien der „Nördliche Algonkin“ sprachen Varianten der Zentralen Algonkin-Sprachen)
I. Cree–Montagnais–Naskapi (sprechen verschiedene Varianten der Cree-Sprache, eines Dialektkontinuums)
Innu (Montagnais-Naskapi) (standen kulturell sowie teilweise politisch/militärisch den East Cree (Östlichen Cree) nahe)
- Naskapi (Eigenbezeichnung: ᓇᔅᑲᐱ, Naaskaapii - „Volk jenseits des Horizonts, d. h. der Missionare“[22], vermutlich eine Adaption der Innu-Bezeichnung als Unashkapi - „Person, die zivilisierte Bräuche nicht kennt [wiederum bezugnehmend auf ihre Entfernung von den europäischen Siedlungen/Missionen]“[23], leben im Nordosten von Québec und Norden von Labrador)
  - Innu („Person“, Plural: Innut / Innuat - „Volk“, auch: „Östliche Naskapi“ genannt)
  - Iiyuw / Iyiyiw („Person“, Plural: Iiyiniihch - „Volk“, auch: „Westliche Naskapi“ genannt)
- Innu (Eigenbezeichnung: Innut / Innuat bzw. Ilnuatsh - „Volk“; Einzahl: Innu bzw. Ilnu - „Person“, früher meist Montagnais (französisch für „Bergbewohner“) genannt, leben im Osten der Labrador-Halbinsel. Um eine Verwechslung mit den zu den Eskimo-Völkern gehörenden Inuit zu vermeiden, wird heute jedoch nur die Singular-Form „Innu / Ilnu“ verwendet und auf die korrekte Pluralform als „Innut / Innuat / Ilnuatsh“ verzichtet.)
  - Innu („Person“, Plural: Innut / Innuat - „Volk“, auch: „Östliche Montagnais“ genannt)
  - Ilnu („Person“, Plural: Ilnuatsh - „Volk“, auch: „Westliche Montagnais“ bzw. „Südliche Montagnais“ genannt)
- Atikamekw (Eigenbezeichnung: Atikamekw iriniwok – „Volk der Heringsmaräne (Lake Whitefish)“, auch: Atikamekokw, Atihkamekw, Attikamekw, Attikamek, Atikamek, die französischen und britischen Kolonisten übernahmen diese Bezeichnung als Têtes-de-Boules („Kugelköpfe“ oder „Rundköpfe“, womit die Franzosen ebenfalls die Fischsorte bezeichneten) bzw. als Whitefish People, zumeist jedoch einfach: Nehiraw / Nehirowisiw oder Iriniw - „Mensch / Person“, wörtlich: „geschickter Mensch in Harmonie mit der Umwelt“, „eine Person, die fähig ist autonom und selbstbestimmt zu leben“, Plural: Nehirowisiwok / Nehiraw-iriniw - „geschicktes, autonomes Volk“, bewohnten Gebiete der heutigen Verwaltungsregionen Mauricie, Lanaudière sowie Teile der Laurentides und Centre-du-Québec im Süden der Provinz Québec)

Cree (oftmals werden die „Atikamekw“ als eine weitere Gruppe der Cree angesehen)
- East Cree (Östliche Cree), (Östliche) James Bay Cree, East Main Cree oder Eenou-Eeyou[24](lebten in Nord-du-Québec (bestehend aus Nunavik, Jamésie und Eeyou Istchee) auf der Labrador-Halbinsel im Norden der Provinz Québec an der Ostküste der südlichen Hudson Bay und der James Bay sowie landeinwärts südöstlich der James Bay. Die East Cree (Östliche Cree) unterteilten sich geographisch und daher auch kulturell sowie sprachlich in zwei Großgruppen.)
  - Nördliche James Bay Cree/East Cree (Eigenbezeichnung: Iyyiw / ᐄᔨᔨᐤN Iiyiyiu - „Person“, Plural: Iiyiyiuch / Iyiyuuch - „Volk“, heute: Eeyou (Singular und Plural), lebten als Vollnomaden meist in der lichten Waldtundra von der Jagd auf Elche und in der offenen Tundra auf Karibus; zudem vom Fischfang sowie dem Sammeln von Wurzeln und Wildpflanzen, weitere Bezeichnung: ᐧᐄᓂᐹᑰN Wiinipaakuu - „Person, die am nicht trinkbaren/salzigen Wasser, d. h. der James Bay/Hudson Bay lebt“, Plural: Wiinibeyk Iiyuu / Wiinipakw Iiyiyuu – „Volk, das am nicht drinkbaren/salzigen Wasser, d. h. der James Bay/Hudson Bay lebt“)
  - Südliche James Bay Cree/East Cree (Eigenbezeichnung: Iyniw / ᐄᓅ Iinuu / ᐄᔨᔫS Iiyiyuu - „Person“, heute: Eenou (Singular und Plural), lebten als halbnomadische Jäger und Sammler, die in den offenen Flechtenwäldern der borealen Zone Elche, Karibus und Kleinwild jagten. Manche Küsten-Gruppen betrieben auch Feldbau, fischten und ernteten Ahornsirup, weitere Bezeichnung: ᓅᐦᒋᒦᐅᐄᔨᔨᐤN Nuuhchimiiuiiyiyiu - „Person, die am trinkbaren Wasser/Flüssen lebt, d. h. im Inland“, Plural: Nuuchcimiihc Iiyuu / Nuuchimiich Iinuu – „Volk, das am trinkbaren Wasser/Flüssen lebt, d. h. im Inland“)[25]
- Moose Cree (Eigenbezeichnung: Ililiw - „Volk“, weitere übliche Stammesbezeichnungen sind Moosonee oder Mōsonī - „Volk von der Elchinsel“, die heute übliche Bezeichnung „Moose Cree“ leitet sich entweder von Môsoniy („Elchinsel“), dem historischen Name für ein Sommerquartier, oder von Môso-sîpiy (Moose River („Elch-Fluss“)), dem Namen des Flusses in dem sich die Insel befindet, ab. Zusammen mit den „Eastern Swampy Cree/Western James Bay Cree“ wurden sie auch als Central Cree, Lowland (Homeguard) Cree, West Main Cree oder Western James Bay Cree bezeichnet; die Moose Cree identifizieren sich selbst als „Swampy Cree“, so dass oft nur auf Grund sprachlicher Unterschiede zwischen diesen beiden Gruppen unterschieden werden kann.)
- Swampy Cree (abgeleitet aus dem Cree ᒪᐢᑫᑯᐃᐧᔨᓂᐤ Maskêkowiýiniw, Maškēkowak, Maskekowiyiniwak, Omaškêkowak, Omaskekiw - „Volk des Sumpflandes“, Eigenbezeichnung: Nēhinawak / Néhinaw - „Volk“, Einzahl: ᐃᓂᓃᐎᐤ Ińinîwiw oder ᐃᓂᓂᐤ Ińiniw -„Einheimische Person / Cree“, lebten in Nordosten von Saskatchewans, Norden Manitobas sowie entlang der Ufer der Hudson Bay und James Bay in Ontario und Quebec; werden geographisch in zwei Kultur- und Dialektgruppen unterteilt.)
  - Östliche Swampy Cree/Westliche James Bay Cree (zusammen mit den „Moose Cree“ oft als Central Cree, Lowland (Homeguard) Cree, West Main Cree oder Western James Bay Cree bezeichnet, weitere Bezeichnung: James Bay Mushkego)
  - Westliche Swampy Cree (werden auch oft als Lowland (Half-Homeguard) Cree)
- Woodland Cree (Woods Cree) (Eigenbezeichnung: Nīhithawak - „Volk“, weitere übliche Bezeichnung in Alberta Bush Cree, jeweils Adaptionen aus der Cree-Sprache - die „Woodland Cree“ bezeichneten sich selbst als Sakāwithiniwak/Sakâwiyinîwiw – „Volk im Waldland“; die weitere übliche Bezeichnung als Northern Cree („Nördliche Cree“) leitet sich von Kîwêtinôtâwiyiniw – „Nördlich lebendes Volk“ ab, der Bezeichnung der südlich lebenden „Plains Cree“, die später auch von den Woodland Cree übernommen wurde, kulturell und geographisch unterteilen sie sich in zwei Dialektgruppen)
  - eigentl. Woodland Cree / Woods Cree oder in Alberta Bush Cree (Eigenbezeichnung: Nīhithawak - „Volk“, die Bezeichnung „Bush Cree“ geht auf die „Swampy Cree“ zurück, die diese als ᓅᐦᒋᒦᐎᓂᓂᐤ/ᓅᐦᒋᒦᐏᓂᓂᐤ Nôhcimîwińińiw - „Person aus dem Busch (Wildnis) / aus dem Inland (Hinterland)“[26] bzw. ᐸᑾᒋᓂᓂᐤ/ᐸᑿᒋᓂᓂᐤ Pakwacińińiw - „Person aus dem Busch (Wildnis / Hinterland), d. h. Person die selten zur Siedlung kommt“ bezeichneten, da die „Woodland Cree“ sich von den Siedlungen der Europäer meist fern hielten)
  - Rocky Cree / Rock Cree (auch als Misinipi Cree bezeichnet, Eigenbezeichnung: ᐊᓯᓃᐢᑳᐃᐧᔨᓂᐤ Asinîskâwiýiniw / Asinîskâwiyiniw / Asinīskāwiyiniwak – „Volk im steinigen/felsigen Land, d. h. Rocky Mountains“), lebten geographisch zwischen „Plains Cree“ und „Woodland/Woods Cree“, waren daher kulturell von beiden Gruppen beeinflusst, politisch-militärisch Teil der ᓀᐦᐃᔭᐤ ᐸᐧᐟ Nēhiyaw-Pwat („Cree-Assiniboine-Konföderation“ oder „Iron Confederacy“) und somit mit den „Plains Cree“ verbündet, übernahmen sie jedoch bald die Sprachvariante der „Woodland/Woods Cree“.

II: Anishinabe (Eigenbezeichnung: ᐊᓂᔑᓈᐯ Anishinaabe - „Person“, auch: Anicinape/Anihšināpē, korrekter Plural: ᐊᓂᔑᓈᐯᒃ Anishinaabeg/Anishinabek - „Erstes Volk“, „Originales Volk“, bezeichnet eine Gruppe kulturell sowie historisch eng verwandter Ethnien, die alle verschiedene Varianten/Dialekte des Anishinaabemowin/Ojibwemowin (ᐊᓂᔑᓈᐯᒧᐎᓐ) sprechen.)
- Oji-Cree (auch: Severn Ojibwa oder Northern Ojibwa genannt, leben vom Missinaibi River im Nordosten von Ontario westwärts bis zum Lake Winnipeg im Westen; entstanden aus Mischehen von Cree und Ojibwe, ihre „ᐊᓂᔑᓂᓂᒧᐏᐣ/Anishininiimowin“-Sprache ist eine Dialektvariante des Anishinaabemowin/Ojibwemowin mit starken Einflüssen aus dem Cree - daher ihre heutige Stammesbezeichnung als „Oji-Cree“; Eigenbezeichnung: Anishinaabe / Anishinini - „Erste Person“ bzw. Anishinaabeg / Anishininiwag - „Erstes Volk“, werden historisch-kulturell allgemein den Anishinabe zugerechnet, identifizieren sich jedoch selbst als „Swampy Cree“ [und nicht als Ojibwe] - in Kanada daher meist als „Cree“ bezeichnet.)
- Ontario Saulteaux (Östliche Saulteaux) (Französisch: „Menschen von den Stromschnellen“, diese Bezeichnung verweist auf ihre Ursprungsheimat um Sault Ste. Marie in Ontario, leben im Gebiet rund um Rainy Lake und Lake of the Woods im Nordwesten von Ontario und Südosten von Manitoba, auch als Woodland Saulteaux bezeichnet; werden oftmals auch zum „Kulturareal des Nordöstlichen Waldlandes“ gerechnet)

## Kulturareal Nordwestküste
- Ahousaht (siehe Nuu-chah-nulth)
- Alsea
- Bella Bella (siehe Heiltsuk)
- Bellacoola (siehe Nuxalk)
- Burrard (Tsleil-Waututh Nation, siehe Salish)
- Chek`tleset`h (siehe Nuu-chah-nulth)
- Campbell River (Volk), Kwakwaka'wakw
- Chehalis (siehe Salish)
- Chemainus
- Chemakum
- Chinook
- Clatskanie
- Clayoquot (siehe Nuu-chah-nulth)
- Colville (siehe Salish)
- Comox (siehe Salish)
- Coos
- Cowichan (siehe Salish)
- Cowlitz (siehe Salish)
- Ditidaht (siehe Nuu-chah-nulth, umstritten)
- Duwamish (siehe Salish)
- Ehatteshaht (siehe Nuu-chah-nulth)
- Esquimalt (siehe Salish)
- Eyak
- Gitksan
- Haida
- Haihais (siehe Heiltsuk)
- Haisla
- Halalt (siehe Salish)
- Heiltsuk
  - Bella Bella
  - Haihais
  - Oowekeeno
- Hesquiaht (siehe Nuu-chah-nulth)
- Homalco
- Hupacasath (siehe Nuu-chah-nulth)
- Huu-ay-aht (siehe Nuu-chah-nulth)
- In-SHUCK-ch (siehe Salish)
- Kalapuya
- Katzie (siehe Salish)
- Klahoose (siehe Salish)
- Klallam (siehe Salish)
- Klickitat
- Kwakwaka'wakw
  - Campbell River (Volk)
  - Quatsino (siehe Salish)
- Kwalhioqua
- Kyuquot-Cheklesahht (siehe Nuu-chah-nulth)
- Kwikwetlem (siehe Salish)
- Lake Cowichan (siehe Salish)
- Lummi (siehe Salish)
- Lyackson (siehe Salish)
- Makah (siehe Nuu-chah-nulth)
- Malahat (siehe Salish, Saanich)
- Musqueam (siehe Salish)
- Nisga’a
- Nooksack (siehe Salish)
- Nootka (veraltet f. Nuu-chah-nulth)
- Nuchalaht (siehe Nuu-chah-nulth)
- Nuu-chah-nulth (veraltet Nootka)
  - Ahousaht
  - Ehatteshaht
  - Hesquiaht
  - Hupacasath
  - Huu-ay-aht (Ohiaht)
  - Kyuquot-Cheklesahht (Kayukth und Chek`tleset`h)
  - Makah
  - Mowachaht
  - Nuchatlaht
  - Opetchesaht
  - Pacheedaht
  - Tla-o-qui-aht (Clayoquot)
  - Toquaht
  - Tseshaht (Sheshat)
  - Uchucklesaht
  - Ucluelet
- Nuxalk, Bellacoola
- Ohiaht (siehe Nuu-chah-nulth)
- Oowekeeno (siehe Heiltsuk)
- Opetchesaht (siehe Nuu-chah-nulth)
- Pauquachin (siehe Salish, Saanich)
- Penelakut (siehe Salish)
- Pentlatch (siehe Salish)
- Puyallup (siehe Salish)
- Qualicum (siehe Salish)
- Quatsino, siehe Kwakwaka'wakw
- Qayqayt (siehe Salish)
- Quileute
- Saanich (siehe Salish)
- Salish (siehe auch Küsten-Salish)
  - Burrard
  - Chehalis
  - Chemainus
  - Colville
  - Comox
  - Cowichan
  - Cowlitz
  - Duwamish
  - Esquimalt
  - Halalt
  - Homalco
  - In-SHUCK-ch
  - Katzie
  - Klahoose
  - Klallam
  - Kwikwetlem
  - Lake Cowichan
  - Lummi
  - Lyackson
  - Musqueam
  - Nooksack
  - Penelakut
  - Pentlatch
  - Puyallup
  - Qayqayt
  - Qualicum
  - Saanich
    - Malahat
    - Pauquachin
    - Tsartlip
    - Tsawout
    - Tseycum

  - Sechelt
  - Semiahmoo
  - Tseshaht
  - Sliammon
  - Snohomish
  - Snoqualmie
  - Snuneymuxw
  - Songhees
  - Squamish
  - Stó:lō
  - T'sou-ke
  - Tsawwassen
  - Tulalip
- Sechelt (siehe Salish)
- Semiahmoo (siehe Salish)
- Tseshaht (siehe Salish)
- Siuslaw
- Sliammon
- Snohomish
- Snoqualmie (siehe Salish)
- Songhees (siehe Salish)
- Squamish (siehe Salish)
- Stó:lō (siehe Salish)
- T'sou-ke (siehe Salish)
- Takelma
- Tillamook
- Tla-o-qui-aht (siehe Nuu-chah-nulth)
- Tlingit
- Toquaht (siehe Nuu-chah-nulth)
- Tsartlip (siehe Salish, Saanich)
- Tsawwassen (siehe Salish)
- Tseycum (siehe Salish, Saanich)
- Tsawout (siehe Salish, Saanich)
- Tseshaht (siehe Nuu-chah-nulth)
- Tsimshian
- Tulalip (siehe Salish)
- Uchucklesaht (siehe Nuu-chah-nulth)
- Ucluelet (siehe Nuu-chah-nulth)

## Kulturareal Kalifornien
- Achumawi
- Atsugewi
- Cahto
- Cahuilla
- Chilula
- Chimariko
- Chumash
- Costano
- Cupeño
- Esselen
- Gabrieleño (siehe Tongva)
- Hoopa, Hupa
- Huchnom
- Hupa (siehe Hoopa)
- Ipai
- Karok
- Kawaiisu (Nuwa oder Nuooah)
- Kitanemuk
- Konkow (Volk)
- Lassik
- Luiseño
- Maidu
- Mattole
- Miwok
- Monache
- Nisenan
- Nomlaki
- Nongatl
- Patwin
- Pomo
- Salin
- Serrano
- Shasta
- Sinyone
- Tataviam
- Tipai
- Tolowa
- Tongva, Gabrieleño
- Tubatulabal
- Wailaki
- Wappo
- Whilkut
- Wintu
- Wiyot
- Yana
- Yahi
- Yokuts
- Yuki
- Yurok

## Kulturareal Südwesten
Apache (Süd-Athapaskisch) - sprachige Völker
- Apachen (Sammelbegriff für sechs kulturell-sprachlich verwandte Stammesgruppen der Südlichen Athapasken im Südwesten der Vereinigten Staaten und im Norden von Mexiko, die Navajo (Diné) wurden einst auch dazu gezählt; diese entwickelten jedoch eine separate Identität und werden heute allgemein als eine selbstständige Ethnie betrachtet. Die Stammesbezeichnung „Apache“ wurde aus dem Spanischen ins Englische (und später in andere Sprachen) übernommen; jedoch ist die Herkunft der Bezeichnung unsicher und umstritten. Die heute meist akzeptierte Lehrmeinung ist, dass das Wort auf A:bachu / ʔa·paču (Singular: Bachu / Paču - „Feind, Fremder“), der Bezeichnung der Zuni (A:shiwi), einem Pueblo-Volk, für die feindlichen Südlichen Athapasken (insbesondere für die Navajo) zurückzuführen ist; eine weitere Möglichkeit ist, dass die feindlichen Quechan (Yuma) die verbündeten Yavapai und Apache als E-patch („Kämpfende Männer“ oder „Jene, die kämpfen“) oder auf Grund der typischen Kriegsbemalung der Yavapai als Apatieh („Waschbär“) bezeichneten. Jedoch könnte sich die Bezeichnung auch aus zwei Wörtern der Yavapai abstammen: ʔpačə („Feind“) oder Abaja („Das Volk“)[27], der Eigenbezeichnung der Guwevkabaya/Kwevkepaya (Südöstlichen Yavapai) der Fort McDowell Reservation. Sie selbst bezeichneten sich je nach Dialekt als Indee, Ndee, Nndee (Tonto Apache, Cibecue Apache und White Mountain Apache), Innee, Nnēē (Arivaipa/Aravaipa Apache und Pinaleño/Pinal Apache), T'Inde, Dinde, Didé (Jicarilla Apache), Inday, Indee, Ndé, Nndé-í, Nndé-ne, Nndé-õne (Mescalero Apache), Nde, Ne, Néndé, Héndé, Hen-de (Chiricahua Apache), Tindi, Ndé, Indeh (Lipan Apache), was alles wörtlich einfach „Volk“, „die Menschen“ bedeutet.)
  - Westliche Apachen (waren die größte und zugleich westlichste Stammesgruppe der Apachen und daher allgemein als „Westliche Apache“ bezeichnet, unterteilten sich in vier regionale Gruppen in Zentral-Arizona: den White Mountain Apache, Cibecue Apache, San Carlos Apache und Tonto Apache; die San Carlos Apache und Tonto Apache lebten oftmals in bilingualen Bands mit Yavapai zusammen, diese „Yavapai-Apache Bands“ wurden als Einheit gesehen und auf Grund ihres abweichenden Akzents von Westlichen Apache und Navajo als Dilzhę́’é/Dilzhe'e bzw. Dilzhʼíʼ dinéʼiʼ - „Volk mit hohen, hellen Stimmen“ bezeichnet, die übrigen Westlichen Apache wurden von den Navajo als Dziłghą́ʼiʼ - „Volk der Berggipfel“ bezeichnet - später unterschieden auch die Europäer zwischen den „Tonto/Tonto Apache“ - womit alle Yavapai und Tonto Apache gemeint waren - und den als „Gileños/Apaches de Gila“ bezeichneten übrigen Westlichen Apachen und/oder den als „Yabipais Gileños“ bezeichneten Yavapai. Die Yavapai wurden jedoch seitens der Amerikaner immer als „Mohave Apache (Apache-Mojave), Yuma-Apache (Apache-Yuma), Yavapai-Apache, Tonto Apache“ oder einfach als „Apache“ bezeichnet und nicht als separate Ethnie unterschieden.)
    - White Mountain Apache (auch: Sierra Blanca Apaches, abgel. von der Eigenbezeichnung Dzil Łigai Si'án Ndee – „Volk der White Mountains (Weißen Berge)“, lebten zwischen den Pinaleno Mountains im Süden und den White Mountains im Norden entlang des White, Black, Salt sowie Gila River, von den Spaniern verächtlich auch Coyoteros / Coyotero Apaches - „Kojotenesser“ genannt (da sie in Notzeiten oftmals Kojoten oder ihre Hunde aßen); mit ca. 1.500 Personen die größte und mächtigste regionale Gruppe, heutiger „White Mountain Apache Tribe of the Fort Apache Reservation“ sowie eine Minderheit Teil des „San Carlos Apache Tribe of the San Carlos Reservation“.)
      - Östliche White Mountain Apache Band (Eigenbezeichnung Dził Ghą́ʼ, Dzil Ghaa a - „Volk der Berggipfel“)
      - Westliche White Mountain Apache Band (Eigenbezeichnung Łįįnábáha, Laan Baaha, Łįįnábáha dinéʼiʼ - „Volk, das mit vielen Personen in den Krieg zieht“)

    - Cibecue Apache (span. Adaption ihrer Eigenbezeichnung als Dishchíí Bikoh - „Volk des roten Canyon“, nördliche regionale Gruppe mit ca. 1.000 Personen, heute Teil des „San Carlos Apache Tribe of the San Carlos Reservation“ und eine Minderheit Teil des „White Mountain Apache Tribe of the Fort Apache Reservation“.)
      - Canyon Creek Band (ihre Felder befanden sich entlang des Canyon Creek, eines Nebenflusses des Salt Rivers, Eigenbezeichnung: Gołkizhn - „Volk das auf dem Berggipfel gesichtet wird“)
      - Cibecue Band (ihre Felder befanden sich entlang des Cibecue Creek, eines Nebenflusses des Salt River, Eigenbezeichnung: Dziłghą́ʼé, Dził Tʼaadn, Dził Tʼaadnji - „Volk entlang des Bergrücken, Volk entlang der Basis der Berge“)
      - Carrizo Band (ihre Felder befanden sich entlang des Carrizo Creek, eines Nebenflusses des Salt Rivers, Eigenbezeichnung: Tłʼohkʼadigain, Tłʼohkʼadigain Bikoh Indee - „Volk im Canyon einer Reihe von weißen Schilf“)

    - San Carlos Apache (Eigenbezeichnung: Tsékʼáádn - „Metate Volk“, ca. 900 Personen; nur die „Pinaleño/Pinal Apache Band“ und „Aravaipa/Arivaipa Apache Band“ bildeten oftmals mit der „Hwaalkamvepaya/Walkamepa Band“ der Guwevkabaya-Yavapai zweisprachige Lokalgruppen, diese und deren Häuptlinge/Anführer waren sowohl unter einem Apache als auch unter einem Yavapai-Namen bekannt, heutiger „San Carlos Apache Tribe of the San Carlos Reservation“.)
      - Apache Peaks Band (Eigenbezeichnung: Nadah Dogalniné - „Verdorbenes/geschmackloses Mescal Volk“ oder Bichi Lehe Nnee - „In die Berge geflüchtetes Volk“)
      - San Carlos Band (Eigenbezeichnung: Tsékʼáádn - „Metate Volk“ (eigentliche San Carlos) bzw. Tsandee Dotʼán - „Volk, das alleine neben dem Feuer platziert wird“, manchmal auch Tiis Zhaazhe Bikoh - „Volk des Canyons mit kleinen Pappeln“, bedeutendste Band und daher namensgebend für die gesamten San Carlos Apache Gruppe)
      - Pinaleño/Pinal Apache Band (span. für „Volk der Pinaleno/Pinal Mountains“), diese Berge waren eines ihrer bevorzugten Siedlungsgebiete und unter den Apache als Dzi£ Nnilchí' Diyiléé - „mit Kiefern bewachsener Berg“ und unter den Yavapai als Hwaalkamve/Walkame – „Kiefern-Berge“ bekannt[28], Eigenbezeichnung als T’iisibaan, T`iis Tsebán, Tiis Ebah Nnee - „Volk bei den grauen Pappeln in den Felsen“[29], ihre Eigenbezeichnung bezieht sich auf ihr wichtigstes Farmgebiet Tiis Tsebá entlang des Pinal Creek sowie den Pappeln an dessen Mündung in den San Pedro River, formten in den Dripping Springs Mountains und den Pinaleno/Pinal Mountains mit der „Hwaalkamvepaya/Walkamepa Band“ der Guwevkabaya-Yavapai und einigen Arivaipa Apache zwei bilinguale Lokalgruppen, die unter den Yavapai als Hwaalkamvepaya/Walkamepa - „Volk der Pinaleño/Pinal Mountains (auch: eigentliche Hwaalkamvepaya/Walkamepa)“ und Ilihasitumapa - „Holz mitten aus dem Wasser herausragend Volk“ bekannt waren. Sie lebten größtenteils nördlich der Arivaipa.
      - Aravaipa/Arivaipa Apache Band („Aravaipa/Arivaipa“ leitet sich von aarirapa - „Weiber, Feiglinge“ ab, aus der Sprache der feindlichen Névome O’Odham (Tiefland Pima), Eigenbezeichnung als Tsé hiné, Tséjìné, Tsee Zhinnee - „Volk der dunklen/schwarzen Felsen [in den Galiuro Mountains und Aravaipa Canyon]“, formten in den Dripping Springs Mountains und den westlichen Pinaleno Mountains mit der „Hwaalkamvepaya/Walkamepa Band“ der Guwevkabaya-Yavapai und einigen Pinaleño/Pinal Apache mindestens eine bekannte bilinguale Lokalgruppe, die in Apache als Dzil Dlaazhe - „Volk vom Mount Turnbull“ bekannt war - Yavapai-Name ist nicht überliefert. Sie lebten größtenteils südlich der Pinaleño/Pinal Apache.[30])

    - Tonto Apache (span. „dumm/töricht“, wurden auf Grund ihres Yavapai-Akzents von den Westlichen Apachen als Dilzhę́’é/Dilzhe'e - „Volk mit hohen, hellen Stimmen“ bezeichnet, die heute übliche Bezeichnung “Tonto” ist vermutlich eine spanische Aufnahme der Chiricahua und Mescalero Apache-Bezeichnung für verwandte und verbündete „Tonto/San Carlos Apache/Yavapai Bands“ als Ben-et-dine/Bíini' éedinée bzw. Bini' Adinii/Bínii édinénde - „Volk ohne Verstand“ oder „Jene, die man nicht versteht“, andere Westliche Apachen nannten die mehr nomadisch lebenden „Tonto Apache/Yavapai Bands“ Koun'Nde/Go'hn - „wildes, raubeiniges Volk“, mit ca. 1.350 (nur Tonto Apache) bzw. 1.700 Personen (inklusive Yavapai) die zweitgrößte regionale Gruppe.)
      - Nördliche Tonto Apache (ca. 800 Personen - hierunter 450 Tonto Apache, werden von manchen Ethnologen als ethnische „Yavapai“ betrachtet, die Kultur und Sprache der Tonto Apache übernommen hatten und daher teilweise nicht zu den „Westlichen Apache“ gezählt, lebten entlang des Oberlaufs des Verde River sowie nordwärts bis zu den San Francisco Peaks nördlich von Flagstaff, bildeten oftmals mit den „Wi:pukba/Wipukepaya-Yavapai“ zweisprachige Lokalgruppen, diese und deren Häuptlinge/Anführer waren sowohl unter einem Apache als auch unter einem Yavapai-Namen bekannt; heute Teil der „Yavapai-Apache Nation“ und des „Yavapai-Prescott Indian Tribe“.)
        - Bald Mountain Band (in Apache: Dasziné Dasdaayé Indee - “Porcupine Sitting Above People” bzw. in Yavapai: Wiipukepaya/Wipukepa - „Volk vom Fuß des roten Felsens d. h. des Red Rock Country“.)
        - Oak Creek Band (in Apache: Tsé Hichii Indee - „Volk der horizontal/waagerechten rotfarbigen Felsen“ bzw. in Yavapai Wiipukepaya/Wipukepa - „Volk vom Fuß des roten Felsens, d. h. des Red Rock Country“.)
        - Fossil Creek Band (in Apache: Tú Dotłʼizh Indee - „Volk des blau-grünen Wassers, d. h. des Fossil Creeks“ bzw. in Yavapai: Matkitwawipa - „Volk im Matkʼamvaha, d. h. im Verde River Valley“.)
        - Mormon Lake Band (Eigenbezeichnung in Apache: Dotłʼizhi HaʼitʼIndee - “Turquoise Road Coming Up People”, isolierteste Lokalgruppe der Nördlichen Tonto, betrieben keinen Ackerbau und hatten keine familiären Bindungen zu den benachbarten Yavapai - einzige Tonto Apache-Gruppe, die nur aus Apache bestand.)

      - Südliche Tonto Apache (ca. 900 Personen, bildeten mit den „Guwevkabaya/Kwevkepaya-Yavapai“ zweisprachige Lokalgruppen, diese und deren Häuptlinge/Anführer waren sowohl unter einem Apache als auch unter einem Yavapai-Namen bekannt, heutiger „Tonto Apache Tribe“ sowie Teil der „Fort McDowell Yavapai Nation“ sowie eine Minderheit Teil des „White Mountain Apache Tribe of the Fort Apache Reservation“ und des „San Carlos Apache Tribe of the San Carlos Reservation“.)
        - Mazatzal Band (in Apache: Tsé Nołtłʼizhn - „Volk der Felsen in einer Reihe im Grünen“, unterteilten sich in zwei Lokalgruppen bzw. Clans, die in Yavapai als Hakayopa - „Volk der Pappeln“ und Hichapulvapa - „Volk des aufragenden Holzstoß/Holzbündel (Clan-Name bezieht sich auf Totholz auf einer Hügelkuppe)“, bekannt waren.)
        - Dilzhę́’é Semi-Band/Kleingruppe (in Apache: Dilzhę́’é/Dilzhe'e - „Volk mit hohen, hellen Stimmen“, in Yavapai: Matkawatapa - „Volk im Land der roten Gesteinsschichten, d. h. der Sierra Ancha[31]“, bedeutendste und größte Semi-Band/Kleingruppe.)
        - weitere fünf Semi-Bands/Kleingruppen (wurden allgemein unterschiedslos ebenfalls als Dilzhę́’é/Dilzhe'e bezeichnet - der Eigenbezeichnung der größten Semi-Band/Kleingruppe.)

  - Mescalero Apache (span. „Mescal-Volk“, „Volk, das Mescal isst“, vermutlich eine Aufnahme der Bezeichnung benachbarter Apache-Stämme für diese Stammesgruppe als Nadahéndé - „Mescal-Volk“ - da die oft als Mescal Agave bezeichnete Agave parryi das Grundnahrungsmittel für die Mescalero darstellte, später nannten sie sich selbst oft ebenfalls Naa'dahéõdé, ursprüngliche Eigenbezeichnung jedoch war Mashgalénde, Mashgalé-neí, Mashgalé-õde („Volk nahe der Berge“) bzw. Shis-Inday - „Menschen der Bergwälder“, oft bezeichneten sie sich jedoch einfach als Inday, Indee, Ndé, Nndé-í, Nndé-ne, Nndé-õne - „das Volk“, „die Menschen“, heutiger „Mescalero Apache Tribe of the Mescalero Apache Reservation“.)
  - Chiricahua Apache (die feindlichen Opata bezeichneten mit Chiwi Kawi, Chihuicahui, Chiguicagui - „Berg der wilden Truthühner“ das Siedlungs- und Jagdgebiet von mindestens drei Apache-Lokalgruppen zwischen den Dragoon Mountains und Chiricahua Mountains, als die Spanier in diese Gebiete vordrangen übernahmen sie diese Bezeichnung als „Chiricahua“ für dort ansässige Apachen Bands; die Chiricahua hatten keine Bezeichnung für sich als politische Einheit bzw. Stamm, sie nannten sich oft einfach Nde, Ne, Néndé, Héndé, Hen-de, õne - „Volk“, „die Menschen von“, sie identifizierten sich jedoch jeweils als Mitglieder ihrer vier Bands und zahlreicher Lokalgruppen die den Südwesten New Mexicos, Südosten Arizonas sowie die Sierra Madre Occidental im Norden von Sonora und Chihuahua in Mexiko bewohnten, heute bezeichnen sie sich auch als Chidikáágu, eine Adaption des englischen/spanischen Begriffes „Chiricahua“, heutiger „Fort Sill Apache Tribe of Oklahoma“ sowie Teil des „Mescalero Apache Tribe of the Mescalero Apache Reservation“ und der „MOWA Band of Choctaw Indians (MBCI)“ sowie als Minderheit des „San Carlos Apache Tribe of the San Carlos Reservation“.)
    - Chokonen, Chukunende oder Tsokanende[32] („Volk vom Gebirgskamm“/„Volk von den Berghängen“, auch: Chiricaguis, Cochise Apaches, „Wirkliche Chiricahua“ oder „Zentrale Chiricahua“)
    - Chihenne, Chihende oder Tchihende („rot bemaltes Volk“ oder „Volk der roten Zeremonialfarbe“, der Name könnte sich auf die Rotfärbung des kupferhaltigen Stammesgebiets beziehen, auch: Copper Mine, Warm Springs/Ojo Caliente Apache, Mimbreños/Mimbres, Gileños/Gila Apaches, „Östliche Chiricahua“)[33]
    - Bedonkohe, Bidánku oder Bidankande/Bedonkohe Ndendahe („Volk, das an der vordersten Front siedelt“, „Volk das an der Grenze zum Feind siedelt“, auch: Mogollon Apaches, Gileños/Gila Apaches, „Nordöstliche Chiricahua“)
    - Nednhi, Nde’ndai oder Ndendahe/Nednhi Ndendahe („das Volk (das unter Feinden lebt)“, „feindliches Volk“, „Volk, das Ärger bereitet“, auch: Bronco Apaches, Sierra Madre Apaches, Pinery Apache, „Südliche Chiricahua“)

  - Jicarilla Apache (span. „kleiner Korb“, nimmt Bezug auf geflochtene Körbe für die die Jicarilla berühmt waren - insgesamt sind die Apachen für ihre Flechtkunst bekannt, auch: Vaqueros, Querechos, Carlanes, Calchufines, Apaches de Cuartelejo, Quinia Apache, Llañeros genannt, Eigenbezeichnung: Haisndayin - „Volk, das aus der Unterwelt hervorkam“ bzw. Ha'Nas Zani - „Jene, die [aus der Unterwelt] aufgetaucht sind“, da sie glaubten, dass sie Nachfahren der ersten Menschen wären, die aus der Unterwelt auf die Erde emporstiegen waren, oft bezeichneten sie sich einfach auch als T'Inde, Dinde, Didé - „Volk“, „die Menschen“. Heute nennen sie sich jedoch meist Abáachi, eine Adaption des englischen/spanischen Begriffes „Apache“, nach dem fast vollständigen Verlust ihrer Plains-Gebiete an die Comanche ca. 1750 unterteilten sie sich geographisch-kulturell in zwei Bands und wurden Verbündete ihrer einstigen Feinde - der Eight Northern Pueblos sowie zweier Südliche Ute Bands, heutige „Jicarilla Apache Nation“.)
    - Olleros (span: „Töpfer“) oder Northern (Nördliche) Jicarilla (auch als Hoyeros - „Volk der bewaldeten Bergtäler“ bezeichnet, Eigenbezeichnung: Sáidìndé, Saitinde - „Sand-Volk“, „Sandberg-Volk“, lebten in den Rocky Mountains meist westlich des Rio Grande in New Mexico und Colorado teilweise als sesshafte Ackerbauern in puebloartigen Dörfern oder als Halbnomaden in den Bergen und Canyons, engste Verbündete waren die „Kahpota (Capote) Band“ der Südlichen Ute und die Pueblo-Völker von Ohkay Owingeh (San Juan Pueblo) und von Kha'po Owingeh (Santa Clara Pueblo).)
    - Llañeros (span: „Bewohner der Plains(Ebenen)“) oder Eastern (Östliche) Jicarilla (abgeleitet von ihrer Eigenbezeichnung als Gùgàhén, Gulgahén, Guhlkainde, Kolkhahin - „Volk auf den Plains (Ebenen)“, lebten weiterhin als Reiternomaden östlich des Rio Grande auf den Südlichen Plains im Südosten Colorados und im Nordosten New Mexicos, streiften zur Bisonjagd ostwärts bis ins Texas und Oklahoma Panhandle, engste Verbündete waren die „Mahgrahch (Muache) Band“ der Südlichen Ute und die Pueblo-Völker von P'įwweltha (Picuris Pueblo), Cicuye/Ciquique (Pecos Pueblo) und Tə̂otho/Tə̂obo (Taos Pueblo).)
- Navajo (auch: Navaho, Eigenbezeichnung: Dineʼé, Diné - „Volk“, „die Menschen“, später auch als Naabeehó, entwickelten sich durch Adaption (Übernahme des Ackerbaus und mancher Riten der Pueblo-Völker) und Akkulturation (nach Kontakt mit Spaniern: Übernahme der Viehzucht von Schafen, Ziegen, Pferden und Rindern) zu einer von den Apachen selbstständigen Ethnie, mit mehr 399.494 registrierten Stammesmitgliedern im Jahr 2021 ist die Navajo Nation der größte auf Bundesebene anerkannte Stamm (sog. federally recognized tribe) in den Vereinigten Staaten und die Navajo Nation Reservation (Diné Bikéyah) - „Navajo Land“ ist das größte Reservat des Landes. Das Reservat erstreckt sich über die Four Corners und umfasst mehr als 70.000 km² Land in Arizona, Utah und New Mexico, das Reservat ist in fünf Agencies unterteilt[34], die wiederum in 110 Chapter als kleinsten Selbstverwaltungseinheiten gegliedert sind: Chinle Navajo Agency (CNA) mit 14 Chapter in Arizona, Eastern Navajo Agency (ENA) mit 31 Chapter im Westen New Mexico, Fort Defiance Agency (FDA) mit 27 Chapter in Arizona und New Mexico, Shiprock Navajo Agency (SNA) mit 19 Chapter in der Four Corners Region in Utah, Arizona und New Mexico sowie Western Navajo Agency (WNA) mit 18 Chapter in Utah und Arizona; heutige „Navajo Nation“ sowie eine Minderheit Teil der „Colorado River Indian Tribes“ im Gebiet der Colorado River Agency.)
  - Cañoncito Band of Navajo (CBN) (früher auch: Cebolleta Navajos, Mt. Taylor Navajos, Sandoval Band, Platero Band of Navajo Indians genannt, da diese Navajo Band sich mit Spaniern und Pueblo gegen die Dinetah Navajo verbündeten und in den Cebolleta Mountains (heute: San Mateo Mountains genannt) südlich von Dinetah inmitten der Pueblo und Spanier siedelten, wurden sie von den übrigen Navajo als Diné Ana’ii, Diné Anaa’i, Diné Ana’í - „Feinde der Navajo/Feindliche Navajo“ bezeichnet, daher im Englischen als “Enemy Navajos” bekannt, heute das Navajo Chapter[35] Tohajiileeh/Canyoncito bzw. Tó Hajiileehé - “Where they pull the water up and it keeps refilling itself” auf der heutigen „Tohajiilee Indian Reservation“ im Gebiet der Eastern Navajo Agency.)
  - Alamo Band of Navajo (auch: Puertocito Navajos genannt, vermutlich ursprünglich ebenfalls eine „Diné Ana’ii Band“, das Navajo Chapter Alamo bzw. Tʼiistsoh/Tʼiistsoh Sikaad - “Big Cottonwood Tree” - „Große Pappel“ auf der heutigen „Alamo Navajo Indian Reservation“ im Gebiet der Eastern Navajo Agency.)
  - Ramah Band of Navajo (Eigenbezeichnung: Tl’ ohchini Dine’e, Tłʼohchiní Dineʼé - „Volk am Ort der wilden Zwiebeln“, das Ramah Navajo Chapter auf der heutigen „Ramah Navajo Indian Reservation“, wird jedoch als einziges Chapter nicht von den fünf Navajo Agencies betreut -sondern durch die Ramah Navajo Agency.[36])

Yuma (eine Gruppe verschiedener sprachlich verwandter Stämme/Völker, die einst alle Sprachen/Dialekte des „Yuma-Zweigs“ der Cochimí-Yuma-Sprachfamilie sprachen, die sich geographisch-kulturell in drei Regionalgruppen unterteilen lassen: die „Fluss-Yuma“ und die „Hochland-Yuma“ im Nordwesten von Sonora, Mexiko, im Süden Kaliforniens sowie im Süden und Zentral-Arizona - die „Wüsten-Yuma“ (Kumeyaay (Tipai-Ipai), Paipai und Kiliwa) im Süden Kaliforniens und Norden Niederkaliforniens werden jedoch meist zum Kulturareal Kalifornien gezählt.)
Fluss-Yuma
- Quechan oder Yuma (die früher übliche Stammesbezeichnung „Yuma“ - „Wurmesser“ ist wahrscheinlich eine Bezeichnung der feindlichen Pima, da die Quechan militärisch neben den Mohave der mächtigste Yuma-sprachige Stamm waren, wurden alle Yuma-sprachigen Völker zusammenfassend ebenfalls als „Yuma“ bezeichnet, Eigenbezeichnung: Kwatsáan / Kwtsaan / Kwtsan - „Diejenigen, die [auf einem anderen Weg] herabstiegen“, da sie glaubten, dass sie als einzige der Yuma-sprachigen Völker einen xam kwatcén- „anderen/weiterer Abstieg“ vom  'Avíi Kwamée („hoher Berg“, heute als “Spirit Mountain” bekannt) - dem heiligen Berg aller Yuma-Völker, auf die Erde wählten, oft nannten sie sich jedoch auch einfach Piipáa, Piipaa - „Person“ bzw. Piipáats - „Volk“, „die Menschen“; heutiger „Fort Yuma Quechan Indian Tribe“.)
- Mohave (abgeleitet von ihrer Eigenbezeichnung als Pipa Aha Makav bzw.  'Aha Makhav - „[Volk entlang des] aha kwahwat (Flusses), d. h. des Colorado Rivers“, heute „Fort Mojave Indian Tribe of Arizona, California, and Nevada“ sowie Teil der „Colorado River Indian Tribes“.)
- Maricopa (die Akimel O’odham (Pima), ihre einstigen Feinde und späteren Alliierten, bezeichneten sie als Kokmalik'op - „Feinde in den großen Bergen“ bzw. Kwa’ak Mat Oba - „Catclaw Field Feinde“, was die Spanier als „Maricopa“ wiedergaben; Eigenbezeichnung: Piipáa, Piipaa - „Person“ bzw. Pipatsji, Pee-Posh, Piipaash - „Volk“, „die Menschen“, heute Teil der Teil der „Gila River Indian Community“.)
- Halchidhoma (auch: Xalchidom, abgeleitet von der Eigenbezeichnung als Xalychidom Piipaa / Xalychidom Piipaash (Singular/Plural) - „Flussaufwärts lebende/s Person/Volk“, „Fluss Volk im Norden“, auch „Person/Volk, die/das am Wasser lebt, d. h. entlang des Colorado Rivers“, heute als „Maricopa of Lehi“ Teil der „Salt River Pima-Maricopa Indian Community (SRPMIC)“ sowie eine Minderheit als „Maricopa“ Teil der „Gila River Indian Community (GRIC)“.)
- Kavelchadom (historisch: Cocomaricopa, die Stammesbezeichnung leitet sich von ihrer Eigenbezeichnung als Kavelchadom Piipaash / Kavelchidom Piipaash (Singular/Plural) - „Flussabwärts lebende/s Person/Volk“, „Fluss Volk im Westen“ ab, lebten ursprünglich zusammen mit den „Opa (Piipaa Nyaa)“ entlang des Gila River, vom Gila Bend ostwärts bis zum Zusammenfluss des Salt River und des Gila Rivers, heute als „Maricopa“ Teil der „Salt River Pima-Maricopa Indian Community (SRPMIC)“.)
- Opa (Eigenbezeichnung: Piipaa Nyaa - „Östliches Volk“, auch: Thxpaa Nyaa, lebten ursprünglich zusammen mit den „Cocomaricopa (Kavelchadom Piipaash)“ entlang des Gila River, vom Gila Bend ostwärts bis zum Zusammenfluss des Salt River und des Gila Rivers, heute als „Maricopa“ Teil der „Salt River Pima-Maricopa Indian Community (SRPMIC)“.)
- Halyikwamai (auch: Jallicumay, Quicama, Quiquima bzw. Quigyuma, abgel. von der Eigenbezeichnung als Xalykawaam, sprachen ursprünglich einen „Delta Yuma/Cocopa-Dialekt“, der sich stark von den „Fluss Yuma/Maricopa-Dialekten“ unterschied und größte Ähnlichkeiten mit der Sprache der Cocopa aufweist, heute als „Maricopa“ Teil der „Salt River Pima-Maricopa Indian Community (SRPMIC)“.)
- Kohuana (auch: Kahwan, Cajuenche, Coana bzw. Cutganas, Eigenbezeichnung Kaxwin - „Person entlang des Flusses“ bzw. Kaxwaan - „Fluss Volk“, auch einfach (Singular/Plural) Me-capáːy-it - „Person“, „Volk“[37], sprachen ebenfalls ursprünglich einen „Delta Yuma/Cocopa-Dialekt“, heute als „Maricopa“ Teil der „Salt River Pima-Maricopa Indian Community (SRPMIC)“.)
- Cocopa (in den USA „Cocopah“ und in Mexiko „Cucapá“ genannt, diese Stammesbezeichnungen leiten sich aus ihrer Sprache von Kwapa oder Kwii Capéy - „Wolken/Nebel Volk“ und bezieht sich auf den Nebel entlang des Colorado River, Eigenbezeichnung als Xawiƚƚ kwñchawaay - „Jene, die entlang dem wolkenverhangenen Fluss leben, d. h. entlang des Colorado River“, heutiger „Cocopah Tribe of Arizona“.)

Hochland-Yuma (auch: „Nördliche Pai (Yavapai)“ und „Nordöstliche Pai (Walapai und Havasupai)“ genannt)
- Yavapai (die Herkunft der Stammesbezeichnung ist umstritten, die „Guwevkabaya/Kwevkepaya“ behaupten er leite sich von Yawepe ab - „Volk mit schiefem, d. h. grimmigen Mund“ bzw. „Volk, das sich nicht mit anderen Völkern versteht“, meist wird die Bezeichnung von den Yavapai-Wörtern Enyaleva - „Sonne“ und Pai - „Person“ bzw. Paya - „Volk“ hergeleitet, was in etwa „Volk der Sonne, d. h. Volk im Osten“ bedeutet, abgeleitet - da benachbarte ebenfalls Yuma-sprachige Völker die Yavapai ebenfalls als „Volk der (aufgehenden) Sonne, d. h. Volk im Osten“ bezeichneten (Mohave: Enyaéva-pai, Quechan (Yuma): Yav'apai, Maricopa: Yavˀi pay und die Walapai/Hualapai und Havapai: N'avpeˀ / N'avpeˀe), Eigenbezeichnung als Pa, 'Ba:, Pai, Báy, Pe, Apa - „Person, Mensch“ bzw. Paya, Paia, Pa'a, 'Ba:a, Pa'a, Apaja, Abaja - „die Leute von ...“ oder „das Volk“, die Yavapai unterteilten sich in vier (ursprünglich fünf) große Regional-Bands (Regional-Gruppen), die sich jedoch niemals als eine politische oder ethnische Einheit begriffen oder sich als „Yavapai“ bezeichneten, diese unterteilten sich wiederum in verschiedene Bands (Gruppen) (in Yavapai: bachacha) und diese wiederum in verschiedene Lokalgruppen (in Yavapai: tiyuche - „Verwandte“, bei den Guwevkabaya war einzig die unter den Westlichen Apache übliche Organisation in Clans üblich), da die „Wi:pukba/Wipukepaya“ und „Guwevkabaya/Kwevkepaya“ mit zwei Bands der San Carlos Apache und dem Großteil der Tonto Apache der Westlichen Apache oftmals in zweisprachigen Bands zusammen lebten, wurden diese „Yavapai-Apache Bands“ als Einheit gesehen und auf Grund ihres abweichenden Akzent von Westlichen Apache und Navajo als Dilzhę́’é/Dilzhe'e bzw. Dilzhʼíʼ dinéʼiʼ - „Volk mit hohen, hellen Stimmen“ bezeichnet, die übrigen Westlichen Apache wurden von den Navajo als Dziłghą́ʼiʼ - „Volk der Berggipfel“ bezeichnet; später unterschieden auch die Europäer zwischen den „Tonto/Tonto Apache“ (alle Yavapai und Tonto Apache) und den „Gileños/Apaches de Gila“ (alle übrigen Westlichen Apache) und/oder den als „Yabipais Gileños“ bezeichneten Yavapai. Historisch wurden die Yavapai fälschlicherweise seitens der Spanier, Mexikaner und Amerikaner immer als „Mohave Apache (Apache-Mojave), Yuma-Apache (Apache-Yuma), Yavapai-Apache, Tonto Apache“ oder einfach als „Apache“ bezeichnet und nicht als separate Ethnie unterschieden, da im Norden Mexikos sowie im Südwesten der USA das Wort „Apache“ oft zur Bezeichnung für „feindliche, kriegerische, räuberische Indianer“ gebraucht wurde, ohne sprachliche, ethnische und kulturelle Differenzierung.)
  - Yavbe'/Yavapé oder „Nordwestliche / Zentrale Yavapai“ (lebten im Gebiet rund um Prescott (in Yavapai: ʼWi:kwatha Ksikʼita), dem Prescott Valley ostwärts bis Jerome in den Black Hills of Yavapai County einschließlich des Mingus Mountain (in Yavapai: Hwa:lkyañaña) sowie den südwestlich liegenden Bradshaw Mountains (in Yavapai: Wi:kañacha) bis zum südlich der Berge liegenden Williamson (früher: Williamson Valley genannt) sowie wiederum ostwärts inklusive des Black Canyon (in Yavapai: Ahaytikutoba) im heutigen Agua Fria National Monument, auch als „echte/wirkliche Yavapai“ bezeichnet, da sie kulturell von benachbarten Völkern fast nicht beeinflusst waren, früher fälschlicherweise meist als Mohave-Apache oder Apache-Mojave bezeichnet, heutiger „Yavapai-Prescott Indian Tribe“ und als Minderheit Teil der „Yavapai-Apache Nation“)
    - Yavbe'/Yavapé Band (beanspruchten das Flussgebiet sowie die Berge im Upper Verde Valley (in Vavapai: Matkʼamvaha) inklusive des Montezuma Castle National Monument mit dem für die Yavapai als mythologischer Geburtsort ihres Volkes betrachteten Montezuma Well (in Yavapai: ʼHakthkyayva oder Ahagaskiaywa)[38] nahe der Stadt Camp Verde (in Yavapai: ʼMatthi:wa; in Westlichem Apache: Gambúdih).)
      - Hwaalkyanyanyepaya/Walkeyanyanyepa Lokalgruppe („Volk vom Mingus Mountain (in Yavapai: Hwa:lkyañaña)“, bewohnten die Mesa rund um die heutige Gemeinde Jerome in den Black Hills of Yavapai County zwischen Sedona und Prescott.)

    - Mathaupapaya Band (bewohnten die Bradshaw Mountains von Prescott südwärts bis zur einstigen Minenstadt Crown King und der jetzigen Geisterstadt Bumble Bee.)
      - Wiikvteepaya/Wikutepa Lokalgruppe („Volk vom Granite Mountain (in Yavapai: ʼWi:kvte:wa)“, lebten in der Sierra Prieta einschließlich der im Südosten sich anschließenden nördlichen Bradshaw Mountains zwischen der Gemeinde Skull Valley (in Yavapai: Pa:qwawa Kyo) im Westen und Prescott im Osten sowie der ca. 24 km nordöstlich liegenden gleichnamigen Gemeinde im Chino Valley, heute sind große Gebiete Teil des Prescott National Forest, da der Granite Mountain der höchste Gipfel der Sierra Prieta ist im Englischen oftmals als Granite Peak Band oder Granite Mountain Band bekannt.)
      - Wiikenyachapaya/Wikenichapa Lokalgruppe („Volk der rauen schwarzen Bergkette von Felsen, d. h. der Bradshaw Mountains (in Yavapai: Wi:kañacha)“, lebten in den südlichen Bradshaw Mountains (früher: Silver Mountain Range) im Gebiet der einstigen Minenstadt Crown King, der jetzigen Geisterstadt Bumble Bee sowie der CPD Black Canyon City, im Südwesten bis ins Gebiet rund um Wickenburg sowie östlich der Bradshaw Mountains entlang des Middle Agua Fria River; im Englischen daher oftmals als Black Mountain Band oder Crown King Band bekannt.)[39]

  - Ɖo:lkabaya/Tolkepaya oder „Westliche Yavapai“ (auch: Tulkepaia, von den Spaniern als Tejunas bezeichnet, lebten im westlichen/südwestlichen und wegen Trockenheit am wenigsten für Ackerbau geeigneten Teil des Yavapai-Stammesgebietes - betrieben trotzdem unter allen Yavapai am intensivsten Ackerbau, vermutlich übernahmen sie viele Kulturtechniken (inklusive Ackerbau) der direkt westlich des Colorado River ansässigen Fluss Yuma, ihr Gebiet umfasste zudem das Bergland sowie das Flussgebiet des Hassayampa River (in Yavapai: Hasaya:mvo/Hasayamcho: – „das Wasser versickert“), im Norden des Bill Williams River, des Big Sandy River und Santa Maria River sowie die Bill Williams Mountains und Santa Maria Mountains und reichte im Süden bis zum Gila River im heutigen Südwesten und Westen von Arizona, früher fälschlicherweise daher oft als Yuma-Apache oder Apache-Yuma bezeichnet, heute Teil des „Fort Yuma Quechan Indian Tribe“, „Fort Mojave Indian Tribe of Arizona, California, and Nevada“ sowie der „Colorado River Indian Tribes“.)
    - Wiltaaykapaya/Wiltaikapaya Band („Volk der zwei Berge beiderseits von Salome (in Yavapai: Wiltaika)“ bzw. Hakeheelapaya/Hakehelapa Band - „Volk des fließenden Wassers, d. h. des Wassers in den Harquahala Mountains“, lebten in den Harquahala Mountains (in Yavapai: Aha:quahala – „das Wasser hier befindet sich hoch oben in den Bergen“ oder Hakehela – „fließendes Wasser“) sowie den Harcuvar Mountains (in Yavapai: Ahakuwa – „Cottonwood-Baumstamm“)[40][41] beiderseits vom CPD Salome, zudem in den kleineren Bergketten namens Little Harquahala Mountains und Granite Wash Mountains.)
    - Ha'kahwađbaya/Hakawhatapa Band („Volk entlang des roten Wassers/Flusses d. h. des Colorado River“ bzw. Mađqwadabaya/Matakwarapa Band - „Volk des flachen und wasserlosen Landes, d. h. Volk der Wüste“, betrieben Ackerbau entlang des Colorado River in der Gegend rund um die heutigen Geisterstädte La Paz (in Yavapai: Wihela – „Mondberge“) und Castle Dome (in Yavapai: Wihopu' – „runder Berg“) in den Castle Dome Mountains.)
    - Hakupakapaya/Hakupakapa Band oder Hnyoqapaya/Inyokapa Band (bewohnten die Berge nördlich der heutigen Gemeinde Congress sowie die Weaver Mountains und Date Creek Mountains im Gebiet der heutigen Kleinstadt Yarnell[42], der Gemeinde Kirkland sowie des CPD Peeples Valley (in Yavapai: Wachinivo), zudem entlang des Upper Hassayampa Creek nahe der Kleinstadt Wickenburg und der Region rund um das heutige Hillside.)

  - Wi:pukba/Wipukepaya oder „Nordöstliche Yavapai“ (auch: Wipuhk’a’bah/Wipukyipaya/Wipukepa - „Volk vom Fuß des roten Felsens d. h. des Red Rock Country“ oder „Oak Creek Canyon Volk“, von den Spaniern als Cruzados bezeichnet, da sie Schilf-Kreuze auf der Stirn trugen, die an einer Locke befestigt waren, bildeten oftmals mit den „Nördlichen Tonto Apache“[43] zweisprachige Lokalgruppen, diese und deren Häuptlinge/Anführer waren sowohl unter einem Apache als auch unter einem Yavapai-Namen bekannt, daher fälschlicherweise meist als Mohave-Apache, Apache-Mojave oder Tonto Apache bezeichnet, heute als Minderheit Teil der „Yavapai-Apache Nation“ und des „Yavapai-Prescott Indian Tribe“.)
    - Matkitwawipa Band („Volk des Upper Verde River Valley (in Yavapai: Matkʼamvaha)“ bzw. in Apache: Tú Dotłʼizh Indee - „Volk des blau-grünen Wassers, d. h. Volk entlang des Fossil Creeks“; im Englischen oftmals als Fossil Creek Band (Apache) bekannt, wohnten im Upper Verde Valley (in Yavapai: Matkʼamvaha), entlang des East Verde River, Fossil Creek (in Yavapai: Hakhavsuwa oder Vialnyucha)[44], Clear Creek südwärts bis in die Desert Foothills rund um den Black Mountain in der Sonora-Wüste im Gebiet der Kleinstädte Carefree und Cave Creek entlang des gleichnamigen Cave Creeks.)
    - Wiipukepaya/Wipukepa Band („Volk vom Fuß des roten Felsens, d. h. des Red Rock Country“ oder „Oak Creek Canyon Volk“, lebten im sog. “Red Rock Country” rund um Sedona (in Yavapai: Wipuk), pflanzten Mais entlang des Oak Creek sowie im Oak Creek Canyon und sammelten Mesquite im Middle Verde Valley; untergliederten sich in zwei bilinguale Wi:pukba/Wipukepaya-Nördliche Tonto Apache-Lokalgruppen)
      - Wiipukepaya/Wipukepa Lokalgruppe („Volk vom Fuß des roten Felsens, d. h. des Red Rock Country“ oder „Oak Creek Canyon Volk“ bzw. in Apache: Tsé Hichii Indee - „Volk der horizontal/waagerechten rotfarbigen Felsen“; im Englischen auch als Oak Creek Canyon Band (Yavapai) oder als Oak Creek Band (Apache) bekannt.)
      - Wiipukepaya/Wipukepa Lokalgruppe („Volk vom Fuß des roten Felsens, d. h. des Red Rock Country“ oder „Oak Creek Canyon Volk“ bzw. in Apache: Dasziné Dasdaayé Indee - „Porcupine Sitting Above People“; im Englischen meist als Bald Mountain Band (Apache) bekannt.)

  - Guwevkabaya/Kwevkepaya oder „Südöstliche / Südliche Yavapai“ (auch: Kwevikopaya - „Südliches Volk“, von den Spaniern als Nijoras bezeichnet[45], bildeten oftmals mit den „Südlichen Tonto Apache“ und der „Pinaleño/Pinal Apache Band“ und „Aravaipa/Arivaipa Apache Band“ der „Sann Carlos Apache“ zweisprachige Lokalgruppen, diese und deren Häuptlinge/Anführer waren sowohl unter einem Apache als auch unter einem Yavapai-Namen bekannt, daher fälschlicherweise meist als Tonto Apache bezeichnet, heute Teil der „Fort McDowell Yavapai Nation“, des „Tonto Apache Tribe“ sowie eine Minderheit Teil des „White Mountain Apache Tribe of the Fort Apache Reservation“ und des „San Carlos Apache Tribe of the San Carlos Reservation“.)
    - Hwaalkamvepaya/Walkamepa Band („Volk der Walkame, d. h. der Pinaleño/Pinal Mountains“, lebten von Phoenix ca. 100 km ostwärts entlang des südlichen U.S. Highway 60 bis ins Gebiet rund um Globe-Miami[46] im Cobre Valley am Fuß der Pinaleño/Pinal Mountains im Nordosten bis nach Superior (Westliches Apache: Yooʼ Łigai) im Tonto National Forest im Südosten, bildeten oft mit der Pinaleño/Pinal Apache Band der San Carlos Apache zweisprachige Lokalgruppen.)
      - Hwaalkamvepaya/Walkamepa Clan (in Apache: T’iisibaan/Tiis Ebah Nnee - „Volk bei den grauen Pappeln in den Felsen“,[47] Lebten in den namensgebenden Pinaleño/Pinal Mountains, daher auch eigentliche/wahre „Hwaalkamvepaya/Walkamepa“ genannt; im Englischen teilweise auch als Pinaleño/Pinal Apache Band der San Carlos Apache bekannt.)

    - Ilihasitumapa Clan („Holz mitten aus dem Wasser herausragend Volk“ bzw. in Apache: T’iisibaan/Tiis Ebah Nnee - „Volk bei den grauen Pappeln in den Felsen“, betrachteten ebenfalls die nördlichen Pinaleño/Pinal Mountains als ihre Heimat; im Englischen teilweise auch als Pinaleño/Pinal Apache Band der San Carlos Apache bekannt.)
    - weiterer Hwaalkamvepaya/Walkamepa Clan (Yavapai-Name unbekannt bzw. in Apache: Dzil Dlaazhe - „Mount Turnbull Apache“, lebten in den Santa Teresa Mountains einschließlich des Mount Turnbull; im Englischen meist als Arivaipa Apache Clan der San Carlos Apache bekannt.)
    - Matkawatapa Clan („Volk im Land der roten Gesteinsschichten, d. h. der Sierra Ancha“ bzw. in Apache: Dilzhę́’é/Dil Zhe`é - „Volk mit hohen, hellen Stimmen“, lebten in der namensgebenden Sierra Ancha und gingen lt. Überlieferung aus Mischehen der Hwaalkamvepaya/Walkamepa mit Angehörigen der Dilzhę́’é Semi-Band aus der Sierra Ancha (Westliches Apache: Dził Nteel – „Breiter flacher, weiter Berg“), der bedeutendsten Semi-Band der Südlichen Tonto Apache, hervor; im Englischen auch als Dilzhę́’é Semi-Band (Apache) bekannt.)

  - Wiikchasapaya/Wikedjasapa Band („Volk der McDowell Mountains (in Yavapai: Wi:kajasa)“, den heiligen Bergen der Yavapai, lebten entlang des historischen Apache Trail (heute Teil der Arizona State Route 88) sowie entlang des Salt River von Phoenix (in Yavapai: Wathinka/Wakatehe; Westliches Apache: Fiinigis) im Westen bis nach Miami im Osten sowie nordostwärts bis zum Theodore Roosevelt Lake und Dam und entlang des Tonto Creek inklusive des heutigen Tonto National Monument.)
    - Amahiyukpa Clan („Volk der wilden Melone“, lebten in den hohen Bergen entlang des Westufers des Verde River sowie in den McDowell Mountains (in Yavapai: Wi:kajasa), ca. 32 km nordöstlich von Phoenix. Ihr Gebiet grenzte im Norden an das Territorium der Wiikvteepaya/Wikutepa Lokalgruppe der Mathaupapaya Band der Yavbe'/Yavapé, nördlich von Lime Creek und direkt gegenüber dem Yelyuchopa Clan in den Mazatzal Mountains.)
    - Atachiopa Clan („Arrowreed People“, wohnten in den hohen Bergen westlich der einstigen Minen- und heutigen Geisterstadt Cherry, Yavapai County, im Agua Fria River Valley zwischen den heutigen Städten Dewey-Humboldt und Camp Verde; innerhalb von Camp Verde befinden sich heute ca. 90 % der Reservation der heutigen Yavapai-Apache Nation.)
    - Hakayopa Clan („Volk der Pappeln“ bzw. in Apache: Tsé Nołtłʼizhn - „Volk der Felsen in einer Reihe im Grünen“, beanspruchten die Gegend rund um die Gemeinde Sunflower Valley, die Mazatzal Mountains südlich des höchsten Gipfels, Mazatzal Peak (2.409 m), sowie im Osten in der Gegend rund um das einstige Fort Camp Reno im westlichen Tonto Basin (auch Pleasant Valley genannt); im Englischen meist als Mazatzal Band (Apache) bekannt.)
    - Hichapulvapa Clan („Volk des aufragenden Holzstoß/Holzbündel (Clan-Name bezieht sich auf Totholz auf einer Hügelkuppe)“ bzw. in Apache: Tsé Nołtłʼizhn - „Volk der Felsen in einer Reihe im Grünen“, diese beanspruchten die Mazatzal Mountains südwärts vom East Verde River und westlich vom North Peak (in Yavapai: Iwilamaya – „buschige sanfte Hügel“) zum Mazatzal Peak; im Englischen ebenfalls meist als Mazatzal Band (Apache) bekannt.)

  - Mađqwadabaya/Matakwadapaya („Volk der Wüste“ bzw. Mahtagwatapaya - „Red Dirt People“, lebten bis Ende des 18. Jahrhunderts zwischen Tucson und der Crater Ranger, später schlossen sie sich entweder benachbarten Yavapai-Bands an oder siedelten unter Fluss-Yuma-Gruppen (Mohave/Mojave und Quechan/Yuma), eventuell identisch mit der „Ha'kahwađbaya/Hakawhatapa Band“ der Ɖo:lkabaya/Tolkepaya (Westliche Yavapai). Heute haben sie ihre Identität als eigenständige Gruppe verloren – jedoch führen mehrere Mohave und Quechan-Familien ihre Wurzeln auf Mađqwadabaya-Yavapai zurück)
- Walapai oder „Westliche Pai“ (auch: Hualapai, der Name ist eine englische/spanische Übernahme des Namens einer Lokalgruppe der Walapai/Hualapai, die sich Hwa:lbáy / Hual'la-pai / Howa'la-pai - „Volk der hohen Ponderosa-Kiefer“ nannte, ethnisch sind Havasupai und Walapai/Hualapai ein Volk, als Folge der willkürlichen Konzentration von Gruppen in Reservaten durch die US-Regierung, werden heute beide als politisch eigenständige Stämme betrachtet und haben eine eigene Identität entwickelt. Die Hualapai/Walapai gliederten sich in drei Großgruppen, die sich wiederum in sieben Bands mit 13 (mit den Havasupai ursprünglich 14) Lokalgruppen unterteilten, fälschlicherweise historisch oft als Yuma-Apache bzw. Apache-Yuma oder einfach als Apache bezeichnet, da im Norden Mexikos sowie im Südwesten der USA das Wort „Apache“ oft zur Bezeichnung für „feindliche, kriegerische, räuberische Indianer“ gebraucht wurde, ohne sprachliche, ethnische und kulturelle Differenzierung, heutiger „Hualapai Tribe“.)
  - Middle Mountain People bzw. Witoov Mi'uka Pa'a („Separate Mountain Range People“ - „Volk getrennt durch eine Bergkette“, lebten nordwestlich und westlich der „Plateau People“ meist nördlich der heutigen Stadt Kingman von den Black Mountains im Südwesten ostwärts über das Sacramento Valley und dem nördlich sich anschließenden Detrital Valley bis in die Cerbat Mountains und White Hills sowie Teilen des Hualapai Valleys, umfasste die „Soto'lve-kapai Band (Westliches Volk)“, die wiederum aus zwei Lokalgruppen bestand.)
    - Wikawhata Pa'a / Wi gahwa da Ba:' („Red Rock Band“, lebten im nördlichen Teil des Gebietes der Middle Mountain People bis zum Lake Mead und Colorado River im Norden, schlossen sich nach schweren Verlusten der „White Rock Water Band“ an)
    - Ha Emete Pa'a / Ha'emede: Ba:' („White Rock Water Band“, benannt nach einer als Hamte'/Ha'a Emete/Ha'emede: („White Rock Water“) bezeichneten Quelle und dortigen Siedlung in den Cerbat Mountains nördlich von Beale's Springs, daher besser bekannt als „Cerbat Mountains Band“, lebten im südlichen Teil des Gebietes der Middle Mountain People.)

  - Plateau People oder Ko'audva Kopaya[48] („The People Up Above“ - „das Volk oben [auf der Hochebene]“[49], lebten im Plateau und Canyon-Land vom östlichen Hualapai Valley und den Peacock Mountains im Westen nordostwärts östlich des Truxton Canyon Wash und der Grand Wash Cliffs bis in die Music Mountains, hatten auch Pflanzungen bei Metipka, einer Quelle im Quartermaster Canyon, die heutige Hualapai-Reservation umfasst Teile ihres Stammesgebiets, umfassten drei Bands - die „Mata'va-kapai Band (Nördliches Volk)“, die „Ko'o'u-kapai Band (Mesa Volk)“ und die „Nyav-kapai Band (Östliches Volk)“, die wiederum aus sieben Lokalgruppen bestanden.)
    - Ha'Dooba Pa'a / Haduva Ba:' („Clay Springs Band“, erlitten schwere Verluste während des Krieges, lebten in den Grand Wash Cliffs und Aquarius Cliffs)[50]
    - Tanyika Ha' Pa'a / Danyka Ba:' („Grass Springs Band“, konnten sich größtenteils den Kämpfen fernhalten)
    - Kwagwe' Pa'a / Qwaq We' Ba:' („Hackberry [Springs] Band“, besser bekannt als „Truxton Canyon Band“, verschmolz später mit der „Peach Springs Band“)
    - He'l Pa'a / He:l Ba:' („Milkweed Springs Band“, lebten vom Truxton Canyon bis zu Ha'ke-takwi'va („Peach Springs“), erlitten schwere Verluste)
    - Yi Kwat Pa'a / Iquad Ba:' („[Lower] Peach Springs Band“, der heutige Hauptort Peach Springs (Hàkđugwi:v) des Hualapai-Reservats befindet sich in ihrem ehemaligen Territorium, die „Hackberry [Springs] Band“ schloss sich nach schweren Verlusten der „[Lower] Peach Springs Band“ an)
    - Ha'kasa Pa'a / Hak saha Ba:' („Pine Springs Band“, auch bekannt als „Stinking Water Band“, obwohl sie ein eigenes Territorium südwestlich und westlich der Havasooa Pa'a hatten, teilten sich beide Bands den Nordosten der Stammesgebiete der Walapai)[51]
    - Havasooa Pa'a / Hav'su Ba:' bzw. Havasupai oder „Östliche Pai“ („Volk des blau-grünen Wassers“, in ihrem Dialekt bezeichnen sie sich ebenfalls als Havasu Baja / Havsuw’ Baaja, oft als „Cataract Creek Canyon Band“ bezeichnet, als größte Walapai/Hualapai-Lokalgruppe lebten sie entlang des Havasu Creek im Cataract Canyon (Havasu Canyon) sowie in angrenzenden Tälern des Grand Canyons, nach der Internierung in ein Reservat und der juristisch-räumlichen Separation von anderen Walapai/Hualapai Lokalgruppen durch die US-Regierung entwickelten sie eine eigenständige Identität und werden heute als zwar verwandte jedoch eigenständige Ethnie betrachtet, heutiger „Havasupai Tribe“.)

  - Yavapai Fighters („Yavapai Kämpfer“, ursprünglich bevölkerungsreichste Großgruppe, lebten im Süden des Walapai/Hualapai-Stammesgebiets und direkt zur Grenze zu den feindlichen Yavapai – von ihnen als Ji'wha' – „der Feind“ bezeichnet, da sie daher immer als „erste“ die Yavapai bekämpfen mussten, wurden sie als „Yavapai Kämpfer“ bezeichnet, umfassten drei Bands - die „Hual'la-pai / Howa'la-pai / Hwa:lbáy Band (Volk der hohen Ponderosa-Kiefer)“, die „Kwe'va-kapai / Koowev Kopai Band (Südliches Volk)“ und die „Hakia'tce-pai Band (Mohon Mountains Volk)“, die wiederum aus fünf Lokalgruppen bestanden. Wurden während der Kämpfe im Hualapai-Krieg (1865–1870) sowie im Yavapai-Krieg (Tonto Apache Krieg) (1861–1875) durch die Kämpfe, systematische Vernichtung von Vorräten und Feldern durch die US-Armee sowie durch hierdurch ausbrechende Hungersnöte und Krankheiten fast ausgerottet - zudem oftmals fälschlicherweise für Yavapai oder Tonto Apache gehalten.)
    - Amat Whala Pa'a / Ha Whala Pa'a / Mad hwa:la Ba:' („Pine Tree Mountain Band“, besser bekannt als „Hualapai Mountains Band“, lebten in den Hualapai Mountains südlich von Beale's Springs westwärts bis zum Colorado River Valley)
    - Tekiauvla Pa'a / Teki'aulva Pa'a („Big Sandy River Band“, auch bekannt als „Haksigaela Ba:'“, lebten in der Reichweite von immer wasserführenden Flüssen sowie entlang des Big Sandy River zwischen Wikieup und Signal sowie in den angrenzenden Bergen)
    - Burro Creek Band (lebten an der Südspitze des Gebietes der „Tekiauvla Pa'a“, pflanzten entlang Bachläufen und in den Canyons und Plateaus entlang beiderseits des Burro Creeks, heirateten oft benachbarte Yavapai – daher oft von Amerikanern fälschlicherweise für Yavapai gehalten, schlossen sich nach dem Krieg größeren Hualapai-Lokalgruppen und manchen Yavapai an)[52]
    - Ha'a Kiacha Pa'a / Ha gi a:ja Ba:' („Fort Rock Creek [Spring] Band“,  „Fort Rock Creek“ ist der englische Name der Quelle Ha'a Kiacha („Fort Rock Creek Spring“) und der gleichnamigen Hauptsiedlung am Fort Rock Creek, einem Oberlauf des Trout Creek, besser bekannt als „Mohon Mountains Band“ oder „Mahone Mountain Band“, da sie in den Mohon Mountains lebten)
    - Whala Kijapa P'a / Hwalgijapa Ba:' („Juniper Mountains Band“, lebten in den Juniper Mountains)

Pueblo-Indianer (span. „Dorf, d. h. Dorfbewohner“, sesshafte Ackerbauern die in einst festungsartigen Siedlungen aus Adobe oder Stein, Pueblos genannt, im Norden Mexikos sowie in Arizona, New Mexico und Colorado lebten. Ein Pueblo kann bis zu fünf Stockwerke haben und mehrere Dutzend Räume umfassen sowie mehrere Zeremonien- und Versammlungsräume, Kivas genannt. Die höheren Stockwerke wurden immer ein Stück zurückversetzt und waren über außen angelehnte Leitern zu erreichen, so dass der Komplex ein treppenförmiges Aussehen erhielt. Die Pueblo-Völker gehören vier verschiedenen Sprachgruppen (Tano-Sprachen, Keres-Sprachen, Zuñi und Hopi) an, die sich wiederum in mehrere Hauptsprachen/Dialekte (Nördliches und Südliches Tiwa/Tigua, Piro, Tewa/Tano und Towa/Jemez; Westliches und Östliches Keres; First Mesa/Polacca, Mishongnovi/Toreva, Shipaulovi/Sipaulovi und Third Mesa/Oraibi) unterteilen. Die Pueblo-Völker werden geographisch in zwei Gruppen unterteilt: die „Östlichen Pueblo“ (Tano-Sprecher und Östliche Keres) am Rio Grande und seinen Nebenflüssen verfügen über eine permanente Wasserquelle, die ihnen den Bewässerungsfeldbau erlaubt und die „Westlichen Pueblo“ (Hopi, Zuñi und Westliche Keres) sind mangels stetiger Wasserversorgung auf Trockenfeldbau angewiesen.)
Östliche Pueblo
- Tano (umfassen mehrere Pueblo in New Mexico und (mit einer Ausnahme) die „Hopi-Tewa“ oder „Arizona Tewa“ im heutigen Arizona, das „Tano“ bzw. die „Tano-Sprachen“ (Hauptsprachen: Tiwa/Tigua, Tewa/Tano und Towa/Jemez) gehört der Kiowa-Tano-Sprachfamilie an und bildet die größte Sprachgruppe unter den Pueblo-Indianern.)

Tiwa (Tigua)
- - Nördliche Tiwa (Tigua) (die beiden Nördlichen Tiwa/Tigua-Pueblo-Völker sind Teil der Eight Northern Pueblos und waren historisch daher enge Verbündete der Jicarilla Apache und Südlichen Ute Bands gegen die Reiterstämme der Südlichen Plains - Comanche, Kiowa, Kiowa-Apache, Südliche Cheyenne und Südliche Arapaho.)
    - Taos Pueblo (span. Ableitung mit Plural-S von Tə̂otho - „im Dorf“ bzw. Tə̂obo - „zum Dorf hin“, der üblichen Bezeichnung für das namensgebende Taos Pueblo, der eigentlich aus zwei Pueblos beiderseits des Rio Pueblo de Taos (Rio Pueblo), eines Nebenflusses des Rio Grande, besteht: dem Hlauuma - „Nordhaus“ - bewohnt vom „Hȕthóna“ - „Nördlichen/Wintervolk“ und dem Hlaukwima - „Südhaus“ - bewohnt vom „Sommervolk“, Eigenbezeichnung: ìałophàymųpʼȍhəothəltʼóynemą, alternativ: iałapai´mu pahöatel tʼainemu bzw. ȉałopháymųp’ȍhə́othə̀olbo - „An der Mündung des roten Weiden Canyon“ bzw. als Kurzform ȉałopháybo - „{Ort} Bei den roten Weiden“, oft einfach auch Tʼóyna - „Person“, „Volk“, heute „Pueblo de Taos“.)
    - Picuris Pueblo (span. Ableitung von der Tiwa-Bezeichnung als Pikuria / Pikuri - „Jene, die malen/zeichnen“, Eigenbezeichnung der Pueblo-Siedlung als P'įwweltha - „Ort am Bergpass“, die Picuris Pueblo bezeichneten sich selbst als Pinwelene (verkürzt zu Pe’ewi) - „Volk vom Ort am Bergpass, d. h. von Picuris Pueblo“, bezieht sich auf die Lage des Pueblo am westlichen Ende eines Passes, der zu den Great Plains führt, heute „Pueblo of Picuris“.)

  - Südliche Tiwa (Tigua)
    - Sandia Pueblo (span. „Wassermelone“, vermutlich erinnerten die im Sonnenuntergang rot leuchtenden und von einer grünen Vegetation umrandeten nahen Sandia Mountains die Spanier an eine aufgeschnittene Wassermelone; heutige Eigenbezeichnung: Tuf Shur Tia - „Ort des grünen Schilfs“, ältere Dokumente behaupten jedoch, dass der ursprüngliche Name des Pueblo Nafiat - „Ort, wo der Wind Staub bläst“ lautete, heute „Sandia Pueblo“ bzw. „Pueblo of Sandia“.)
    - Alameda Pueblo (wurde während des Pueblo-Aufstands 1680 zerstört, 1702 erneut besiedelt, jedoch zwangen die Spanier dessen Bewohner 1708 endgültig ihre Siedlung aufzugeben und ins Isleta Pueblo umzusiedeln.)
    - Puaray Pueblo (evtl. span. Ableitung des Tiwa-Namens Puala.)
    - Isleta Pueblo (span. „kleine Insel“, Eigenbezeichnung Shiewhibak / Shee-eh-wh'b-bak - „ein Messer auf den Boden gelegt, um whib [ein traditionelles Fußrennen] zu spielen“, oft wird als Eigenbezeichnung einfach Tue-I - „Stadt“ genannt, während des Pueblo-Aufstands von 1680 waren viele „Östliche Pueblo“ zu den Hopi-Siedlungen in Arizona geflohen, während andere dem spanischen Rückzug nach Süden nach El Paso del Norte (dem heutigen El Paso), Texas, folgten. Nach der Rebellion kehrten die „Isleta Pueblo“ in ihre Heimat zurück, viele mit Hopi-Ehepartnern. In den 1800er Jahren führten Reibungen mit ebenfalls einst zu den Hopi geflüchteten und sich den Isleta Pueblo angeschlossenen Mitgliedern der „Laguna Pueblo“ und „Acoma Pueblo“, zur Gründung der Satellitensiedlung „Oraibi“ mit mehrheitlich Hopi-Ehepartnern. Heute umfasst Isleta daher neben dem Hauptpueblo die kleinen Gemeinden Oraibi und Chicale; heute „Pueblo of Isleta“ bzw. „Isleta Pueblo“.)
    - Ysleta del Sur Pueblo (auch: „Tigua Pueblo“, Nachfahren der während des Pueblo-Aufstands nach Süden geflüchteten Isleta Pueblos, heute als „Ysleta del Sur Pueblo (YDSP)“ einzige Pueblo in Texas.)
    - Chililí Pueblo
    - Tajique Pueblo (evtl. span. Ableitung des Tiwa-Namens Tush-yit-yay, nach einem Apachen-Überfall auf Quarai Pueblo flohen dessen Bewohner 1674 nach Tajique Pueblo und verdoppelten dessen damalige Bevölkerung auf über 600 Bewohner, jedoch zwang 1675 ein erneuter Apachen-Überfall die endgültige Aufgabe auch des Tajique Pueblos, die Überlebenden siedelten danach unter den anderen Südliches Tiwa-sprachigen Rio Grande Pueblos und im Süden im Ysleta del Sur Pueblo.)
    - Quarai Pueblo (span. Ableitung der Eigenbezeichnung als Cuarac, ca. 1300 gegründet beherbergte es ca. 400 bis 600 Personen, wurde auf Grund Seuchen, Dürren, Apachen-Raubzügen 1674 erstmals aufgegeben und die Bewohner suchten Schutz im Tajique Pueblo, als dieses 1675 ebenfalls von Apachen überfallen wurde, versuchten die ehemaligen Quarai Pueblo mit spanischer Unterstützung ihre ursprüngliche Siedlung wieder zu besiedeln, mussten diese jedoch auf Grund dauernder Apachen-Überfälle 1677 endgültig aufgeben, seine Bewohner siedelten danach unter den anderen Südliches Tiwa-sprachigen Rio Grande Pueblos und im Süden im Ysleta del Sur Pueblo.)

  - Piro oder Piro/Tompiro
    - Piro (heute offiziell nicht als eigenständige Ethnie mehr anerkannt, bewohnten bis Ende des 17. Jahrhunderts mehrere große bedeutende Pueblos, wichtige Alliierte der Spanier und beteiligten sich nicht am Pueblo-Aufstand - mehrere ihrer Pueblos wurden daher von den Spaniern als „Socorro“ - „Hilfe, Beistand [in Zeiten von Not]“ bezeichnet, heutiger „Piro/Manso/Tiwa Indian Tribe of the Pueblo of San Juan de Guadalupe“.)
      - Sevilleta Pueblo (wurde spätestens während des Pueblo-Aufstands 1680 aufgegeben.)
      - Alamillo Pueblo (wurde während des Pueblo-Aufstands 1680 aufgegeben, heute ist die Lage der Ruinen unbekannt.)
      - Pilabó Pueblo (ca. 1626 wurde die Bezeichnung „Socorro“ vom flussaufwärts gelegenen Teypana/Teypama Pueblo auf „Pilabó Pueblo“ im heutigen Stadtgebiet von Socorro, New Mexico, übertragen, dessen Ruinen befinden sich heute unterhalb der Stadtbebauung.)
      - Teypana/Teypama Pueblo (war das erste Piro-Pueblo das von den Spaniern „Socorro“ genannt wurde, seine Ruinen befinden sich in der Nähe der heutigen Stadt Socorro.)
      - San Pascual Pueblo (war im 16. Jahrhundert mit ca. 2.000 Bewohnern das größte Piro-Pueblo und lag südöstlich vom heutigen Socorro, seine Ruinen liegen auf einer Landzunge am Ostufer des Rio Grande, es soll sich in Sichtweite vom ehemaligen „Senecú Pueblo“ befunden haben - dessen Ruinen bis heute nicht auffindbar sind.)
      - San Pascualito Pueblo (nördlich von „San Pascual Pueblo“ auf einem kleinen Gipfel über dem Flusstal befand sich ein bereits aus dem 14. Jahrhundert stammendes kleineres, kompakteres, aber gut befestigtes Pueblo - das daher als San Pascualito Pueblo - „kleines San Pascual Pueblo“ bezeichnet wurde.)
      - Senecú Pueblo (war das südlichste Pueblo in New Mexico vor dem Pueblo-Aufstand von 1680 und befand sich am Westufer des Rio Grande in Sichtweite des „San Pascual Pueblo“, 1675 zerstörten Apache das Senecú Pueblo mit seiner Mission, 1677 wurde es von Piro-Indianern und Spaniern wiederbesiedelt, 1680 während des Pueblo-Aufstands wurde es jedoch endgültig verlassen, heute sind keine oberirdischen Überreste/Ruinen des Pueblos erhalten bzw. gefunden worden.)
      - Bear Mountain Pueblo
      - Magdalena Pueblo

    - Tompiro (heute offiziell nicht als eigenständige Ethnie mehr anerkannt, bewohnten bis Ende des 17. Jahrhunderts mehrere große bedeutende Pueblos, wichtige Mittelsmänner zwischen nomadische Plains-Stämmen im Osten und den Rio Grande Pueblos im Westen, waren zusammen mit den sprachlich eng verwandten Piro wichtige Alliierte der Spanier und beteiligten sich nicht am Pueblo-Aufstand, ihre einstigen Pueblos sind heute Teil des Salinas Pueblo Missions National Monument.)
      - Abó Pueblo (ca. 1300 gegründet beherbergte es ca. 800 Personen, wurde auf Grund von Seuchen, Dürren, Apachen-Raubzügen 1673 endgültig aufgegeben, seine Bewohner siedelten danach unter den anderen Südliches Tiwa-sprachigen Rio Grande Pueblos und im Süden im Ysleta del Sur Pueblo.)
      - Tabirá Pueblo (auch: „Pueblo Blanco“, wurde ebenfalls 1677 endgültig aufgegeben.)
      - Pueblo de las Humanas bzw. Las Humanas (auch: „Jumano Pueblo“, heute meist: „La Gran Quivira“ genannt, Eigenbezeichnung wahrscheinlich Cueloze, gegründet ca. 1300 war es in den 1580er mit ca. 3.000 Bewohnern das größte und südlichste Tompiro-Pueblo und ein Zentrum des Salzhandels mit nomadischen Jumano am Zusammenfluss von Concho und Rio Grande sowie evtl. auch mit Jumano am Pecos River weiter im Osten und Norden auf den Südlichen Plains, durch Zwangsarbeit, Enteignung und eingeschleppten Seuchen seitens der Spanier bereits geschwächt, erzeugten Dürreperioden in den 1660er Jahren Hungersnöte - 450 Bewohner starben alleine 1668, Raubzüge und Sklavenjagden benachbarter Apachen führten 1672 zur Aufgabe von „Las Humanas/Jumano Pueblo“, seine Bewohner siedelten danach unter den anderen Südliches Tiwa-sprachigen Rio Grande Pueblos und im Süden im Ysleta del Sur Pueblo.)

Tewa (Tano)
- - Rio Grande Tewa (die sechs Rio Grande Tewa-Pueblo-Völker sind Teil der Eight Northern Pueblos und waren historisch daher enge Verbündete der Jicarilla Apache und Südlichen Ute Bands gegen die Reiterstämme der Südlichen Plains - Comanche, Kiowa, Kiowa-Apache, Südliche Cheyenne und Südliche Arapaho.)
    - Ohkay Owingeh Pueblo („[Dorf am] Ort des starken Volkes“, bis November 2005 offiziell „San Juan Pueblo“ genannt, traditionell war San Juan (O'ke in Tewa) ein militärisch-politisch bedeutsames Zentrum, dessen Bevölkerung so mächtig war, dass nur ein Eingeborener von „O'ke“ für benachbarte Pueblo-Völker den Krieg erklären konnte, daher gehörte Popé (obwohl er meist als „Taoseño (Taos Pueblo)“ bezeichnet wird) - Führer und Organisator des Pueblo-Aufstands von 1680 - dem Ohkay Owingeh Pueblo an. Heute ist es Sitz des Eight Northern Pueblos Council.)
    - Yuque Yunque Pueblo (lag am Westufer des Rio Grande direkt gegenüber von „Ohkay/O'ke Owingeh“ (damals als „Caypa“ bezeichnet) und begrüßte die Spanier freundlich, die beiden verwandten Caypa und Yuque Yunque Pueblos boten Letzteres als Siedlungs- und Rastplatz den Spaniern an - Juan de Oñate gründete 1598 nahe dem nun „San Gabriel de Yungue-Ouinge“ genannten Pueblo mit San Juan de los Caballeros - dem heutigen Española, die erste Hauptstadt des Königreichs Santa Fe de Nuevo México des Vizekönigreich Neuspaniens, 1610 wurde diese nach La Villa Real de la Santa Fe de San Francisco de Asís - dem heutigen Santa Fe (in Tewa: Ogha Po'oge - „White Shell Water Place“) verlegt.)
    - Santa Clara Pueblo (Eigenbezeichnung Kha'po Owingeh / Kha'p'o Owinge - „[Dorf am] Ort des singenden Wassers“, „[Dorf am] Ort der Wildrosen“, heute „Santa Clara Pueblo“.)
    - San Ildefonso Pueblo (Eigenbezeichnung Po-Woh-Geh-Owingeh / P'ohwhóge Owingeh / Po-woh-ge-oweenge - „[Dorf am] Ort wo das Wasser durchbricht“, heute „Pueblo de San Ildefonso“.)
    - Pojoaque Pueblo (span. Ableitung ihrer Eigenbezeichnung für das Pueblo als P'osuwaege Owingeh / Po’su wae geh / Po-Suwae-Geh - „[Dorf am] Ort zum Wassertrinken“ bzw. „[Dorf bei der] Wassersammelstelle“, heute „Pojoaque Pueblo“.)
    - Nambé Pueblo (span. Ableitung ihrer Eigenbezeichnung als Nambe O-Ween-Ge / Nambe Owingeh / Nambé Oweenge - „[Dorf am] Ort der runden Erde/runden Erdwalls“, heute „Pueblo of Nambe“.)
    - Tesuque Pueblo (span. Ableitung ihrer Eigenbezeichnung für das Pueblo als Te Tesugeh Oweengeh / Tetsuge Owingeh - „[Dorf] an der engen Stelle der Pappeln“, heute „Pueblo of Tesuque“.)

  - Hopi-Tewa oder Arizona Tewa (Tewa-Flüchtlinge die nach dem Pueblo-Aufstand 1680 bei den Hopi im Westen Zuflucht fanden, Eigenbezeichnung Tʰáánu Tééwa, die Spanier übernahmen dies als „Tano“ bzw. „Tewa“, die Hopi als Hááno/Háánòwɨ – „Östliches Volk“, „Volk aus dem Osten“, später anglisierten die Amerikaner die Hopi-Bezeichnung zu „Hano“, die Hopi-Tewa bezeichnen sich heute bevorzugt als Tewa; die Hopi-Tewa/Arizona Tewa sind zweisprachig und können Hopi fließend, zudem verfügten sie auch über Kenntnisse in Spanisch und Navajo, so dass sie traditionell für die Hopi-Anführer als Dolmetscher dienten - dies kontrastiert zu den Hopi, die im Allgemeinen kein Tewa sprechen können - obwohl die Hopi oftmals Navajo begrenzt beherrschen.)
    - Hano Pueblo auf der First Mesa und die Siedlung „Polacca/Poo la ka ka“ am Fuß der First Mesa

Jemez/Towa (Jemez Towa)
- - Gíusewa Pueblo („Heiße Quellen“, da dieses Pueblo in den Jemez Mountains entlang des Jemez River nahe Thermalquellen lag, ca. 1560 errichtet umfasste es ca. 200 Zimmer und zwei Kivas, wurde während des Pueblo-Aufstands 1680 endgültig aufgegeben, die Bewohner schlossen sich vermutlich den „Jemez Pueblo“ an.)
  - Jemez Pueblo (span. Ableitung ihrer Eigenbezeichnung als Hį:mįsh bzw. Hee-meesh / Hemish, ihre als Jemez Pueblo bekannte Siedlung bezeichnen sie als Walatowa - „Das ist der [richtige] Ort“, einzig verbliebene Towa-sprechende Pueblo. heute „Pueblo of Jémez“ bzw. „Jémez Pueblo“.)
  - Pecos Pueblo (Eigenbezeichnung: Cicuye bzw. Ciquique, mit ca. 2.000 Bewohnern eines der größten Pueblos und historisch ein bedeutendes Handelszentrum am Rand der Südlichen Plains - nur „Picuris Pueblo“ konnte es mit seiner Handelsmacht aufnehmen, versuchte an Traditionen festzuhalten und trotzdem mit den Spaniern auszukommen, musste jedoch auf Grund wiederkehrender Überfälle der Comanchen 1838 endgültig aufgegeben werden, die überlebenden Bewohner zogen ins ebenfalls Towa-sprachige „Walatowa/Jemez Pueblo“.)
- Östliche Keres (die „Keres-Sprachen“ werden aktuell zu den isolierten Sprachen gezählt.)
  - Cochiti Pueblo (span. Ableitung der indigenen Bezeichnung des Pueblos als Kotyit [kʰocʰi̥tʰ] - „Vergessen“, manchmal wird jedoch auch Katyete bzw. Ko-chits - „steinerne Kiva“ genannt, die Keresan-Bezeichnung für die Cochiti Pueblo lautet jedoch Kʾúutìimʾé - „Volk aus den Bergen, d. h. die Cochiti Pueblo“, ist das nördlichste keresansprachige Pueblo, offiziell „Pueblo de Cochiti“.)
  - San Felipe Pueblo (Eigenbezeichnung: Katishtya - „Volk am Ort [unten am Fluss], wo die Weißen Muscheln sind“, gilt als ein sehr konservatives Pueblo, heute offiziell „Pueblo of San Felipe“.)
  - Kewa Pueblo (bis 2009 als „Santo Domingo Pueblo“ bezeichnet, das ursprünglich als Díiwʾi bezeichnete Pueblo und die Dîiwʾamʾé - „Volk vom Díiwʾi/Kewa Pueblao“ gelten heute als ein sehr konservatives Pueblo.)
  - Zia Pueblo (span. Ableitung der Eigenbezeichnung Tsi'ya / Ts'ia - „Sonnensymbol“ für das Zia Pueblo, die Zia Pueblo nannten sich daher Tsʾíiyʾamʾé - „Volk vom Tsi'ya Puebloe“, neben Keresan, sprechen viele Zia Pueblo ebenfalls Spanisch, einige sprechen Navajo und die meisten auch Englisch, das rot-gelbe Zia-Sonnensymbol ist das offizielle Abzeichen des Staates New Mexico, das auf der Staatsflagge erscheint und von der New Mexico Legislative in ihrem Gruß „Ich grüße die Flagge von New Mexico“ übernommen wurde, heute „Zia Pueblo“.)
  - Santa Ana Pueblo (das Tamaiya / Dámáyá genannte heutige Santa Ana Pueblo liegt am Nordufer des Jemez River, Eigenbezeichnung Tamayame / Dámáyámʾé - „Person von Tamaiya / Dámáyá Pueblo“ bzw. Dámáyàamʾèetrạ - „Volk von Tamaya Pueblo“, heute neben dem Hauptpueblo drei weitere Dörfer namens Rebahene, Ranchitos und Chicale, heute „Santa Ana Pueblo“.)

Westliche Pueblo
- Westliche Keres (die „Keres-Sprachen“ werden aktuell zu den isolierten Sprachen gezählt.)
  - Acoma Pueblo (span. Adaption des Acoma-Worts ʔáák'u̓u̓m̓é - „Person/Volk aus ʔáák'u, d. h. Acoma Pueblo“. Der Name hat keine Bedeutung in der modernen Acoma-Sprache. Einige Stammesautoritäten verbinden ihn mit dem ähnlichen Wort Haak'u / Háák'u - „Ort der vorbereitet ist“, andere meinen es bedeute „Der Ort, der immer war“. Andere Quellen geben als Eigenbezeichnung Áakʾùumʾé - „Person/Volk des weißen Felsens“. Der Name bedeutet nicht wie oft behauptet „Himmelstadt“, heute „Acoma Pueblo“.)
  - Laguna Pueblo (span. „kleiner See“, Ableitung ihrer Bezeichnung für das Lagune Pueblo als Ka'waika / Kawaika'a - „kleiner See“, daher die Eigenbezeichnung als Kʾáwáigamʾé - „Volk am/vom kleinen See“ - diese Namen bezogen sich auf einen heute ausgetrockneten See nahe dem Pueblo, bewohnen das heute größte keresansprachige gleichnamige Laguna Pueblo sowie heute sechs weitere Dörfer (jeweils mit eigener Kirche, Schutzpatron und Festen) New Laguna, Encinal, Mesita, Paguate, Paraje und Seama, heute „Pueblo of Laguna“.)
- Zuñi-Sprache (die „Zuñi-Sprache“ bzw. das Shiwi'ma - „Mundart der Zuñi/Zuni“ wird aktuell zu den isolierten Sprachen gezählt.)
  - Zuni bzw. Zuñi („Zuñi“ ist eine span. Adaption der keresansprachigen Pueblo-Völker für das Zuni Pueblo als Sɨ̂‧ni / Səəni / Sunyi bzw. für die Zuni als Siinyyitsi / Səənim'e / Su'nyitsa, Eigenbezeichnung als (Singular) Shiwi - „[Person] aus Fleisch“ bzw. (Plural) A:Shiwi - „[Volk aus] Fleisch, d. h. die Zuni“, abgeleitet von a:(w) – „Plural“ + shiwi „Fleisch“, die Spanier identifizierten neben Quivira die historischen sechs Zuni-Pueblos - Halona, Hawikuh, Kiakima/Kyakima, Kwakma/Kwakina, Kechipbowa/Kechipaun und Matsaki/Matsakya - als Teil der sagenhaften Sieben Städte von Cibola, die Zuni leben entlang der beiden Quellflüsse Rio Nutria und Rio Pescado des Zuñi River (Akwałina Yala:wa), eines Nebenflusses des Little Colorado Rivers (K'ya:wanna: Ahonnane), bewohnen neben dem Hauptpueblo noch folgende Dörfer „Black Rock“ am Südufer des Zuñi River, „Tsediijih (Upper Nutria)“ und „Taiakwin / Tâya-qin / Tawyakwin (Lower Nutria)“ entlang des Rio Nutria, „Heshoda Ts'ina / Hé'shâkta-tsína (Pescado)“ am Rio Pescado und „Ky'áp-qaina / Kyapkwainakwin (Ojo Caliente)“, heute „Pueblo of Zuni“.)
    - Halona:wa / Halona: Idiwan’a / Halona Idiwan’a („Ort im Zentrum“, eine der sog. Sieben Städte von Cibola beiderseits des Zuñi River gelegen und gegenüber dem heutigen Zuni Pueblo, wurde durch die Spanier während des Pueblo-Aufstands zerstört und danach nicht wieder aufgebaut, die Zuni errichteten spätestens ab 1703 dort das heutige Zuni Pueblo, das sie ebenfalls als Halona Idiwan’a - „Ort im Zentrum“ bezeichneten.)[53]
    - Hawiku / Hawikku / Hawikuh[54] („[Kau]Gummiblätter“, oft als „Zuñi-Hauptstadt“ bezeichnet und mit ca. 700 Bewohnern die größte der sog. Sieben Städte von Cibola, die spanischen Chronisten bezeichneten Hawikku als Cevola, Tzibola bzw. Cibola (woraus sich die Bezeichnung für die „Sieben Städte von Cibola“ ableitet), wegen Apachen-Überfälle 1672 aufgegeben, ca. 24 km südwestlich des Zuñi-Pueblo, nahe der Sommer-Siedlung Ojo Caliente / Kyapkwainakwin)
    - Kechiba:wa / Kechipbowa / Kechipauan („Gips Platz“, eine der sog. Sieben Städte von Cibola mit 824 Räumen und ca. 1000 Bewohnern auf einer Mesa östlich der Sommer-Siedlung von Ojo Caliente, von ca. 1425 bis zum Pueblo-Aufstand 1680 bewohnt, danach aufgegeben, 24 km südöstlich des Zuñi-Pueblo)
    - Kyaki:ma / Kyakima / Kiakima („Heimat der Adler“, eine der sog. Sieben Städte von Cibola mit 830 Räumen und ca. 1.000 Bewohnern am südwestlichen Fuß der Dowa Yalanne/Towayalane/Taaiyalana Mesa („Mais Berg bzw. Samen Berg“, allgemein jedoch als „Thunder Mountain“ bekannt), von ca. 1400 bis zum Pueblo-Aufstand 1680 bewohnt, danach aufgegeben, ca. 46 km südöstlich des Zuñi-Pueblo)
    - Kwa’kin’a / Kwakma / Kwakina (eine der sog. Sieben Städte von Cibola 11 km südwestlich des Zuñi-Pueblo)
    - Mats’a:kya / Matsakya / Matsaki (eine der sog. Sieben Städte von Cibola nordwestlich der Dowa Yalanne/Towayalane/Taaiyalana Mesa („Mais Berg bzw. Samen Berg“, allgemein jedoch als „Thunder Mountain“ bekannt), ca. 5 km östlich des Zuñi-Pueblo.)
    - Heshoda Ayahltona / Heshota Ayathltona („alte Gebäude auf der Hochebene/oben auf der Mesa“, da dieses Pueblo mit ca. 500 Räumen und ca. 2.500 Bewohnern zwischen 1540 und 1692 allen Bewohnern der sechs historischen Zuni-Pueblos als Zuflucht vor den Spaniern diente, befand sich auf dem Gipfel der Dowa Yalanne/Towayalane/Taaiyalana Mesa („Mais Berg bzw. Samen Berg“, allgemein jedoch als „Thunder Mountain“ bekannt), später nutzten immer wieder einzelne Zuni-Familien die Mesa als Zuflucht vor räuberischen Apache, spätestens ab 1703 errichteten die Zuni das heutige Zuni Pueblo und nannten es ebenfalls „Halona: Idiwan’a / Halona Idiwan’a“, die anderen ehemaligen Zuni-Pueblos wurden aufgegeben, ca. 6 km südöstlich des Zuñi-Pueblo)
    - Halona: Idiwan’a / Halona:wa Idiwan'a („Ort im Zentrum“ - das heutige „Zuni Pueblo“ bzw. „Pueblo de Zuñi“, heute meist Shiwinna genannt)
    - Taiakwin / Tâya-qin / Tawyakwin („Ort der Pflanzung“, entlang des Unterlaufs des Rio Nutria gelegen, daher als „Lower Nutria“ bezeichnet, ca. 37 km nordöstlich des Zuñi-Pueblo)
    - Tsediijih (entlang des Oberlaufs des Rio Nutria gelegen, daher als „Upper Nutria“ bezeichnet.)
    - Ky'áp-qaina / Kyapkwainakwin („heißes Wasser kommt heraus“, daher heute als „Ojo Caliente“ bezeichnet, ca. 23 km südwestlich des Zuñi-Pueblo)
    - Heshoda Ts'ina / Hé'shâkta-tsína („Ruine mit Markierungen/Zeichnungen“ am Rio Pescado, da es auf den Ruinen einer vorherigen Siedlung erbaut wurde, deren Wände von Zeichnungen bedeckt waren, heute als „Pescado“ bezeichnet, ca. 24 km östlich des Zuñi-Pueblo)[55]
- Nördliches Uto-Aztekisch
  - Hopi (abgeleitet von der Eigenbezeichnung als Hopituh Shinumu – „friedfertiges Volk“, heutiger „Hopi Tribe of Arizona“ sowie als Minderheit Teil der „Colorado River Indian Tribes“.)
    - First Mesa („Erste Mesa“, auch: „Östliche Mesa“, mit drei Siedlungen: Walpi (Waalpi/Wàlpi), Hano Pueblo (Hano-Tewa/Hanoki) und Sichomovi (Sitsomovi).)
    - Second Mesa („Zweite Mesa“, auch: „Mittlere Mesa“, mit drei Siedlungen: Shongopovi (Songòopavi), Mishongnovi (Musangnuvi) und Shipaulovi (Sipaulovi).)
    - Third Mesa („Dritte Mesa“, auch: „Westliche Mesa“, mit drei Siedlungen: Hotevilla (Hotvela), Bakavi (Paaqavi) und Oraibi (Orayvi/Old Oraibi).)
- Cahita
  - Bamoa
  - Cinaloa
  - Mayo
  - Tehueco
  - Yaqui
  - Zuaque
- Coahuiltec
  - Borrado
  - Mariame
- Karankawa
  - Coapite
  - Coco
  - Karankawa (eigentliche Karankawa)
  - Kohani
  - Kopane
- Pima
- Seri
- Sobaipuri
- Tarahumara
- Tepehuan
- Toboso
  - Osatayogliglas
  - Guazapayogliglas
  - Chichitames
  - Sisimbles
- Tohono O’Odham, Papago
- Guarijio (Huarijío, Maculái, Macurái, Macurawe, Varihío, Varijío, Varohio, Vorijío, Vavrohio)

## Kulturareal Großes Becken
Das südlich des Plateaus und östlich von Kalifornien gelegene Kulturareal des Großen Beckens (Great Basin) ist das größte Endorheische Becken Nordamerikas und war eine durch Becken und Senken geprägte Hochebene, die durch Binnenflüsse entwässert wurde, die nicht ins Meer entwässerten, sondern oftmals in Endseen mündeten, die auf Grund der Verdunstung zugleich oft Salzseen waren. Das Great Basin erstreckte sich zwischen der Wasatchkette im Osten sowie der Sierra Nevada und der Kaskadenkette im Westen im heutigen Nevada sowie einigen angrenzenden Teilen von Oregon, Idaho, Utah, Arizona und Kalifornien. Das Gebiet war sowohl durch das humide Klima in den hohen Bergen und Bergwäldern als auch durch die semiariden oft wüstenähnlichen tiefen Tälern und Senken geprägt. Zudem wird das Great Basin oftmals unter den Binnenwüsten gelistet, da ein großes Gebiet durch Steppen, Stein, Sand - und Salzwüsten und meist trocken liegenden Bach- und Flussläufen sowie Canyons geprägt war. Der untere Bereich der Berge ist mit Gräsern bewachsen, weiter oben bestimmen Wälder das Bild. Über der Waldgrenze fanden die Bewohner verschiedenste Kräuter. Die meisten indigenen Gruppen lebten allerdings in den tiefergelegenen Teilen der Berge oder in den Tälern, die abflusslose Einzugsgebiete bilden. Die Nahrungsbeschaffung gestaltete sich den klimatischen Bedingungen zufolge recht schwierig. Die Mahlzeiten bestanden aus Piñon-Nüssen, Grassamen und zum Teil aus Jagdbeute. Wo das Klima es zuließ, wurde in bescheidenem Umfang auch etwas Maisanbau betrieben. Alle Stämme und Völker des Great Basin - Shoshone, Ute, Mono und Northern Paiute. (mit Ausnahme der Washoe im Westen) gehörten den Numic-sprachigen Völkern aus der uto-aztekischen Sprachfamilie an. Diese Völker – mit Ausnahme der Ute und Nördlichen Shoshone – wurden oftmals von den Siedlern verächtlich Diggers („Ausgräber“, „Gräber“) oder Digger Indians genannt (wahrscheinlich, da sie im Boden mit einem Grabstock nach essbaren Wurzeln gruben); diese Bezeichnung wird heute jedoch als beleidigend von den indigenen Völkern zurückgewiesen.
Zentrales Numic-sprachige Völker
Shoshone (ist ein Sammelbegriff für verschiedene Stammesgruppen die jeweils Varianten des Shoshoni sprachen sowie der Timbisha (die zwar nicht „Shoshoni“ sprachen - jedoch historisch-kulturell meist zu den „Shoshone“ gezählt werden); „Shoshone“ leitet sich aus Begriffen ihrer Sprache ab: sihun/sihun-na - „hochstehendes/hohes Gras“, soni/so'-nip - „jegliche Art von Gras (auch: Heu)“ oder sonip/sonipeh - „Straußgräser“ und später als Sosoni/Sosona - „Volk des Grases“, vermutlich da sie ursprünglich meist Grashütten (Wickiups) bewohnten oder sich größtenteils von verschiedenen Gräsern und Wurzeln ernährten. Die einzelnen Gruppen nannten sich je nach Dialekt oftmals einfach Neme / Newe / Nümü „Mensch“, „Person“ bzw. Nemenee / Newenee / Nümmi - „die Menschen“, „das Volk“, wörtlich: „Jene, die umherziehen, sich immer bewegen [in „traditionelle Lebensweise“ - um ihren Lebensunterhalt als Sammler und Jäger zu bestreiten]“)
- - Nördliche Shoshone (Eigenbezeichnung: Neme „Mensch“, „Person“, Plural: Nemenee - „die Menschen“, „das Volk“ die „Nördlichen Shoshone“ wurden - wie die Shoshone-Ethnien selbst - ihrerseits nochmals nach ihren geografischen Heimatgebieten in vier regionalen Großgruppen unterteilt, deren Bands jeweils nach ihren primären Nahrungsquellen benannt waren, ihre Stammesgebiete lagen im heutigen Nordosten Idahos und im Norden Utahs.)
    - Mountain Shoshone Bands (wurden als Toyani / Doyahinee - „Volk der Berge“ bzw. auf Grund oftmaliger Mischehen mit benachbarten Bannock als Banaiti Doyanee - „Bannock der Berge“ bezeichnet; heute Teil des „Eastern Shoshone Tribe of the Wind River Indian Reservation“ sowie als Teil der sog. Lemhi Shoshoni ebenfalls Teil der „Shoshone-Bannock Tribes of the Fort Hall Reservation“.)
    - Nordwestliche Shoshone Bands (ihre heutige Bezeichnung bezieht sich auf die geographische Lage ihres Stammesterritoriums, das nördlich der „Westlichen Shoshone“ und westlich der anderen „Nördlichen Shoshone Bands“ im Nordosten Nevadas und im Süden Idahos, heutige „Northwestern Band of the Shoshone Nation“.)
    - Westliche Bands der Nördlichen Shoshone (Yahandeka / Yahantikka / Yakandika - „Murmeltier-Esser“, bilinguale Nördliche Shoshone-Nördliche Paiute/Bannock Bands, unterteilten sich wiederum in drei geographische Hauptgruppen)
      - Boise (River) Shoshone (bilinguale lokale Nördliche Shoshone und Koa'aga'itöka („(in Fallen gefangene)-Lachs-Esser“) Band der Nördlichen Paiute vom Lower Boise River bis zum Payette River; heute Teil der „Shoshone-Bannock Tribes der Fort Hall Reservation“.)
      - Bruneau (River) Shoshone (waren nur in bilinguale Shoshone-Nördliche Paiute Lokalgruppen organisiert, lebten hauptsächlich südlich des Snake River entlang des Bruneau River und vom Goose Creek bis zum Owyhee River im Südwesten von Idaho, bestanden aus lokalen Nördlichen Shoshone und den Tagötöka/Taga Ticutta („Esser der Knollen/Wurzeln der Wüsten-Petersilie“) und Wadadökadö/Wadatika („Wada-Wurzel- und Grassamen-Esser“) Bands der Nördlichen Paiute; heutige „Shoshone-Paiute Tribes of the Duck Valley Reservation“ sowie Teil der „Shoshone-Bannock Tribes“.)
      - Weiser Shoshone (heute wird als indigener Name manchmal Shewoki / Sohuwawki Shoshone genannt, da sie ihr Stammesgebiet entlang des Lower Weiser River bis zu New Plymouth als Shewoki, Si.wo.kki?i bzw. Su:woki - „von Weiden gestreift“ bzw. „Reihe von Weiden“ bezeichneten, bilinguale Nördliche Shoshone-Nördliche Paiute Bands aus Bruneau und Boise Shoshone sowie Wadadökadö/Wadatika („Wada-Wurzel- und Grassamen-Esser“) und Koa'aga'itöka („(in Fallen gefangene)-Lachs-Esser“) Bands der Nördlichen Paiute; heute Teil der „Shoshone-Bannock Tribes“.)

    - Fort Hall Shoshone Bands (Boho'inee, (Pohogwe / Pohoini - „Wüsten-Beifuß-Esser“, bilinguale Shoshone-Bannock Bands der Snake River Plain im Südosten von Idaho, lebten in der Wind River Range und im Wind River Basin, entlang des Snake River bis zu den Upper und Lower Salmon Falls bei Hagerman, überwinterten im Gebiet des später dort errichteten Handelspostens Fort Hall und beanspruchten auch die Camas Prairie im Süden Idahos; heutige „Shoshone-Bannock Tribes“ der Fort Hall Reservation - oftmals einfach auch als „Sho-Bans“ bezeichnet.)

  - Westliche Shoshone (Eigenbezeichnung: Newe - „Mensch“, „Person“, Plural: Newenee - „die Menschen“, „das Volk“; lebten in mehreren Bands vom Death Valley und Panamint Valley in Kalifornien in Zentral-Idaho, Nordwesten von Utah, Zentral-Nevada und bis zum Death Valley und Panamint Valley in Kalifornien, nannten sich So-so-goi – „jene, die zu Fuß wandern“ oder Shoshoko – „jemand, der ein Pferd findet“)
- Gosiute oder Goshute/Goshiute (auch: Go-sha-utes, Goship-Utes, Goshoots, Gos-ta-Utes, Gishiss, Goshen Utes, Kucyut, Gosiutsi, abgel. von ihrem Autonym als Kutsipiuti, Gutsipiuti bzw. Kuttuhsippeh - „Volk der trockenen Erde, Volk der Wüste“, wörtlich: „Staub, trockene Asche Volk“, bezeichneten sich jedoch oft je nach Dialekt einfach als newe, nɨwɨ, neme - „Person“, „Mensch“ oder newenee, nɨwɨnɨɨ, nemenee - „Volk“, auf Grund der heutigen Stammesbezeichnung „Gosiute/Goshute“ wurde fälschlicherweise eine besondere sprachlich-kulturelle Nähe zu den „Ute“ vermutet, kulturell werden sie jedoch als Gruppe der „Westlichen Shoshone“ betrachtet und zusammen mit den „Timbisha“ oft als „Südliche Shoshone“ bezeichnet, lebten im Salt Lake Valley südwestlich des Great Salt Lakes, zwischen dem Steptoe Valley und der Schell Creek Range im Osten Nevadas ostwärts bis zum Oquirrh-Gebirge sowie vom Südufer des Great Salt Lakes südwärts bis zu einem Gebiet, das fast parallel zum Südufer des Utah Lakes im Westen von Utah verlief, heutige „Confederated Tribes of the Goshute Reservation“ und „Skull Valley Band of Goshute Indians of Utah“.)
- Timbisha oder Koso/Panamint[57] (auch: Tümpisa Shoshone, California Shoshone, Death Valley Shoshone, Koso Shoshone, Panamint Shoshoni, Panamint, Coso, Koso bezeichnet, die vormals üblichen Bezeichnungen als „Koso“ bzw. „Panamint“ leiten sich vermutlich von der „Panamint Valley Band“ als pakatüh/paa(ttsi)/pakatüh - „Wasser“ und nïwïnsti - „Person“ ab sowie von Koosotsi - „Volk vom Gebiet der Coso Hot Springs“, dem Namen einer Lokalgruppe der „Little Lake Band“, ihre Eigenbezeichnung lautet Nümü Tümpisattsi - „Death Valley Volk“; wörtlich: „Menschen vom Ort der roten Ockerfarbe“), manchmal bezeichneten sie sich nach einer wichtigen Nahrungsquelle als Tsakwatan Tükkatün - „Chuckwallas Esser“, oft jedoch einfach Nümü - „Person“ bzw. Nümmi - „Volk“, kulturell werden sie als Gruppe der „Westlichen Shoshone“ betrachtet und zusammen mit den „Gosiute/Goshute“ oft als „Südliche Shoshone“ bezeichnet, heutiger „Death Valley Timbisha Shoshone Band of California“.)

Westliches Numic-sprachige Völker
Paiute oder Piute (ist ein Sammelbegriff für drei Stammesgruppen die drei Numic-Sprachen sprachen, die jedoch zwei unterschiedlichen Zweigen angehörten - Westliches Numic („Nördliche Paiute“, „Bannock“ und „Mono“) und Südliches Numic („Südliche Paiute“, „Chemehuevi“); trotz vermeintlicher besonderer Nähe stehen die „Nördlichen Paiute“ sowohl sprachlich-kulturell den „Bannock“ und „Mono“ somit näher als den „Südlichen Paiute“, die sprachlich-kulturell den „Kawaiisu“ und „Ute“ näher stehen. Oftmals bildeten die „Nördlichen Paiute“ und „Bannock“ mit „Nördlichen und Westlichen Shoshone“ bilinguale Bands und wurden als Snake Indians oder auch Shoshone bezeichnet; die „Bannock“ (ursprünglich eine „Nördliche Paiute Band“) und Chemehuevi (ursprünglich eine „Südliche Paiute Band“) werden heute als eigenständige Ethnien betrachtet und nicht zu den „Paiute / Piute“ gezählt. Der Begriff „Paiute / Piute“ hat vermutlich die gleiche Herkunft wie das Autonym der Bannock mit der Bedeutung „Wasser Volk“.)
- - Nördliche Paiute (früher meist Paviotso genannt - eine leicht abwertende Shoshone-Bezeichnung für „Nördliche Paiute Bands“ in Nevada oder als Snake Indians bezeichnet – einem Sammelbegriff für verbündete Nördliche Paiute, Nördliche Shoshone und Bannock, Eigenbezeichnung: Numa / Numu - „Volk“, „die Menschen“, ihre Bands lebten im Nordosten Kaliforniens, Nordwesten Nevadas, Osten Oregons und Süden Idahos, waren kriegerischer als die „Westlichen Shoshone“ und ähnelten in ihrer Lebensweise den „Nördlichen Shoshone-Bannock“ sowie auf Grund des Fischfangs den Plateau-Stämmen.)
  - Mono oder Monache / Monoache („Salzfliegenlarven-Esser“, ein Lehnwort der feindlichen Yokuts, die hiermit jedoch die „Kucadikadi Band“ der „Nördlichen Paiute“ bezeichneten, lebten beiderseits der Sierra Nevada im Grenzgebiet von Kalifornien und Nevada, untergliederten sich in zwei regionale Stammes-bzw. Dialektgruppen, wobei die Grenze die Sierra Nevada bildete. Sie dürfen nicht mit den historisch irreführend als „Mono Lake Paiute/Paviotso“ oder „Western Mono“ bezeichneten „Kucadikadi Band“ der „Nördlichen Paiute“ verwechselt werden.)
    - Owens Valley Paiute (Östliche Mono) (Eigenbezeichnung als Numa, Nuumu, Nüümü - „Volk“, „die Menschen“ oder in Abgrenzung zu anderen Völkern als Nün‘wa Paya Hup Ca’a‘ Otuu’mu - „Kojote's Kinder, die im Wassergraben, d. h. im Owens Valley leben“, da ihr mythologischer Ahne Trickster Kojote war, heutige „Big Pine Paiute Tribe of the Owens Valley“, „Bishop Paiute Tribe“, „Paiute-Shoshone Indians of the Lone Pine Community of the Lone Pine Reservation“, „Bridgeport Indian Colony (BIC)“, „Fort Independence Indian Community of Paiute Indians“ sowie „Utu Utu Gwaitu Paiute Tribe of the Benton Paiute Reservation“.)
    - Westliche Mono (Mono oder Monache) (Eigenbezeichnung als Nyyhmy, Nim, Nimi, Nium - „Volk“, „die Menschen“, heutige „Northfork Rancheria of Mono Indians of California“, „Big Sandy Rancheria of Mono Indians of California“, „Cold Springs Rancheria of Mono Indians of California“, „Table Mountain Rancheria of California“ sowie der „Tule River Indian Tribe of the Tule River Reservation“.)
- Bannock (historisch oft Banate genannt - da die „Östlichen Shoshone“ die Bannock als Bamête/Banaite bezeichneten, dies ist eine Adaption des Bannock Autonyms als Nimi Pan a'kwati, Bana'kwut oder Panaiti - „Wasser-Volk“, ursprünglich eine Splittergruppe der „Nördlichen Paiute“, übernahmen sie die Kultur und Gebräuche ihrer späteren Verbündeten der „Nördlichen Shoshone“, ihre westlichen pferdelosen/pferdearmen Bands wurden meist verächtlich Diggers genannt - die östlichen kriegerischen berittenen und größtenteils die Plains-Kultur übernommenen Bands wurden hingegen Robber Indians genannt, lebten zusammen mit „Nördlichen Shoshone“ oft in bilingualen Bands in der Snake River Plain sowie im Lemhi River Valley im Süden von Idaho, der Bridger Wilderness im Westen Wyomings sowie entlang des Upper Snake River und Salmon River im Osten von Montana und Oregon - die verbündeten Stämme wurden daher oft als „Sho-Ban“ bezeichnet, heutige „Shoshone-Bannock Tribes of the Fort Hall Reservation of Idaho“.)

Südliches Numic-sprachige Völker
Paiute oder Piute
- - Südliche Paiute (von Spaniern früher Payuchi oder auf Grund ihrer Friedfertigkeit Yutas Cobardes - „feige Ute“ genannt, Eigenbezeichnung Nuwuvi - „Volk“, „die Menschen“, lebten am Westufer und der Nordseite des Colorado Rivers und in der Mojave-Wüste im Südwesten Utahs, Nevadas, Südosten Kaliforniens sowie im Norden Arizonas, einzig die Kwaiantikowkets (San Juan Band) lebte am Ostufer des Colorado sowie zwischen dem San Juan River im Norden und dem Little Colorado River im Süden.)
  - Chemehuevi (abgeleitet von der Mohave-Bezeichnung als Camowév / Acimuev / Achiimuuév - „Jene, die mit Fischen spielen“[58], Eigenbezeichnung: Nywy/Nüwü - „Person“, „Mensch“ bzw. Nywywy/Nüwüwü – „Volk“, „die Menschen“, ursprünglich eine Stammesgruppe der „Südlichen Paiute“, waren sie im 19. Jahrhundert südwärts in die östliche Mojave-Wüste und später auf Cottonwood Island in Nevada und im Chemehuevi Valley entlang des Westufers des Colorado River in Kalifornien gezogen, nannten sich daher in Bezug auf die nördlich lebenden „Südlichen Paiute“ oft auch Tantáwats/Tantivaitsiwi – „die Südlichen“, aufgrund der spärlichen Ressourcen in der Wüste lebten sie in kleinen Lokalgruppen als Nomaden, später übernahmen einige Gruppen den Feldbau, da sie nun viele Kulturtechniken der Fluss-Yuma übernommen hatten, werden sie heute als eigenständige Ethnie betrachtet und als Mittler zwischen den Great Basin-Völkern und denen des Südwestens, die Chemehuevi unterteilten sich in drei geographische Hauptgruppen, den Tantiitsiwi („die Nördlichen“), den Tantivaitsiwi („die Südlichen“) sowie den Tiiraniwiwi/Teeranewewe („Wüsten-Volk“), heute „Chemehuevi Indian Tribe“, „Twenty-Nine Palms Band of Mission Indians of California“[59], „Colorado River Indian Tribes“, „Morongo Band of Mission Indians“, „Cabazon Band of Mission Indians“, „Agua Caliente Band of Cahuilla Indians“, „Torres Martinez Desert Cahuilla Indians“ und „Soboba Band of Luiseno Indians“.)
- Ute (die Herkunft konnte bisher aus keiner indigenen Sprache überzeugend abgeleitet werden, die erste Erwähnung des Namens in Form von „Yuta“ ist in spanischen Dokumenten zu finden, es könnte sich jedoch um eine spanische Adaption einer Bezeichnung der Westlichen Apache für die nördlich lebenden Navajo als yutaháⁿ, yú·dàh - „Jene, die weit oben [im Norden] leben“ handeln; eine fehlerhafte Übertragung von Ethnonymen auf ursprünglich nicht mit diesem bezeichnete Gruppen war nicht selten, da die Europäer die einzelnen indigenen Ethnien voneinander nicht unterscheiden konnten, auch: Eastern Ute/Östliche Ute bzw. Plains Ute genannt, Eigenbezeichnung als núuchi-u / noochew / nuciu / nütci / nütciu - „Volk“, die Pluralform von núuchi / nooch / nü / nüni / nütc - „Mensch“, „Person“)
  - Nördliche Ute (lebten im Nordwesten von Colorado und Nordosten von Utah und streiften nordwärts bis zum Little Snake River und zum Fort Bridger am Blacks Fork of the Green River im Südwesten von Wyoming, unterteilten sich in mehrere regionale Bands: den „Yapudttka/'Iya-paa Núuchi“ - „(Yap)Kümmelwurzel-essendes Volk“ bzw. „Wahturdurvah Nooch“ - „Volk entlang des White River“, den „Pahdteeahnooch/Parianuche/Pariyʉ Núuchi/Pa'gcircwá Núuchi“ - „Volk Wasser[rand]“, den „Taveewach/Tavakiev/Tavi'wachi Núuchi“ - „Volk von Sun Mountain, d. h. Pikes Peak“ und den „Muhgruhtahveeach“ bzw. Utah Utes/Uinta Utes - diese umfassten alle Bands des Uintah Basin und Great Salt Lake Basin in Utah, hatten oftmals enge familiäre Kontakte zu „Westlichen Shoshone“, wurden daher oftmals als „Shoshone“ betrachtet, heutiger „Ute Indian Tribe“.)
  - Westliche Ute (unterteilten sich in zwei Bands - den „Moanunts (Moanumts, Moavinunts)“ und den „Pahvant“ - „Volk [nahe] am Wasser“, unterhielten enge familiäre Kontakte zu „Südlichen Paiute Bands“ und hatten viele Kulturtechniken von diesen übernommen, wurden daher historisch oft als Pah-Ute bzw. Paiute-Ute bezeichnet, seitens der US-Regierung wurden sie daher als „Südliche Paiute“ identifiziert, heute als „Koosharem Band of Paiutes“ und „Kanosh Band of Paiutes“ Teil des „Paiute Indian Tribe of Utah (PITU)“.)
  - Mountain Ute (auch: Southern (Südliche) Ute bzw. Weenoochew, Weeminuche, Wiminuc, Guiguinuches genannt, dies ist eine Adaption ihrer Eigenbezeichnung als Weemeenooch bzw. Weenuche/Wʉgama Núuchi - „Volk das an den Traditionen festhält“, waren die isolierteste Ute-Gruppe, daher heute immer noch als konservativste Gruppe bekannt, heutiger „Ute Mountain Ute Tribe“.)
- Kawaiisu (auch: Tehachapi Shoshone, Southern Death Valley Shoshone, Eigenbezeichnung als Nuwu/New-wa/Nu-oo-ah/Niwiwi - „Volk“, „die Menschen“, heute jedoch identifizieren sie sich als „Südliche Paiute“ und bezeichnen sich als Nüwa - „Volk“, „die Menschen“, unterteilten sich in zwei regionale Gruppen: den „Desert (Wüsten) Kawaiisu“ und den „Mountain (Berg) Kawaiisu“, lebten in den Piute Mountains, Scodie Mountains und im Tehachapi Valley und nordwärts über den Tehachapi-Pass bis in die südliche Sierra Nevada in Richtung Lake Isabella und Walker Pass, auf Nahrungssuche suchten sie auch die nördliche Mojave-Wüste, das Antelope Valley, Searles Valley und das südliche Panamint Valley und südwestliche Death Valley auf, heute Teil des „Tule River Indian Tribe of the Tule River Reservation“.)

Isolierte Sprache
- Washoe (abgel. von der Eigenbezeichnung Waashiw, Wá:šiw -„Person von hier“ bzw. Washeshu Itdeh, Wašišiw - „das Volk von hier“, das Zentrum ihres Gebietes befand sich um Lake Tahoe (Washo: dáʔaw/daʔaw/Da ow - „der See“) und reichte nordwärts bis zum Honey Lake, südwärts bis zum West Walker River, Topaz Lake und dem Sonora Pass, westwärts bis zur Sierra Nevada und ostwärts bis zu den Pine Nut Mountains und der Virginia Range, sie waren geographisch und somit teilweise kulturell in vier Dialektgruppen unterteilt, heute bevorzugen sie die Bezeichnung als „Washo“, heutiger „Washoe Tribe of Nevada and California“ sowie Teil der „Reno-Sparks Indian Colony“ und „Susanville Indian Rancheria“.)
  - Welmelti („die Nördlichen“ bzw. „Nördliches Washoe Volk“)
  - Pauwalu / Powalu („die Östlichen“ bzw. „Zentrales / Mittleres Washoe Volk“)
  - Hungalelti („die Südlichen“ bzw. „Südliches Washoe-Volk“)
  - Tanalelti („die Westlichen“ bzw. „Westliches Washoe Volk“)

## Kulturareal Plateau
Dieses Kulturareal umfasste das Interior Plateau in British Columbia (bestehend aus dem Fraser-Plateau geprägt durch den Fraser River und West Road (Blackwater) River sowie dem Thompson Plateau entlang des Thompson River und dem südlich sich anschließenden Columbia Plateau entlang des Columbia River in Teilen der US-Staaten Washington, Oregon und Idaho zwischen der Kaskadenkette und den Rocky Mountains (manchmals als Columbia Basin um das Flussgebiet in British Columbia erweitert)); das Plateau war durch eine gemeinsame Kultur geprägt sowie zumeist durch Binnen-Salish, verschiedene Penuti-sprachige Völker (darunter die Sahaptian und Klamath-Völker) - im äußersten Norden gab es noch Nördliche Athabasken und die Ktunaxa, die eine isolierte Sprache sprachen.

Nördliche Athabasken
- Chilcotin (Tsilhqot'in – „Volk des blauen Wassers“ oder „Volk entlang des Flusses“, Tsilh – „blau“, qo – „Wasser“ und t'in – „Volk“; Namensherkunft: eine Anglisierung ihrer Eigenbezeichnung, lebten entlang des Chilcotin River im Chilcotin Plateau zwischen Fraser River und den Coast Mountains im Süden British Columbias, wurden bekannt durch den Chilcotin-Krieg unter Führung des Häuptlings Klattasine (Lhats'asʔin)[60] (Chinook Wawa: „Wir wissen seinen Namen nicht“), der sich gegen die Erschließung / Durchquerung des Landes während des Cariboo-Goldrauschs vergeblich wehrte)

Carrier („Träger“ oder in älteren Quellen oftmals Taculli, ist eine historische Sammelbezeichnung für zwei Stammesgruppen die zwei eng verwandte Sprachen sprechen, Namensherkunft: englische Übersetzung des Sekani-Namens für „Dakelh-Gruppen“ als Aghelhne oder Aɣelne – „Jene, die etwas tragen“ bzw. „die Träger“, da die Dakelh-Witwen die Asche ihrer verstorbenen Männer drei Jahre lang in einem Tragesack umhertrugen)
- Nicola (River) Athapasken (auch: Thompson River Athapasken, Similkameen, Nicola-Similkameen, ursprüngliche Bewohner des Nicola River Valley und Similkameen River auf dem Thompson-Plateau, werden manchmal als ursprünglich zu den „Chilcotin (Tsilhqot'in)“ zählende Gruppe betrachtet, die ihnen militärischen Schutz bietenden „Swxexmx/Nicola“-Nlaka'pamux bezeichneten sie als Stu'wix/Stuwi'hamuq/Stuwihamuk – „Fremde“ und bildeten zusammen mit der „Spaxomin/Spahomin Band“ der Nördlichen Okanagan und den Nicola Athapasken unter der Führung des Okanagan-Oberhäuptlings Nkwala/N'kwala (anglisiert: Nicola, 1780/1785 — ~1865, Spokane-Name: Hwistesmetxe'qen – „Schreitender Grizzly“) eine mächtige militärisch-politische Stammesallianz, die allg. als Nicola Valley peoples („Völker des Nicola Tals“) bezeichnet wurde, heute „Lower Nicola Indian Band“, „Coldwater Indian Band“, „Nooaitch First Nation“ und „Shackan First Nation“.)

Carrier („Träger“ oder in älteren Quellen oftmals Taculli, ist eine historische Sammelbezeichnung für zwei Stammesgruppen die zwei eng verwandte Sprachen sprechen, Namensherkunft: englische Übersetzung des Sekani-Namens für „Dakelh-Gruppen“ als Aghelhne oder Aɣelne – „Jene, die etwas tragen“ bzw. „die Träger“, da die Dakelh-Witwen die Asche ihrer verstorbenen Männer drei Jahre lang in einem Tragesack umhertrugen)
wahre / eigentliche Carrier (Zentrale / Südliche Carrier)
- - Carrier oder Dakelh (offiziell wird heute die Eigenbezeichnung der südlichen und mittleren Bands als Dakelh / Dakelh-ne – „Volk das über Wasser reist“ (eine Kontraktion der Bezeichnung uda ukelh und ne) gebraucht, die nördlichen Bands bezeichneten sich jedoch als Yinkadinee / Yinka Déné – „Menschen der Welt“.)

Babine (Nadot'en)-Wet'suwet'en (Westliche / Nördliche Carrier)
- - Babine (Yinka Whut'en – „Menschen der Welt“; Namensherkunft: französische Pelzhändler beobachteten beim Erstkontakt, dass Frauen der Babine Labret-Piercings (Lippenpiercings) trugen und nannten sie daher Babine (in etwa „lippig“), lebten entlang des Babine Rivers sowie rund um den Babine Lake, Trembleur Lake und den Takla Lake im zentralen Innern von British Columbia; oft fälschlicherweise als „Nördliche Carrier“ bezeichnet)
  - Wet'suwet'en (Yinka Whut'en – „Menschen der Welt“ und um sich von anderen Gruppen abzugrenzen als Wet'suwet'en bzw. Wit'suwit'en – „Volk vom Bulkley River“; lebten teilweise in den Coast Mountains und Hazelton Mountains sowie im Flussgebiet des Bulkley River (Wet'sinkwha / Wa Dzun Kwuh), einschließlich des Broman Lake und François Lake; oft fälschlicherweise als „Westliche Carrier“ bezeichnet)

Binnen-Salish
I. Nördliche Binnen-Salish
- Secwepemc („Menschen, die sich an einem Ort/Platz ausbreiten/verstreuen“ oder „verstreute Menschen“, die bis heute meist gebräuchliche englische Stammesbezeichnung als „Shuswap“ rührt von shuh-kwehp-im / suh-Wep-muh / she-whep-m der englischen Aussprache der indigenen Eigenbezeichnung her; bildeten eine lose politische Allianz von circa 35 Hausgruppen/Stammesgruppen.)
  - Sexqéltkemc bzw. Shuswap Lake Division/Shuswap Lake Shuswap (heutige „Adams Lake Indian Band“, „Shuswap Indian Band“, „Little Shuswap Indian Band“, „Neskonlith Indian Band“ und „Splats'in First Nation“.)
  - Stietamuk/Styétemx bzw. Lake Division/Lake Shuswap (nach mehreren Epidemien schlossen sich die Überlebenden der „Green Lake/Timber Band“ der heutigen „Canim Lake Band“ an und die Überlebenden der „Lac la Hache Band“ der heutigen „Williams Lake Band“ an.)
  - Setlemuk/Setlomuk/Sétlhemx bzw. Cañon Division/Canyon Shuswap (die „Riske Creek Band“, „North Canyon Band“, „South Canyon Band“ und „Chilcotin Mouth Band“ wurden während der Pockenepidemie an der Pazifikküste Nordamerikas 1862 fast ausgerottet, die Überlebenden finden sich heute zumeist unter der „Esk'etemc First Nation“, einige unter der „High Bar First Nation“.)
  - Stkamlulepsemuk bzw. Kamloops Division/Kamloops Shuswap (heutige „Skeetchestn Indian Band“ und „Tk’emlúps Indian Band“.)
  - Stlemhulehamuk bzw. Fraser River Division/Fraser River Shuswap (die „Soda Creek Indian Band“, „Deep Creek Band“ und „Buckskin [Creek] Band“ schlossen sich zur heutigen „Xat'sull First Nation“ zusammen; die „Dog Creek Band“, „Empire Valley Band“ und die „Canoe Creek Band“ schlossen sich zur heutigen „Canoe Creek Band“ zusammen; die „Alkali Lake Band“ und die „Chilcotin Mouth Band“ schlossen sich zur heutigen „Esketemc First Nation“ zusammen; die „Big Bar Band“ und „High Bar Band“ schlossen sich zur heutigen „High Bar First Nation“ zusammen; die „Clinton Band“ ist die heutige „Whispering Pines / Clinton Indian Band“; die „Williams Lake Band/Sugar Cane Band“ verlor ihre eigenständige Identität.)
  - Tekkakalt/Tqéqeltkemx bzw. North Thompson Division/North Thompson Shuswap („North Thompson Indian Band“ - heutige „Simpcw First Nation“, ein Teil der „Shuswap Indian Band“ - „Kinbasket Shuswap Band“ - ist heute Teil der Ktunaxa.)
  - Zaktcinemuk/Sexcinemx bzw. Bonaparte Division/Bonaparte Shuswap („Pavilion Indian Band“ - heutige „Ts'kw'aylaxw First Nation“, „Bonaparte River Band“ - heutige „Bonaparte Indian Band“ sowie die bereits im 19. Jahrhundert ausgestorbene „Main Thompson (Snekwaˀetkwemx) Band“.)
- St'at'imc oder Lillooet
  - Upper Stʼatʼimc/Stl'atl'imx (Upper Lillooet bzw. Fraser River Lillooet, leben in der Umgebung der heutigen Stadt Lillooet sowie entlang des Fraser River, sie bezeichnen sich im Stʼatʼimcets-Dialekt als STLA'tlei-mu-wh-talk bzw. STLA'-tlei-mu-wh - „Volk von Satʼ (Lillooet)“, heutige „Xaxli’p First Nation (Xaxli’pmec - „Volk von Xa'xlip/Cacli'p (Fountain)“)“, „Bridge River Indian Band (Xwísten - „lächelnder Ort (Bridge River)/lächelndes Volk“)“, „Cayoose Creek Indian Band (Sekw'el'was)“, „T'it'q'et First Nation“, „Ts'kw'aylaxw First Nation (T’s’kw’aylaxw „Volk vom frostigen Ort (Pavilion)“)“.)
  - Lower Stʼatʼimc/Stl'atl'imx (Lower Lillooet bzw. Mount Currie Lillooet, leben in der Umgebung des heutigen Mount Currie, im Pemberton Valley sowie südwärts bis zu Skookumchuck, sie bezeichnen sich im Ucwalmícwts-Dialekt als LEEL'-wat-OOL bzw. Lil̓wat7úl - „das wahre Volk/die wahren Lillooet“, hiervon wurden die Wörter Lillooet und Lilwat abgeleitet, eine weitere Eigenbezeichnung is Ucwalmícw - „Volk des Landes“, heutige „Lil'wat First Nation“, „Samahquam First Nation“, „Skatin First Nations (Skatin - „Volk von Skatin/SkookumChuck“)“, „Douglas First Nation (Xa'xtsa- Volk von Xa'xtsa (Port Douglas)“.)
  - Lakes Lillooet (abgel. von ihrer Eigenbezeichnung als Lexalexamux oder Tsala'lhmec - „Volk am See“; heutige „N'quatqua First Nation“ und „Seton Lake Indian Band (Tsal'alhmec - „Volk am See, dem Seton Lake“)“.))
- Nlaka'pamux oder Thompson (River) Salish/Indians (auch: Ntlakapamux, abgel. von der Eigenbezeichnung einer ihrer zwei Stammesgruppen als Nłeʔkepmxc - „Canyon Volk“, historisch auch als Hakamaugh/Klackarpun oder Couteau/Kootomin/Knife Indians - „Messer-Indianer“ bekannt, oft nannten sie sich einfach Seytknmx - „das Volk“, unterteilen sich in zwei große regionale Stammes- und Dialektgruppen)
  - Nlaka'pamux/Nłeʔkepmxc („Canyon Vok“) bzw. Thompson (River) Salish (mehrere Bands im Fraser Canyon und Thompson Canyon, sprechen Nlaka'pamuctsin; heutige „Ashcroft Indian Band“, „Boothroyd Indian Band“, „Boston Bar First Nation“, „Kanaka Bar Indian Band“, „Oregon Jack Creek Indian Band“, „Spuzzum First Nation“, „Skuppah Indian Band“, „Lytton First Nation“, „Cook's Ferry First Nation“, „Nicomen First Nation“ und die „Siska First Nation“.)
  - Swxexmx/Scw̓̓éxmx („Volk entlang der Bachläufe, d. h. im Nicola River Valley“) bzw. Nicola (mehrere Bands im Tal des Nicola River (Scw'ex – „Bach“ genannt, eines bedeutenden Nebenflusses des Thompson River), sprechen Scw'exmxcin; verbündeten sich mit der „Spaxomin/Spahomin Band“ der Nördlichen Okanagan und den bereits im Nicola-Tal siedelnden - und heute ausgestorbenen - athapaskischsprachigen „Nicola (River) Athapasken/Thompson River Athapasken“ unter der Führung des Okanagan-Oberhäuptlings Nkwala/N'kwala (anglisiert: Nicola, 1780/1785 — ~1865, Spokane-Name: Hwistesmetxe'qen – „Schreitender Grizzly“) zu einer mächtigen militärisch-politischen Stammesallianz, die allgemein als Nicola Valley peoples („Völker des Nicola Tals“) bezeichnet wurde; heutige „Coldwater Indian Band“, „Nooaitch First Nation“, „Shackan First Nation“, „Lower Nicola Indian Band“ und „Upper Nicola Band“.)

II. Südliche Binnen-Salish
Colville-Okanagan (Nsyilxcən)-sprachige Völker (Syilx Völker)
- - Colville[61] (historisch auch als Scheulpi/Chualpay/Swhy-ayl-puh bezeichnet - vermutlich abgeleitet von den Bezeichnungen der benachbarten Coeur d'Alene als „Sqhwiyi̱'ɫpmsh“ und der Spokane als „Sxʷyelpetkʷ“, Eigenbezeichnung: Sx̌ʷýʔłpx - „scharfkantige Bäume“, heute Teil der „Confederated Tribes of the Colville Reservation“.)
  - Sanpoil (Eigenbezeichnung: Sńpʕawílx bzw. Sinpohellechac - „grau, so weit man sehen kann/grau, so weit das Auge reicht“, heute Teil der „Confederated Tribes of the Colville Reservation“.)
  - Nespelem (auch: Nespelim/Nespilim, Aufnahme ihrer Eigenbezeichnung als Nspiləm / Nspilm - „Prairie [Volk]“, umfassten folgende namentlich bekannten Bands: die Suspiluk, die Smasmasalimkuwa, die Snekuktshiptimuk, die Snspiluk, die Wallakazam, die Salkuahuwithlau; lebten vom Upper Nespelem River südwärts bis südlich des Columbia River, werden manchmal als eine Band der Sanpoil betrachtet, heute Teil der „Confederated Tribes of the Colville Reservation“.)
  - Sinkaietk (auch: Lower/Southern Okanagon/Okanagan, die heutige Bezeichnung ist eine Adaption der Eigenbezeichnung als SinEqāie'tku – „Volk vom Wasser, das nicht gefriert (nuqaie'tku), d. h. Lower Okanogan River“, fünf Bands am Zusammenfluss von Columbia und Okanogan River sowie im Lower Okanagan River Valley, heute Teil der „Confederated Tribes of the Colville Reservation“.)
  - Okanagan oder Okanogan (in Kanada Okanagan, in den USA Okanogan oder Northern Okanagon/Okanagan genannt, leitet sich entweder von S-Ookanhkchinx - “transport toward the head or top end” mit Bezug auf die saisonalen Wanderungen zur Jagd und Handel der Syilx vom Okanagan Lake entlang des Okanogan River bis zu dessen Mündung in den Columbia River (lt. Okanagan) oder von Sʔukʷnaʔqín bzw. Uknaqin - “seeing over the top” - „über den Tellerrand schauen“ - könnte jedoch auch heißen „sich an der Spitze [der Völker] stehend sehen“ (lt. Colville Tribes) her, Eigenbezeichnung (je nach Dialekt): Sqilxʷ / Suknaqʼinx / Syilx - „Volk“, heute wird jedoch meist „Syilx“ verwendet, dieses Wort hat mehrere Wurzeln: Yil - „das Fertigen eines Seils [aus mehreren einzelnen Fasern (Personen)]“ + x am Ende hat einen fordernden Charakter, sprich: es wird wörtlich eine Stammesseilschaft bzw. Stammeseinheit verlangt, heute jeweils Teil mehrerer kanadischer First Nations, nur die „Inkamip Band“ hatte sich den Sinkaietk angeschlossen und ist nun Teil der „Confederated Tribes of the Colville Reservation“.)
  - Sinixt (auch: Sin-Aikst, Senjextee, Senijextee oder Arrow Lakes Band, Eigenbezeichnung: Sńʕaýckstx - „Gesprenkelter Fisch“, heute Teil der „Confederated Tribes of the Colville Reservation“.)
  - Methow (auch: Mitois, abgel. von Eigenbezeichnung als Mətxʷu - „Niedrige Hügel um ein tiefes Tal“, heute Teil der „Confederated Tribes of the Colville Reservation“.)

Columbia-Wenatchi (Nxaảmxcín)-sprachige Völker
- - Sinkiuse (auch: Sinkiuse-Columbia wegen ihrer Verbindung zum Columbia River, Eigenbezeichnung: Škwáxčənəxʷ - „Volk, das entlang des Flussufers lebt“, heute Teil der „Confederated Tribes of the Colville Reservation“.)
  - Entiat (Eigenbezeichnung: Šntiyátkʷəxʷ - „Volk entlang des grasbewachsenen Wassers“ oder einfach Nxaʔảmxəxʷ - „die Einheimischen, die hiesigen Menschen“, heute Teil der „Confederated Tribes of the Colville Reservation“.)
  - Wenatchi (auch: Wenatchee, die historisch oft gebräuchliche Bezeichnung als P'squosa/Pisquose leitet sich vom Namen der „Sinpusqôisoh Band“ der Wenatchi ab, die Eigenbezeichnung: Šnp̍əšqʷáw̉šəxʷi - „Volk in der Mitte“, die Mehrheit ist heute Teil der „Confederated Tribes of the Colville Reservation“, eine Minderheit der „Confederated Tribes and Bands of the Yakama Nation“.)
  - Chelan (Adaption der Wenatchi-Variante Tsi-Laan - „tiefes Wasser, d. h. Lake Chelan“ bzw. von ihrer Eigenbezeichnung als Ščəl̕ámxəxʷ - „Volk vom tiefen Wasser, d. h. Lake Chelan“, heute Teil der „Confederated Tribes of the Colville Reservation“.)

Salish-Spokane-Kalispel-sprachige Völker (Montana Salish/Séliš)
- - Flathead (heute vermehrt nach ihrem bevorzugten Rückzugsgebiet - dem Bitterroot Valley - als Bitterroot Salish bezeichnet, um die irreführende Bezeichnung als Flathead - „Plattkopf/Flachkopf“ zu überwinden, von ihrer Eigenbezeichnung als Seliš bzw. Selish/Salish – „das Volk“ leitet sich die Bezeichnung für die Salish-sprachigen Völker (und ihrer Sprache) ab, heute Teil der „Confederated Salish and Kootenai Tribes of the Flathead Nation“.)
  - Spokane (auch: Spokan - wird meist als „Volk der Sonne“ wiedergegeben, lt. einer Stammeslegende leitet sich jedoch der von Spukcane her (dem Geräusch, das eine Schlange verursacht, wenn eine Person auf einen hohlen Baum schlägt, in dem sich die Schlange versteckt), oft wird auch als Autonym Spoqe'ind/Spoqín/Sp'q'n'iʔ/Sp'q'n'i - „Rundkopf“ wiedergegeben (vermutlich grenzten sie sich dadurch zu den benachbarten - nicht Salish-sprachigen Stämmen - ab, bei denen die Abflachung der Stirnpartie mittels Schädeldeformation üblich war), heute nennen sie sich meist einfach Sqeliz bzw. Sqelix͏ʷ - „das Volk, die Menschen“.)
    - Lower Spokane (Untere Spokane) (Eigenbezeichnung als Scqesciɬni/Scqecioni - „Volk von Little Falls“ oder Sineka'lt - „[Volk] bei den Fällen, vermutlich den Little Falls“, heute Teil des „Spokane Tribe of the Spokane Reservation“.)
    - Middle Spokane (Mittlere Spokane) bzw. South Spokane (Südliche Spokane) (Eigenbezeichnung als Snxʷme̓nʔey/Snx'w'meney bzw. Snxʷmeneʔ[62] - „Volk entlang des Steelhead-Forellen-Flusses, d. h. des Little Spokane River“ oder Squasi'lni - „Fischer (nach einem Siedlungsnamen)“, heute ist die Mehrheit Teil des „Spokane Tribe of the Spokane Reservation“ sowie eine kleine Gruppe Teil der „Confederated Tribes of the Colville Reservation“.)
    - Upper Spokane (Obere Spokane) (Eigenbezeichnung als Sntʔtʔúlixʷ/Sntu't'ulixi bzw. Sntuʔtʔulixʷ - „Volk entlang der Wasserfälle“ oder Snxwemi'ne - „Volk am Steelhead-Forellen-Platz“, heute ist die Mehrheit Teil des „The Coeur D’Alene Tribe, Coeur D’Alene Reservation, Idaho“, eine Minderheit Teil der „Confederated Salish and Kootenai Tribes of the Flathead Nation“ sowie eine kleine Gruppe Teil der „Confederated Tribes of the Colville Reservation“.)

  - Kalispel oder Pend d’Oreille (unterteilen sich geographisch-kulturell in zwei abweichende Dialekte sprechende Stammesgruppen, die bezogen auf die Lage ihrer Stammesgebiete entlang des Pend Oreille River (einschließlich des Clark Fork) als Lower Pend d’Oreille/Lower Kalispel bzw. „stromabwärts/flussabwärts lebendes Volk“ oder als Upper Pend d'Oreille/Upper Kalispel bzw. „stromaufwärts/flussaufwärts lebendes Volk“ bezeichnet werden, die Grenze zwischen den beiden Stammesgruppen wird von Forschern bei der heutigen Stadt Plains am Clark Fork River in Montana gezogen, die beiden heute üblichen Stammesbezeichnungen leiten sich einmal aus der Eigenbezeichnung der „Upper Pend d'Oreille/Upper Kalispel“ als Kullyspelm bzw. Ql̓ispé - „Quamash Volk“ ab, da deren essbare Zwiebeln eine wichtige Nahrungsgrundlage darstellten sowie des Exonyms französischer Kolonisten und Händler für die „Lower Pend d’Oreille/Lower Kalispel“ als Pend d’Oreille - „[etwas] hängt am Ohr (herunter)“ in Anlehnung an die großen Muschelohrringe, die von ihnen getragen wurden.)
    - Kalispel oder „Lower Pend d’Oreille/Lower Kalispel“ (auch: Western Kalispel, Idaho Kalispel oder Lake (Pend Oreille) Kalispel, lebten vom heutigen Plains, Montana, westwärts entlang des Clark Fork bis zum Lake Pend Oreille und Priest Lake im Idaho Panhandle und nordwärts (flussabwärts) entlang des Pend Oreille River im Nordosten Washingtons und Südosten British Columbias, wobei sich ihr Stammeszentrum im Gebiet des Lake Pend Oreille befand, heutige „Kalispel Indian Community of the Kalispel Reservation“ und „The Coeur D'Alene Tribe, Coeur D'Alene Reservation, Idaho“.)
    - Chewelah (früher auch als Slate’use oder Tsent bezeichnet, alle Bezeichnungen beruhen auf ihrer Eigenbezeichnung als Slet̓éw̓si – „Volk im Tal“, ursprünglich eine Band der „Lower Pend d’Oreille/Lower Kalispel“, lebten in die Gegend der gleichnamigen Stadt Chewelah im Stevens County in den Chewelah Mountains (auch: Calispell Mountains) sowie im Colville River Valley im Nordosten Washingtons, wurden später militärisch-politisch von den „Lower Spokane (Untere Spokane)“ dominiert, heute als „Chewelah Band of Indians“ Teil des „Spokane Tribe of Indians“.)
    - Pend d’Oreille oder „Upper Pend d'Oreille/Upper Kalispel“ (auch: Eastern Kalispel oder Montana Kalispel, lebten im Nordwesten Montanas östlich von Plains südwärts (flussaufwärts) entlang des Clark Fork fast bis zu Missoula bei der Mündung des Blackfoot Rivers, sowie nordwärts (flussabwärts) entlang des Flathead Rivers bis rund um den Flathead Lake - dieser war unter den Montana-Salish-sprachigen Stämmen als Čɫq̓étkʷ - „breites/weites Wasser“ bekannt, daher war ihr Autonym auch Silkatkmlschi bzw. Sɫq̓etkʷmsčin̓t - „Volk das am Ufer des breiten/weiten Wassers (Flathead Lake) lebt“, heute Teil der „Confederated Salish and Kootenai Tribes of the Flathead Nation“.)

  - Salish-Tunaxe oder Plains Salish (auch: Salish-Tuna'xa/Tona'xa, Eigenbezeichnung Ql̓ispé-Tun̓áx̣n, lebten östlich der kontinentalen Wasserscheide entlang des Sun River, Dearborn River und im Great Falls-Gebiet nördlich der „Bitterroot Salish“ und südlich der nicht Salish-sprachigen „Kutenai-Tunaxe“, zwischen 1700 und 1750 durch mehrere Kriegszüge der westwärts vordringenden berittenen und bewaffneten Blackfoot und zusätzlich durch Epidemien dezimiert, schlossen sie sich fast ausgerottet benachbarten Salish-Stämmen an, heute Teil der „Confederated Salish and Kootenai Tribes of the Flathead Nation“.)
  - Semteuse (auch: Sematuse, vermutlich „leichtsinniges/törichtes Volk“, lebten westlich der kontinentalen Wasserscheide im Bitterroot River Valley und Missoula Valley südwestlich der „Salish-Tunaxe/Tuna'xa/Tona'xa“ sowie südöstlich der „Lower und Upper Pend d’Oreille“, wurden ebenfalls durch kriegerische Auseinandersetzungen mit den Blackfoot und Epidemien fast ausgerottet und schlossen sich ebenfalls benachbarten Salish-Stämmen an, heute Teil der „Confederated Salish and Kootenai Tribes of the Flathead Nation“.)
- Coeur d'Alene (wörtlich: „Herz der Ahle“, gemeint jedoch: „engherzig“, diesen Namen gaben ihnen auf Grund ihres Geschicks und der Hartnäckigkeit bei Preisverhandlungen frustrierte französische und irokesische Pelzhändler, Eigenbezeichnung: Schi̲tsu'umsh bzw. Skitswish - „Das entdeckte Volk“ bzw. „Jene, die hier gefunden werden“, heute „The Coeur D'Alene Tribe, Coeur D'Alene Reservation, Idaho“.)

Penuti-sprachige Völker (Upper und Middle Chinook (Tsinúk)-Völker, Kalapuya-Völker, Takelma, Sahaptian-Völker, Molalla und Klamath-Modoc)
I. Chinook (Tsinúk)-sprachige Völker
- Wasco oder Cascades Indians (auch: Galasqo genannt, die heutige Stammesbezeichnung leitet sich von Wacq!ó - „Tasse, kleine Schale“ ab, dem Namen eines markanten schalenförmigen Felsens in der Nähe des wichtigsten historischen Dorfes, die Wasco Bands auf der Washington-Seite/Nordseite des Columbia Rivers (Wi'mahl - „großer Fluss“ genannt) sind heute Teil der „Confederated Tribes and Bands of the Yakama Nation“, die Wasco Bands auf der Oregon-Seite/Südseite des Columbia Rivers der „Confederated Tribes of Warm Springs“.)
  - Dalles Wasco (auch: eigentl. Wasco, lebten auf der Südseite des Columbia River bei The Dalles in Oregon)
  - Hood River Wasco (auch: Dog River Wasco bzw. Dog River Cascades genannt, da sie entlang des Hood River (Dog River) lebten, heute Teil der „Confederated Tribes of Warm Springs“.)
  - Watlala (auch: Cascades genannt, lebten bei den Cascades Rapids bzw. Cascade Falls - heute Cascade Locks - am Südufer des Columbia River, oftmals als eigenständige Gruppe angesehen.)
- Wishram (auch bekannt als Tlakluit und Echeloot, lebten in mehreren Dörfern entlang der Washington-Seite/Nordseite des Columbia Rivers, ihre Hauptsiedlung war Nixlúidix („Versammlungsort“, heute „Wishram Village“) und wird als größte vorgeschichtliche Chinook-Siedlung betrachtet. Da es sich nahe den Five Mile Rapids/Long Narrows/Dalles Rapids direkt gegenüber von „Tináynu“ der Sahaptin-sprachigen „Dalles Tenino (Tinaynuɫáma)“-Siedlung befand, war es zugleich die östlichste Chinook-Siedlung. Die heute übliche Bezeichnung leitet sich aus der Sprache der Sahaptin-Völker ab, die das Dorf Wɨ́šx̣am/Wɨ́šx̣aa - „Speerfisch“ und dessen Bewohner als Wɨ́šx̣amma - „Volk von/aus Wɨ́šx̣am/Wɨ́šx̣aa“ bezeichneten, heute Teil der „Confederated Tribes and Bands of the Yakama Nation“.)

II. Kalapuya-sprachige Völker (auch: Calapooia bzw. Calapooya genannt, die Kalapuya bewohnten den Großteil des Willamette River Valleys in Oregon und waren geographisch-sprachlich in drei von Nord nach Süd orientierten und benannten Stammesgruppen unterteilt, die drei verschiedene Dialektkontinua sprachen.)
Nördliche Kalapuya
- - Tualatin Kalapuya (auch: Wapato Lake Indians genannt, Eigenbezeichnung: Tfalati bzw. Atfalati, lebten in ca. 24 Dörfern in den Tualatin Plains entlang des Tualatin River sowie in Hügeln im Gebiet der heutigen Stadt Forest Grove, am Wapato Lake, entlang des North Yamhill River und Lower Willamette River sowie evtl. bei Portland im Nordwesten von Oregon.)
  - Yamhill Kalapuya (lebten entlang der wahrscheinlich nach ihnen benannten South Yamhill und Yamhill River, Eigenbezeichnung: Yamel/Yamell/Yamhala, heute Teil der „Confederated Tribes of Siletz Indians“.)

Zentrale/Mittlere Kalapuya (Santiam Kalapuya)
- - Pudding River Kalapuya (auch: French Prairie Tribe genannt, lebten entlang des Pudding River und Molalla River, Eigenbezeichnung: Ahantchuyuk.)
  - Luckiamute (River) Kalapuya (lebten entlang des wahrscheinlich nach ihnen benannten Luckiamute River, Eigenbezeichnung: Luckiamute, heute Teil der „Confederated Tribes of Siletz Indians“.)
  - Santiam (River) Kalapuya (lebten entlang und zwischen dem North Santiam River und South Santiam River, Eigenbezeichnung: Santiam.)
  - Marys River/Mary’s River Kalapuya  (lebten entlang des Marys River, Eigenbezeichnung: Chepenafa bzw. Chenapinefu.)
  - Muddy River Kalapuya (lebten entlang des Muddy River/Creek sowie im Gebiet der heutigen Stadt Monroe, Oregon, Eigenbezeichnung: Chemapho.)
  - Calapooia (River) Band Kalapuya (auch: Brownsville Kalapuya oder Calapooia Kalapuya, lebten entlang des Calapooia River, Eigenbezeichnung: Tsankupi.)
  - Mohawk (River) Kalapuya (lebten entlang des Mohawk River, Eigenbezeichnung: Peyu bzw. Pee-you.)
  - Chafan/Chifin Kalapuya (lebten im Gebiet der heutigen Stadt Eugene an der Mündung des McKenzie River in den Willamette River - dieses Gebiet nannten sie Chifin, Eigenbezeichnung: Tsanchifin, Chafan bzw. Chifin.)
  - Long Tom Kalapuya (auch: Lungtum Calapooia genannt, lebten entlang des Long Tom River, Eigenbezeichnung: Chelamela.)
  - Winnefelly/Winefelly Kalapuya (auch: Pleasant Hill Calapooia genannt, lebten entlang des Mohawk, McKenzie und Coast Forks des Willamette Rivers, Eigenbezeichnung: Winnefelly/Winefelly)

Südliche Kalapuya (Yoncalla) (auch: Umpqua Kalapuya genannt, lebten entlang des Upper Umpqua River, Eigenbezeichnung Yoncalla/Yonkalla oder Kommema, heute Teil der „Confederated Tribes of Siletz Indians“.)

III. Takelma-sprachige Völker
- Latgawa („(Jene) im Hochland“, daher oft auch Upland Takelma (Hochland Takelma) genannt, früher oft unter der Klamath-Bezeichnung als Walumskni bekannt, historisch oft als (Upper) Rogue River Indians bezeichnet, lebten nordöstlich der Takelma im Hochland entlang des Upper Rogue River im Südwesten von Oregon, beraubten die flussabwärts lebenden und wohlhabenderen Takelma und verkauften diese als Sklaven an die Klamath im Osten, beteiligten sich an den Rogue-River-Kriege, heute Teil der „Confederated Tribes of Siletz Indians“ und „Confederated Tribes of the Grand Ronde Community of Oregon“.)[63]
  - Upper Takelma bzw. Nördliche Takelma (Latgawa Bands die an der Nordseite des Oberlaufs des Rogue Rivers und den Quellflüssen Trail Creek und Elk Creek, somit nördlich der „Latgawa/Upland (Hochland) Taakelma“ und flussaufwärts/oberhalb der „Takelma/Lowland (Tiefland) Takelma“ lebten, sprachen einen von Latgawa als auch von Takelma stark abweichenden Dialekt.)
  - Latgawa bzw. Upland (Hochland) Takelma (Latgawa Bands die im Hochland an der Südseite des Oberlaufs des Rogue Rivers und dessen Quellflüssen Bear Creek und Little Butte Creek lebten.)
- Takelma (auch: Lowland Takelma (Tiefland Takelma) oder River Takelma (Fluss Takelma) genannt, historisch oft als (Upper) Rogue River Indians bezeichnet, abgel. von ihrer Eigenbezeichnung als Dagelma - „(Jene) entlang des Flusses, d. h. des Rogue River“, da sie entlang des Mittellaufs des Rogue Rivers sowie dessen Nebenflüssen - Grave Creek, Evans Creek und Junpoff Joe Creek, zudem entlang des Oberlaufs des Cow Creeks, eines Nebenflusses des Umpqua Rivers, beteiligten sich an den Rogue-River-Kriege, heute Teil der „Confederated Tribes of Siletz Indians“ und „Confederated Tribes of the Grand Ronde Community of Oregon“.)

IV. Sahaptian-sprachige Völker (Sahaptin bezeichnet die ein Dialektkontinuum bildenden „Sahaptin-Sprachen (Ichishkíin Sɨ́nwit)“ und Sahaptin-Völker (unter Ausschluss der Nez Percé) - Sahaptian bezeichnet die gemeinsame Sprachfamilie aus „Sahaptin-Sprachen (Ichishkíin Sɨ́nwit)“ sowie der „Nez-Percé-Sprache (Niimiipuutímt)“.)
- Nez Percé (auch: Nez Perce - franz. für „durchbohrte/durchstochene Nase“, die Lewis-und-Clark-Expedition von 1805 bezeichnete sie als Chopunnish – evtl. abgeleitet von cú·pŉitpeľu (cú·pŉit – „Piercing mit einem spitzen Gegenstand“ und peľu – „Volk“, „das gepiercte Volk“) - diese Bezeichnung ist vermutlich eine Verwechslung mit den Chinook am Unterlauf des Columbia River - die sich mit den Nez Percé Fischgründe und Handelsplätze teilten- und deren Sprache, die die Grundlage des Chinook Wawa bildete, der Lingua franca unter den Stämmen des Nordwestens. Laut Überlieferung bezeichneten sie sich vor der Übernahme des Pferdes als Cuupn'itpel'uu/Tsoop-Nit-Pa-Loo – „wir gingen aus dem Wald/den Bergen heraus“, heutige offizielle Eigenbezeichnung: Nimi'ipuu - „wahres Volk“, ca. 1800 der bevölkerungsreichste und militärisch mächtigste Stamm des Columbia River Plateaus, unterteilen sich in zwei große regionale Dialektgruppen, die sich auch kulturell unterscheiden[64], berühmt durch den Nez-Percé-Krieg von 1877.)
  -     - Upper/Upriver Nez Percé (die Bands auf der Ostseite des Snake River in Idaho orientierten sich mehr an der Lebensweise der im Osten lebenden Plains-Stämmen, heute Teil des „Nez Perce Tribe of Idaho“.)
    - Lower/Downriver Nez Percé (die Bands auf der Westseite des Snake River waren traditionelle Vertreter der Plateau-Kultur, heute Mehrheit Teil des „Nez Perce Tribe of Idaho“, die „Wallowa (Willewah)/Walwáma (Walwáama) Band“ ist heute als „Nez Perce of Chief Joseph's Band“ Teil der überwiegend Salish-sprachigen „Confederated Tribes of the Colville Reservation“.)
- Cayuse (auch: Kyeuuse/Kyuuse bzw. Cai-uses/Cayouses/Skyuse/Kaius, ihre Stammesbezeichnung leitet sich wahrscheinlich vom franko-kanadische Wort Cailloux für „Steine“ oder „Felsen“ bzw. „Felsen-Volk“ ab, in ihrer heute ausgestorbenen Sprache nannten sie sich Te-taw-ken - „Wir, das Volk“ oder Lik-si-yu- „das Volk“, nach der Übernahme des Lower/Downriver-Dialekts der Nez Percé übernahmen sie deren Bezeichnung als ihre eigene und nannten sich nun fortan Weyiiletpuu/Wailetpu - „Das Volk des Weidelgras“, lebten im Westen der Nez Percé entlang der Oberläufe des Walla Walla River, Umatilla River und Grande Ronde River sowie von den Blue Mountains westwärts bis zum Deschutes River in Washington and Oregon, werden oftmals fälschlich als „Weyiiletpuu (Wailetpu)/Yeletpo Band“ der Nez Percé betrachtet; heute Teil der „Confederated Tribes of the Umatilla Indian Reservation (CTUIR)“.)

Nordwestliche Sahaptin-Völker
- Yakama (bis 1994 Yakima genannt, eine Stammesgruppe sprachlich-kulturell eng verwandter fünf Bands des Columbia River Plateau, deren Stammesgebiete ihr Zentrum entlang des Yakima Rivers (und dessen Nebenflüssen) im Bundesstaat Washington hatten, die Herkunft des Namens Yakama ist umstritten: die Sahaptin-Wörter E-yak-ma - „eine wachsende Familie“ oder Iyakima - „die Schwangeren“ beziehen sich wahrscheinlich beide auf die Größe der Population der Lower Yakama gegenüber benachbarter kleinerer Stämme, andere Interpretationen sind Yákama - „Schwarzbär“ oder Ya-ki-ná - „Ausreißer/Flüchtende“, historisch waren sie auch als Waptailnsim - „Volk des engen Flusses“ und Pah-quy-ti-koot-lema / Pakiutlema - eine Adaption der Eigenbezeichnung als Pa'kiut'lĕma - „Volk von der Schlucht“ der Bewohner des Hauptdorfes „Pa'kiut“ der Átanŭm-ħlama Band der Lower Yakama bekannt.)
  - Lower Yakama / eigentliche Yakama (die Bedeutung ihrer Eigenbezeichnung als Mámačat/Mámachat - „Yakima Person“ bzw. Mámačatpam/Mámachatpam - „Yakima Volk“ ist bis heute unbekannt, da sich ihr Stammesgebiet generell östlich der Kaskadenkette im Einzugsgebiet des Unterlaufs des Yakima Rivers befand, wurden sie auch „Lower Yakima“ genannt und als größte Band der „Yakama/Yakima-Stammesgruppe“ werden sie oftmals als „eigentliche Yakama“ bezeichnet.)
  - Upper Yakama / Kittitas (die Bedeutung der Bezeichnung Kittitas ist umstritten, es wird jedoch als „weiße Kreide“ oder „Schiefergestein“ wiedergegeben, Eigenbezeichnung: Pshwánwapam / Psch-wan-wap-pam - „Volk der vielen Felsen, d. h. Volk der Felsen/Berge“, da sich ihr Stammesgebiet generell meist nördlich des Wenas Creek und des Selah Creek sowie entlang des Oberlaufs des Yakima Rivers befand, wurden sie zur Unterscheidung von den Yakama Bands am Unterlauf des Flusses oftmals als „Upper Yakima“ bezeichnet, heute Teil der „Confederated Tribes and Bands of the Yakama Nation“.)
  - Klikatat / Klickitat (evtl. eine falsche englische Transkription des Lokativs látaxat für einen wichtigen Fischgrund bei den Fällen des Klickitat Rivers oder von ládaxat, einem Upper Chinook (Kiksht)-Wort für ein Klickitat-Dorf mit ebenfalls hier ansässigen Kiksht-sprachigen Wishram)[65], Eigenbezeichnung: Xwálχwaypam / Qwû'lh-hwai-pûm / X̣ʷáɬx̣ʷaypam - „Prairie Volk“ oder „Volk aus dem Dorf χwálχway (Steller‘s Jay‘)[am Zusammenfluss von Klickitat und Little Klickitat River]“, ihr Stammesgebiet befand sich nördlich des Columbia River in den Flusstälern und Prärien des Oberlaufs des Cowlitz, Lewis und Klickitat Rivers sowie entlang des White Salmon, Little White Salmon und Wind Rivers, die Mehrheit ist heute Teil der „Confederated Tribes and Bands of the Yakama Nation“, eine Minderheit der „Confederated Tribes of the Grand Ronde Community of Oregon (CTGR)“.
  - Cowlitz Klickitat, Lewis River Klickitat Band (Eigenbezeichnung: Taitnapam / Taidnapam / Táitinpam - „Volk vom Tieton River“, später fälschlich als Upper Cowlitz, Lewis River Cowlitz, Lewis River Chinook bezeichnet, ihr Stammesgebiet lag oberhalb des heutigen Mossyrock im Flussgebiet des Upper Cowlitz River, dessen Nebenflüssen Cispus River und Tilton River sowie entlang des Lewis River (eines Nebenflusses des Columbia Rivers), lt. ihrem Namen und Überlieferung stammten sie ursprünglich vom Tieton River (in Yakama: Táitin) im Gebiet der „Nahchísh-ħlama“, einer Band der Lower Yakama/eigentlichen Yakama östlich der Kaskadenkette und hatten starke sprachliche sowie familiäre Bande zu den Lower Yakama und den Klikatat / Klickitat, d sie zu den flussabwärts lebenden Sahlish-sprachigen Lower Cowlitz (Stlpulimuhkl) ebenfalls familiäre Bindungen hatten (und daher das ganze Territorium der Lower Cowlitz am Unterlauf bis zum Columbia River nutzen konnten), wurden sie fälschlich als eine ursprünglich Salish-sprachige „Cowlitz-Band“ betrachtet, heute als „Yakima Cowlitz“ oder „Lewis River Klickitat/Cowlitz Klickitat Band“ Teil der „Confederated Tribes and Bands of the Yakama Nation“.)
  - Meshal / Me-Schal / Mashel / Mica'l Band of Nisqually (Eigenbezeichnung: Mishalpam / Mical-ɫa’ma - „Eatonville Volk“, wörtlich: „Volk am Mashel River“, später Upper (Mountain) Nisqually genannt, ihr Stammesgebiet lag meist westlich der Kaskadenkette nordwestlich der Klikatat / Klickitat entlang des Mashel River, des Oberlaufs des Nisqually River und Puyallup Rivers und reichte bis zum Mount Rainier, teilten sich zudem Gebiete im Ohop Valley im Pierce County (im Gebiet der heutigen Städte Eatonville und Roy) mit den benachbarten und verwandten Klikatat / Klickitat – ihr Hauptdorf war Basha’labsh am Meshal River, eines Nebenflusses des Nisqually Rivers, nahe der heutigen Gemeinde La Grande, Washington. Heirateten in die flussabwärts (somit westlich und näher zur Küste ansässigen) benachbarten Südliches Lushootseed (Twulshootseed)-sprachigen Nisqually der Küsten-Salish und hatten spätestens im 19. Jahrhundert das Sahaptin zugunsten von Nisqually/Sqʷaliʼabš aufgegeben, heute Teil des „Nisqually Indian Tribe“.)

Nordöstliche Sahaptin-Völker
- Wanapum oder Wanapam / Wánapam („Fluss Volk“, ihr Stammesgebiet befand sich einst südlich der Saddle Mountains beiderseits des Columbia Rivers flussabwärts bis zur Einmündung des Snake River, bedeutendster Siedlungsplatz sowie Fischgrund war die Flussenge bei Priest Rapids (Wánapam) mit der Siedlung P̓ná/P'na am rechten Flussufer, weitere wichtige Fischgründe waren bei White Bluffs mit der Siedlung Čamná am Zusammenfluss des Yakima und Columbia River (Heimat der Plash Ḵ'mɨɬ) und bei den Wanawish/Wanawíš Rapids (früher „Horn Rapids“ genannt, Heimat der Wawyúuk) im Benton County am Yakima River, heute Teil der „Confederated Tribes and Bands of the Yakama Nation“.)
- Palouse oder Palus (die heutige Stammesbezeichnung leitet sich wahrscheinlich von der Eigenbezeichnung der bevölkerungsreichsten der drei Regional-Bands der Palouse/Palus - der Middle Palouse/Palus Band als Palúšpam - „Volk von Pa-luš-sa/Palus [einer ihrer bedeutendsten Siedlung]“ her, die benachbarten Nez Percé  bezeichneten sie ebenfalls als Pa-loots-poo/Pelú`cpu und die Yakama Palúuspam/Pelúuspem, Eigenbezeichnung: Naxiyamtama - „Fluss Volk“, als bekannte Pferdezüchter entwickelten sie eine Vorliebe für gefleckte Pferde, die sie M‘amin nannten - die vermutlich nach ihnen benannten berühmten Appaloosa (von engl. “A Palouse Horse” - „ein Palouse Pferd“)[66], ihre Stammesgebiete entlang des Columbia, Snake und Palouse Rivers umfassten auch die Palouse-Prärie und somit unter allen Plateau-Stämmen das größte, fruchtbarste, offene und gut bewässerte Land, um große Pferdeherden grasen zu lassen und für diese ganzjährig genügend Futter zu haben, mit einigen westlichen Nez Percé Bands formten sie zweisprachige Bands und wurden von Außenstehenden fälschlich oft als „Pelloatpallah Band“ der Nez Percé betrachtet.[67])
  - Upper Palouse/Palus Band (die Lewis-und-Clark-Expedition von 1805 bezeichneten sie als „Chopunnish (Nez Percé)“, bildeten oft mit der „Almotipu Band“ und „Alpowna (Alpowai) Band“ der Nez Percé zweisprachige Dorfgemeinschaften, ihre Dörfer entlang des Clearwater River (von West nach Ost) Pinăwăwi/Penawawa, Witkispe, Wawawi, Alamotin und Alpowa wurden von Amerikanern und in den Verträgen jedoch als „Nez Percé-Dörfer“ identifiziert, heute Teil der „Confederated Tribes of the Colville Reservation“.[68])
  - Middle Palouse/Palus Band (lebten an der Mündung des Palouse Rivers in den Snake River sowie der Tucannon River Region, ihr Hauptdorf Pa-luš-sa/Palus gab dem Stamm der Palouse seinen Namen, oftmals Verbündete der „Pikunan (Pikunin) Band“ der Nez Percé, die Lewis-und-Clark-Expedition von 1805 bezeichneten sie als „Pelloatpallah (Nez Percé)“, die Mehrheit ist heute Teil der „Confederated Tribes and Bands of the Yakama Nation“, eine Minderheit der „Confederated Tribes of the Colville Reservation“.)
  - Lower Palouse/Palus Band (lebten entlang des Lower Snake River bis zur Mündung in den Columbia River in der Nähe der heutigen Metropolregion Tri-Cities, die Lewis-und-Clark-Expedition von 1805 bezeichneten sie als „Sokulks“ und „Chymnapums“, spätere Historiker identifizierten auch sie als „Nez Percé“, heute Teil der „Confederated Tribes and Bands of the Yakama Nation“.)
- Lower Snake River Sahaptin
  - Chamnapam („Volk von Čamná“, ihre Hauptsiedlung Chemna/Čamná befand sich in der Nähe der heutigen Stadt Richland - eine der Tri-Cities - und war ein bedeutender Fischgrund am Zusammenfluss von Yakima River und Columbia River.)
  - Wauyukma (Wawiyuk̓kmá - „Snake River Volk“, ihr Dorf befand sich am Snake River bei den Fish Hook Rapids nahe Fishhook Bend, Washington.)
  - Naxiyampam („Fluss Volk“, eventuell reichte ihr Stammesgebiet vom heutigen Palouse Falls State Park bei den Palouse Falls (Apɨ́tapɨt/Aputapat) (evtl. Cayuse-Wort für „Fels“) am Zusammenfluss des Palouse River mit dem Snake River bis zur Stadt Pasco (evtl. von Pašx̣ú - „Flussufer“) an der Mündung des Snake in den Columbia River, somit umfasste das Gebiet auch große Teile der „Lower Palouse/Palus Band“ der Palouse.)
- Walla Walla oder Wallula (wörtlich: „viele Wasser“, Umatilla-Name Walawalałáma und Yakama-Name Waluulapam - „Volk von der Region Wallula, d. h. entlang des Walla Walla Rivers“, lebten in drei regionalen Bands entlang des Walla Walla Rivers und am Zusammenfluss des Snake and Columbia Rivers im Norden Oregons und Südosten Washingtons, die Mehrheit ist Teil der „Confederated Tribes of the Umatilla Indian Reservation“, eine Minderheit der „Confederated Tribes and Bands of the Yakama Nation“.)

Südliche Sahaptin (Columbia River Sahaptin) (manchmal auch: Westliche Sahaptin genannt, die einzelnen Siedlungsgruppen/Stämme bezeichneten sich auch kollektiv als Wanałáma - „Volk entlang des Flusses, d. h. des Columbia Rivers“ und identifizieren sich heute als Mid Columbia River Indians.)
- Umatilla (abgeleitet von ihrer Eigenbezeichnung als Ímatalam / Imatalamłá - „Person aus Ímatalam“ bzw. Imatalamłáma - „Volk aus Ímatalam“, einer einstigen Siedlung auf der Halbinsel, geformt durch den Zusammenfluss des Umatilla und Columbia Rivers[69], oft auch einfach Tanán - „Person“ bzw. Tanánma - „Volk“; heute Teil der „Confederated Tribes of the Umatilla Indian Reservation“.)
- Skin-pah (auch: Sk’in-pa, Sk'in oder Sawpaw Band, abgeleitet von der Eigenbezeichnung als Sk̓inłáma - „Volk aus Sk’ín“, einer bedeutenden Siedlung an der Nordseite/Washington Seite des Columbia Rivers direkt gegenüber von Celilo Falls (Wyam) an der Südseite/Oregon; eine weitere bedeutende und eng mit Sk’ín assoziierte Siedlung war zudem Wapaykt einige Kilometer flussaufwärts, heute Teil der „Confederated Tribes and Bands of the Yakama Nation“.)
- Kah-milt-pah (auch: Kahmiltpah, Q’míl-pa oder Qamil'lma/Qamil-ħlama, im Englischen auch als Rock Creek Band/K'ami'lpu' Band bezeichnet, leiten sich von der Eigenbezeichnung als Q̓mɨłłáma - „Volk von Rock Creek (Qmiɫ)“ ab, da ihre Hauptsiedlung Qmiɫ „Rock Creek“ am gleichnamigen Fluss lag, der ca. 30 Meilen oberhalb von Celilo Falls in den Columbia floss, heute Teil der „Confederated Tribes and Bands of the Yakama Nation“.)
- Tenino oder (später) Warm Springs Bands (heute Teil der Confederated Tribes of Warm Springs.)
  - Tygh oder „Upper Deschutes“ (benannt nach ihrer größten Band/Siedlungsgruppe oder nach ihrem Siedlungsgebiet entlang des Upper Deschutes Rivers.)
    - Tayxɫáma („Volk von Táyx̣, dem CDP Tygh Valley“ im Wasco County, Oregon.)
    - Tiɫxniɫáma (im Gebiet um Sherar's Bridge mit den flussaufwärts gelegenen wichtigen Fischgründen bei Sherars Falls am Lower Deschutes River im Wasco County, Oregon.)
    - Mliɫáma (entlang des Warm Springs River auf der heutigen Warm Springs Indian Reservation)

  - Wyam oder „Lower Deschutes“ (auch Celilo Indians, auch unter ihrem Umatilla-Namen als Wayamłáma bzw. Yakama-Namen als Wayámpam bekannt, Eigenbezeichnung jedoch Wayamłá, alle Bezeichnungen bedeuten „Volk von Celilo Falls (Wyam)“, der Name „Celilo“ leitet sich vom Eigennamen eines Häuptlings namens Siláylu/Siláyloo ab, bewohnten auch die Wintersiedlung Wánwawi, an der Mündung des Deschutes Rivers.)
  - Tinainu oder „Dalles Tenino“ (auch bekannt als eigentl. Tenino, Eigenbezeichnung als Tinaynuɫáma - „Volk aus Tináynu“, einer Sommersiedlung, westlichste Sahaptin-Siedlung direkt gegenüber der Upper-Chinook-sprachigen Wintersiedlung Nixlúidix („Versammlungsort“, heute „Wishram Village“ genannt).)
  - Dock-Spus/Tukspush oder „John Day“ (abgeleitet von der Eigenbezeichnung als Takspasɫáma - „Volk aus Tákšpaš“, einer Wintersiedlung am John Day River.)

V. Molala-sprachige Völker (oftmals wird jedoch die „Molala-Sprache“ zu den isolierte Sprachen gezählt.)
- Molalla oder Molala[70] (auch: Molale, Molalla, Molele, bewohnten das Willamette Valley und größtenteils die Kaskadenkette im Westen von Oregon vom Mount Hood im Norden bis zum Mount McLoughlin im Süden, die Mehrheit ist heute Teil der „Confederated Tribes of the Grand Ronde Community of Oregon“, eine Minderheit der „Confederated Tribes of Siletz Indians“.)
  - Northern Molalla (auch: Upper Molalla bzw. Valley Molalla, Eigenbezeichnung als Latiwi bzw. Lati-ayfk - „Volk“, lebten zwischen dem Molalla River und dem Upper Santiam River)
    - Molalla River Band (auch: Upper Molalla, lebten entlang des Molalla River im Norden des Molala Stammesgebiets)
    - Santiam River Band (auch: Santiam Molalla bzw. Valley Molalla, lebten vom Detroit Lake entlang des North und South Santiam River bis zum Upper Santiam River.)

  - Southern Molalla oder Eugene Molalla (auch: Lower Molalla bzw. Mountain Molalla, lebten durch Stammesgebiete mehrerer Kalapuya Bands von den Northern Molalla getrennt und wurden daher von Letzteren als Tulenyangsi - „weit entferntes Volk“ bezeichnet, hatten die Sprache ihrer mächtigen Nachbarn, der Klamath, übernommen, die Klamath bezeichneten sie als Chakankni bzw. Kuikni maklaks - „Volk vom Platz der Felsenbirnen“.)

VI. Klamath-Modoc-sprachige Völker
- Klamath (die Herkunft/Bedeutung von „Klamath“ ist umstritten: Alfred Kroeber führte es auf eine Bezeichnung der Kalapuya als Athlameth, der Ethnologe Albert Samuel Gatschet auf eine vermutliche Verballhornung der Eigenbezeichnung als Waklak - „Leute“, „Gemeinschaft“ zurück[71], ihre Eigenbezeichnung lautete ?Ewksiknii/ʔEwksikni maklaks/E-ukshikni maklaks – „Volk vom ʔEws/E-ukshi, d. h. vom Upper Klamath Lake“, wörtlich: „Volk vom See“ oder einfach Maklaks/Maqlag - „das Volk“, „die Menschen“; die Mehrheit ist heute Teil der „Klamath Tribes“, eine Minderheit der „Quartz Valley Indian Community of the Quartz Valley Reservation of California“.)
- Modoc (eine Ableitung von ihrer Eigenbezeichnung als Mo'dokni/Mo'dokish maklaks bzw. Moˑwat\̲ʼaˑkʼkni - „Südliches Volk“, „die Südlichen“, einer anderen Theorie zufolge wurde die Region rund um den Tule Lake (sowie der See selbst) als Mo'dokni E-ush/Móatak E-ush - „Südlicher See“ und die Bewohner daher Moowatdal'knii/Mowatocknie – „Volk vom Modoc Lake, d. h. Tule Lake“, wörtlich: „Volk vom Südlichen See“ bezeichnet,[72] die Mehrheit ist heute Teil der „Modoc Nation“, eine Minderheit der „Klamath Tribes“.)

Isolierte Sprachen
- Kutenai (in Kanada Ktunaxa oder Kootenay, in den USA Ksanka oder Kootenai genannt)
  - Upper Kutenai/Kootenai (heutige „Ɂakisq̓nuk/Akisqnuk First Nation (Columbia Lake Band)“, „ʔaq̓am/St. Mary's Indian Band“, „ʔakink̓umǂasnuqǂiʔit/Tobacco Plains Indian Band“ und der „Kyaknuqǂiʔit (Shuswap Indian Band)“.)
  - Lower Kutenai/Kootenai (heutige „Yaqan nu?kiy Band (Lower Kootenay First Nation)“, „ʔaq̓anqmi/Kootenai Tribe of Idaho (Idaho Ksanka)“ und als „K̓upawi¢q̓nuk (Ksanka Band)“ Teil der „Confederated Salish and Kootenai Tribes of the Flathead Nation“.)

## Kulturareal Prärie und Plains
Die Bezeichnung des Kulturareals als „Prärie und Plains“ spiegelt schon die zwei geographisch-kulturell unterschiedlichen Großgebiete zwischen dem Mississippi River im Osten und den Rocky Mountains im Westen wider; die Prärie (Prairi) (französisch: „Wiese“, „Weide“) umfasst alle Steppengebiete der Hochgrasprärie (bis zu 2,40 m hohe Gräser, die „Prärie im engsten Sinne“) westlich des Mississippis/östlich des Missouris bis auf eine Höhe von ca. 500 m, daran schließt sich die bis auf 1.800 m aufsteigende Hochebene der Great Plains („Großen Ebenen“) an, die Gebiete der Zentrale Mischgrasprärie (1,40 m hohe Gräser) und der Trockenen Kurzgrasprärie (bis zu 50 cm hohe Gräser) umfasst und westwärts bis ins Vorgebirge der Rocky Mountains, nordwärts bis in den Süden der kanadischen Prärieprovinzen und südwärts bis in den Norden Mexikos reicht. Die Prärie eignete sich durch zahlreiche Flussläufe und fruchtbarer Schwarzerde durchaus für den Ackerbau (ergänzt durch Fischerei, Wildtierjagd und Sammeln von Früchten und Wurzeln) und die dort lebenden Stämme wohnten in ortsfesten Dörfern aus eckigen oder runden kuppelförmige Erdhäuser, in den westlichen Randgebieten führten die Stämme ein halbsesshaftes bis zu halbnomadisches Leben (ergänzt durch Feldbau als auch die Jagd) in festen Winter- und Sommerlagern aus Pfahlbauten, Gras- und Lehmhütten. Die Stämme auf den trockeneren Great Plains hatten sich durch die Einführung des Pferdes seit dem 18. Jahrhundert in kriegerische Reiternomaden verwandelt, die mobile Lederzelte bewohnten (heute meist als Tipis bezeichnet), die auf von Pferden gezogenen Travois transportiert wurden. Die Büffeljagd lieferte ihnen Nahrung und Rohstoffe für die wichtigsten Gegenstände des täglichen Bedarfs. Die sesshaften/halbnomadischen Prärie-Stämme und die nomadischen Plains-Stämme unterschieden sich somit ursprünglich in der Wirtschaftsweise, der hieraus folgenden Lebensweise und der Rolle des Pferdes, hatten jedoch Mitte des 19. Jahrhunderts eine „gemeinsame“ Kultur entwickelt, so dass beide als Vertreter der Prärie-Indianer (im Englischen „Plains Indians“ genannt) betrachtet werden.
Reiternomaden / nomadische Prairie-Indianer (Plains-Indianer)
Algonkin-sprachige Völker (die „Algonkin“-Ethnien der Prärien und Plains gehörten zwei regionalen Sprachgruppen an, den „Zentralen Algonkin“ und „Plains Algonkin“)
I. Zentrale Algonkin
Anishinabe (Eigenbezeichnung: ᐊᓂᔑᓈᐯ Anishinaabe „Person“, korrekter Plural: Anishinaabeg/Anishinabek - „Erstes Volk“, „Originales Volk“, bezeichnet eine Gruppe kulturell sowie historisch eng verwandten Ethnien, die alle verschiedene Varianten/Dialekte des Anishinaabemowin/Ojibwemowin (ᐊᓂᔑᓈᐯᒧᐎᓐ) sprechen.)
- Manitoba Saulteaux (Mittlere Saulteaux) (Französisch: „Menschen von den Stromschnellen“, diese Bezeichnung verweist auf ihre Ursprungsheimat um Sault Ste. Marie in Ontario; meist als Plains Ojibwe bezeichnet, da ihre Kultur Einflüsse sowohl von den „Ontario Saulteaux“ im Osten als auch den „Plains Saulteaux“ im Westen aufweist wurden sie auch als Bungi / Bungee (von bangii - „ein bisschen wie“) im Sinne „ein bisschen wie ein Plains Cree“ und ihre Métis-Verwandten ebenfalls als “Bungi / Bungee” im Sinne „ein bisschen wie ein Anishinabe“ bezeichnet, Eigenbezeichnung: ᓇᐦᑲᐍ Nakawē, Teil der „Nēhiyaw-Pwat / Cree-Assiniboine-Konföderation“ bzw. „Iron Confederacy/Eiserne Konföderation“.)
- Plains Saulteaux (Westliche Saulteaux) (Französisch: „Menschen von den Stromschnellen“, diese Bezeichnung verweist auf ihre Ursprungsheimat um Sault Ste. Marie in Ontario; meist als Plains Ojibwe bezeichnet, Eigenbezeichnung: ᓇᐦᑲᐍ Nakawē, Teil der „Nēhiyaw-Pwat / Cree-Assiniboine-Konföderation“ bzw. „Iron Confederacy/Eiserne Konföderation“.)

Plains Cree (Western Cree) (abgeleitet von ihrer Eigenbezeichnung als Paskwâwiyiniw, Plural ᐸᐢᑳᐧᐤ ᓀᐦᐃᔭᐁᐧᐃᐧᐣ Paskwâwiyiniwak / Paskwa Wi Iniwak – „Volk auf den Plains (Ebenen)“, weitere Eigenbezeichnung: Nêhiýawak - „Volk“, Einzahl: ᓀᐦᐃᔭ Nêhiýaw - „Person“ bzw. ᓀᐦᐃᔭ ᐊᔨᓯᔨᓂᐤ Nêhiýaw-aýisiýiniw - „Cree-Person“; westlichste und südlichste Gruppe der Cree, lebten primär in Alberta und im südlichen Saskatchewan sowie in Manitoba, im Süden erstreckte sich ihr Gebiet bis zum Missouri River und Milk River im Norden Montanas, USA, größte Gruppe innerhalb der multi-ethnisch/sprachlichen ᓀᐦᐃᔭᐤ ᐸᐧᐟ Nēhiyaw-Pwat („Cree-Assiniboine-Konföderation“ oder „Iron Confederacy/Eiserne Konföderation“) auf den Nordwestlichen Plains)
- Downstream People / Downriver Cree / Eastern Cree (Eigenbezeichnung: ᒫᒥᐦᑭᔨᓂᐊᐧᐠ Mâmihkiýiniwak / Mamik Wi Iniwak – „Volk am Unterlauf des Flusses, d. h. im Osten“, auch: Mämäkitce-wünuûk – „Volk, das große (Geflügel-)Kaumägen isst“, östliche und südliche Gruppen, die östlich des Zusammenflusses von North und South Saskatchewan lebten)
  - Calling River Cree / Qu’Appelle Cree (Eigenbezeichnung: ᑳ ᑌᐯᐧᐃᐧᓰᐲᐃᐧᔨᓂᐊᐧᐠ Kâ-têpwêwisîpîwiýiniwak / Kitopwe Sipi Wi Iniwak)
  - Touchwood Hills Cree (Eigenbezeichnung: ᐳᓵᑲᓇᒌᐃᐧᔨᓂᐊᐧᐠ Posâkanacîwiýiniwak / Pasākanacīwiyiniwak, streiften zwischen Long Lake (Last Mountain Lake) und den Touchwood Hills, Saskatchewan)
- Upstream People / Upriver Cree / Western Cree (Eigenbezeichnung: ᓇᑎᒦᐃᐧᔨᓂᐊᐧᐠ Natimîwiýiniwak / Natimiw Iyiniwak– „Volk am Oberlauf des Flusses, d. h. im Westen“, Einzahl: , auch: Nutimi-iniuûk – „Volk der Pappeln“, westliche und nördliche Gruppen, zugleich zahlenmäßig die größte Gruppe)
  - Beaver Hills Cree (Eigenbezeichnung: ᐊᒥᐢᑲᐧᒌᐃᐧᔨᓂᐊᐧᐠ Amiskwacîwiýiniwak / Amiskwacīwiyiniwak / Amisk Wachi Wi Iniwak – „Volk der Beaver Hills“, hatten ihre Streifgebiete rund um das spätere Edmonton (Amiskwāciwakahikan) („Beaver Hills House“) sowie rund um den Beaverhill Lake (Amisk Wachi Sakahikan))
  - Parklands Cree / Willow Cree (Eigenbezeichnung: ᐸᐢᑯᐦᑯᐹᐃᐧᔨᓂᐊᐧᐠ Paskohkopâwiýiniwak / Paskwa Kopew Wininiwak - „Volk im offenen Land, in den Parklands“ bzw. ᓃᐱᓰᐦᑯᐹᐃᐧᔨᓂᐤ Nîpisîhkopâwiýiniw – „Volk der Weiden“, Einzahl: Nîpisîhkopâwiyiniw)
  - River Cree (Eigenbezeichnung: ᓰᐲᐃᐧᔨᓂᐊᐧᐠ Sîpîwiýiniwak / Sipi Wi Iniwak– „Fluss Volk/Cree“, streiften zwischen dem North Saskatchewan River und dem Battle River, handelten bei Fort Pitt, nutzten auch das Gebiet rund um Jackfish Lake und Onion Lake)
    - Woods River Cree (Sīpīwininiwak-sakāwiyiniwak, nördliche River Cree-Gruppe, fischten und jagten in den Seen und Wäldern)
    - Plains River Cree (Sīpīwininiwak-paskwāwiyiniwak, südliche River Cree-Gruppe, zogen oft auf die Plains zur Bisonjagd)

  - House Cree (Eigenbezeichnung: ᐋᐧᐢᑲᐦᐃᑲᓂᐃᐧᔨᓂᐊᐧᐠ Wâskahikaniwiýiniwak / Waskahikan Wi Iniwak – „Volk im Gebiet um Fort [Carlton]“, der Bezeichnung der Cree für Fort Carlton am North Saskatchewan River, das einst als “Carlton House” bezeichnet wurde)

II. Plains Algonkin
Arapaho-Atsina (Gros Ventre)-Stammesgruppe (umfassten ursprünglich fünf unabhängige Dialekt- und Stammesgruppen: die „Nanwacinaha’ana/Nawathi’neha“, die „Hánahawuuena/Hananaxawuune’nan“, die „Hinono’eino/Hinanae’inan (eigentlichen Arapaho)“, die „Beesowuunenno/Baasanwuune’nan“ und die „Haa’ninin/A’aninin (Gros Ventre/Atsina)“.)
- Arapaho (üblicherweise wird der heutige Stammesname auf ein Pawnee-Wort zurückgeführt – entweder auf raapuh / raapih - „handeln“ oder tirapihu / larapihu - „Händler“, eine konkurrierende Lehrmeinung leitet den Namen jedoch von dem Absarokee (Crow)-Wort Alappaho - „Volk mit vielen Tätowierungen“ ab, das die europäischen Händler dann in Arapaho verballhornten – die Arapaho selbst kennen keinen „r“-Laut, Eigenbezeichnung: Hinono’eino / Hinanae’inan / Inuna-Ina - „unser Volk“ bzw. „Volk“, ist jedoch der gesamte Arapaho-Stamm gemeint, wird die Bezeichnung Hinono’eiteen - „Arapaho Nation“ verwendet.)
  - Nanwacinaha’ana / Nawathi’neha („im Süden/südlich lebendes Volk“) oder Nanwuine'nan / Náwunena, Noowothiineheeno' / Noowunenno („Südliches Volk“; später Teil der „Southern Arapaho (Südliche Arapaho)“ und heute Mitglied der „The Cheyenne and Arapaho Tribes of Oklahoma“.)
  - Hánahawuuena / Hananaxawuune’nan bzw. Aanû’nhawa („Felsenleute“, „Felsenvolk“, vielleicht mit Bezug auf die Rocky Mountains, ihre Stammesgebiete grenzten im Norden an die der Nanwacinaha’ana; später Teil der „Northern Arapaho (Nördliche Arapaho)“ und bewohnen heute als „The Northern Arapaho Tribe“ zusammen mit „Shoshone Tribe of the Wind River Reservation“ die Wind River Indian Reservation.)
  - Hinono’eino / Hinanae’inan bzw. Inuna-Ina (ursprünglich „wahre / eigentliche Arapaho“, später mit der Bedeutung als „unser Volk“ auf alle Arapaho übertragen; entwickelten sich später zum Nucleus der „Northern Arapaho (Nördlichen Arapaho)“ und Teil des „The Northern Arapaho Tribe“.)
  - Beesowuunenno / Baasanwuune’nan bzw. Bäsawunena (“Volk mit großen Behausungen” oder “Wigwam/Grashütten Volk”, lebten weiter nördlich der Hinono'eino, ihre Kriegstrupps nutzten unterwegs ähnliche Behausungen wie das Wigwam ähnlich der Algonkin-Stämme rund um die Großen Seen, laut Überlieferung verließen sie ihre ursprüngliche Heimat später als die anderen Arapaho-Gruppen (manche Arapaho und Linguisten behaupten daher auch ihr Name bedeute “Volk der Großen Seen” oder “Volk am großen Wasser”, jedoch ist heute keine allgemein anerkannte Übersetzung bekannt), später zum Großteil Teil der „Northern Arapaho (Nördliche Arapaho)“, einige der „Southern Arapaho (Südliche Arapaho)“ sowie der „Gros Ventre (Atsina)“ und heute Teil des „The Northern Arapaho Tribe“, der „The Cheyenne and Arapaho Tribes of Oklahoma“ sowie zusammen mit „Gros Ventre (Atsina)“ und „Upper Assiniboine“ Teil der „Fort Belknap Indian Community (Home of the Nakoda and Aaniih Nations)“.)
- Gros Ventre (französisch: „Fetter Bauch“, in Kanada meist Atsina genannt; Eigenbezeichnung: Haa’ninin / A’aninin bzw. Ahahnelin / A’ani - „Volk der weißen Ton(erde)“ oder „Kalkvolk“, ursprünglich die nördlichste Dialekt- und Stammesgruppe der Arapaho, nach ihrer Abspaltung bezeichneten die Arapaho, da sie die Haa’ninin als unterlegen bzw. minderwertig betrachteten, als Hitouunenno, Hitúnĕna oder Hittiuenina - „Bettler“, wörtlich „Schmarotzer“ - die Franzosen missinterpretierten diese Bezeichnung in der Zeichensprache der Plains als Gros Ventres („Fette Bäuche“, statt des Zeichens für „Hunger“), im Englischen daher auch als Big Bellies bezeichnet; als zeitweise Verbündete der sonst feindlichen Blackfoot-Konföderation (circa 1793–1861) und ab 1861 der „Nēhiyaw-Pwat / Cree-Assiniboine-Konföderation“ bzw. „Iron Confederacy/Eiserne Konföderation“, bewahrten und entwickelten sie eine eigene Identität als Ethnie, die Blackfoot bezeichneten die Haa’ninin als Atsíína – „wie ein Cree, d. h. Feind“ oder „Mutiges Volk“ oder als Piik-siik-sii-naa – „Schlangen, d. h. Feinde“; heute zusammen mit den „Upper Assiniboine“ Teil der „Fort Belknap Indian Community (Home of the Nakoda and Aaniih Nations)“.)

Cheyenne Nation (Tsêhéstáno) (ursprünglich drei verbündete verschiedene Dialekte sprechende Stämme; der Name „Cheyenne“ leitet sich vermutlich von der Bezeichnung „Šahíyena“ (der Dakota Sioux und Assiniboine) bzw. „Šahíyela“ (der Lakota Sioux) ab und bedeutet „kleine Šahíya“. Obwohl die Identität der Šahíya nicht bekannt ist, meinen viele Stämme, dass damit entweder die Cree oder die Anishinabe gemeint sind oder ein Volk, das wie die Cree, Anishinabe und Cheyenne der Algonkin-Sprachfamilie angehörte; später teilten sie sich in zwei geographische Hauptgruppen: die Southern (Südlichen) Cheyenne zusammen mit den „Southern (Südlichen) Arapaho“ Teil der „The Cheyenne and Arapaho Tribes of Oklahoma“ und die Northern (Nördlichen) Cheyenne heutiger „Northern Cheyenne Tribe“.)
- Tsitsistas (Eigenbezeichnung: Tsétsêhéstâhese, Einzahl: Tsétsėhéstaestse; eigentliche Cheyenne)
- Suhtai / Sutaio (Eigenbezeichnung: Só'taeo'o / Só'taétaneo'o, Einzahl: Só'taétane, heirateten nur andere Só'taeo'o und siedelten immer separat von den anderen Cheyenne Bands)
- Masikota (auch: „Cheyenne-Lakota“, ihr Name leitet sich wahrscheinlich aus den Lakȟótiyapi-Wörtern mazi („Eisen“) und kute („schießen“) ab, wörtlich: Mazikute/Masikota – „Jene die mit Eisen (Waffen) schießen“, vermutlich ursprünglich eine Lakota Band, die sich später den Cheyenne anschloss, unterhielten weiterhin durch viele gegenseitige Heiraten engste familiäre Kontakte mit Oglala Lakota und Sičháŋǧu (Brulé) Lakota und waren unter den Lakota als Sheo bekannt)

Blackfoot (Niitsítapi) Nation (in Kanada: „Blackfoot“, in den USA: „Blackfeet“, Englisch „Schwarzfuß/Schwarzfüße“, vier kulturell, historisch sowie gegenseitig verständliche Dialekte sprechende Stämme/Nationen, die Blackfoot-Stämme bezeichnen sich als Ni-tsi-ta-pi-ksi oder ᖹᐟᒧᐧᒣᑯ Ni-tsi-ta-pi/Niitsítapi - „Ursprüngliches, Erstes, Wahres Volk“. Die „Blackfoot“ dürfen nicht mit den feindlichen Sioux-sprachigen Sihásapa (Blackfoot Sioux) der Nördlichen Lakota-Sioux verwechselt werden.)
- Siksika (Siksikawa) oder Blackfoot („Schwarzfuß“, abgel. von den Worten sik („schwarz“) und ka („Fuß“), die mittels des Infix -s-i- zusammengesetzt werden, Einzahl: Siksiká, Plural: Siksikáwa - „Schwarzfüße“, korrekter: Siksikáíkoaiksi[74]; die ersten Europäer trafen vermutlich zunächst auf die Siksika und übertrugen das Wort Blackfoot nun auf alle anderen drei Stämme/Nationen und später auf die Blackfoot-Konföderation, die zusätzlich die Gros Ventre/Atsina (Haa’ninin) und athapaskisch-sprachigen Sarcee (Tsuu T'ina) umfasste; auch als Northern (Nördliche) Blackfoot bezeichnet, heutige „Siksika Nation“.)
- Kainai (Kainaiwa) oder Blood (abgel. von aká – „viele“ und nínaa – „Häuptling“, wurden von anderen „Blackfoot (Niitsítapi)“ als Káínaa/Kááinaa, Plural: Káínawa/Akáínaa – „[Volk der] vielen Häuptlinge“, d. h. „die Hochmütigen“ bezeichnet, korrekter: Káínaikoaiksi; die im Englischen übliche Bezeichnung als Blood/Blood Tribe leitet sich aus dem Plains Cree als ᒥᐦᑯᐃᐧᔨᓂᐤ Mihkowiýiniw- „mit Blut [rot] befleckte Person/blutrote Person“, d. h. „grausame/blutrünstige Person“, Plural: Mihkowiyiniwak; auch als Middle (Mittlere) Blackfoot bezeichnet, heutige „Kainai (Blood) Nation (Kainaissksaahkoyi)“.)
- Piegan (Piikuni) oder Peigan (abgel. von der Eigenbezeichnung als Piikuni / Piikáni bzw. Apiku'ni - „schlecht gegerbte Kleidung“, manchmal auch als „Räudige, mit Krätze verschmutzte Kleidung“ wiedergegeben, Plural: Piikániikoaiksi; auch als Southern (Südliche) Blackfoot bezeichnet.)
  - Peigan oder Nördliche Piegan (abgel. von der Eigenbezeichnung als Aapátohsipikáni / Apátohsipiikani, Plural: Aapatohisipiikunniwa - „Nördliche Piegan/Piikani“, korrekter: Aapátohsipikaniikoaiksi, manchmal auch: Skiníípikani; heutige „Piikani Nation“)
  - Piegan Blackfeet oder Südliche Piegan (abgel. von der Eigenbezeichnung als Aamsskáápipikani, Plural: Amsskapipiikunniwa - „Südliche Piegan/Piikani“, korrekter: Amsskáápipikaniikoaiksi, in den USA meist als Blackfeet bezeichnet; heutiger „Blackfeet Tribe“ im Nordwesten von Montana, USA.)
  - Inuk'sik oder Small Robes Band (auch: I-nuks'-iks / Inuck'siks, abgel. von Eigenbezeichnung als I’náksiyiiksi „Träger von kleinen Umhängetüchern/Schals“, oft wiedergegeben als „Wenig, dürftige Kleidung/kleine Roben“, wörtlich „Jene, die kleine(re) Kleidungsstücke tragen“; ursprüngliche größte und mächtigste Piegan/Piikani Band, durch Pocken und Angriffe der Absarokee (Crow) und Salish-Gruppen stark dezimiert, schlossen sie sich später den „Südlichen Piegan/Piikani“ an; heutiger „Blackfeet Tribe“.)

Westliche Sioux / Eigentliche Sioux
I. Missouri River Sioux
- Absarokee (im Englischen “Crow”, im Französischen “Corbeaux” und [veraltet] im Deutschen “Krähen” genannt, abgel. von der Eigenbezeichnung als Apsáalooke / Absarokee (und weiteren Schreibvarianten), des Namens für einen krähenähnlichen Vogel, der bereits vor dem ersten Kontakt mit weißen Pelztierjägern ausgestorben war, weitere Eigenbezeichnung Bíilukaa / Biiluuke - „Unser Volk“, „Unsere Seite“, heutiger „Crow Tribe of Montana“.)
  - Mountain Crow (abgel. von der Eigenbezeichnung als Awaxaawaxammilaxpáake - „Berg-Volk“, als größte Absarokee Band auch als Ashalaho - „Viele Behausungen“ oder Ashkúale - „das Hauptlager“ oder „das größte, wichtigste Lager“ bezeichnet.)
  - River Crow (abgel. von der Eigenbezeichnung als Binnéessiippeele - „Jene, die entlang der Flussufer leben“ bzw. Peelatchiwilaxpáake - „Fluss Volk“, auch unter ihrem Spitznamen Ashshipíte („schwarz (von Rauch) gefärbte Tipis“) bekannt.)
  - Kicked In The Bellies (engl. Adaption ihres Spitznamens Eelalapito - „In ihre Bäuche getreten“, Eigenbezeichnung jedoch als Ammitaalasshé - „Zuhause abseits vom Hauptlager/Zentrum, d. h. der Ashkúale (Mountain Crow)“.)

II. Mississippi Valley Sioux
- Assiniboine (abgel. von Plains-Cree-Wort ᐊᓯᓃᐃᐧᐹᐧᐟ Asinîwipwât, Plural: Asinîwipwâtak, Saulteaux-Wort Ahsinipwân bzw. Ojibwe-Wort Asinibwaan, Plural: Asinii-bwaanag - jeweils „Jene Sioux (Feinde), die auf Steinen kochen“, Eigenbezeichnung (Singular+Plural): Nakhóta / Nakhóda / Nakhóna - „Verbündete, Alliierte“ oder Nakonabi - „Freundliches Volk“, auch als “Stone Sioux” bekannt, Teil der „Nēhiyaw-Pwat / Cree-Assiniboine-Konföderation“ bzw. „Iron Confederacy/Eiserne Konföderation“, heute Teil der „Fort Peck Assiniboine & Sioux Tribes (Húdam Wįcášta)“, „Fort Belknap Indian Community (Home of the Nakoda and Aaniih Nations)“ sowie in Kanada der „Carry the Cattle Nakoda First Nation“, „Mosquito, Grizzly Bear's Head, Lean Man First Nations (Battleford Stoneys)“, „White Bear First Nation“, „Ocean Man First Nation“, „Pheasant Rump Nakota Nation“, „Piapot First Nation“ und der „Little Black Bear's First Nation (Little Black Bear's Band)“.)
- Stoney (ursprünglich eine Splittergruppe der Assiniboine, ihre Stammesbezeichnung leitet sich aus der gleichen Wurzel ab wie die Bezeichnung „Assiniboine“, Eigenbezeichnung als Iyethkabi bzw. Îyârhe Nakodabi - „Rocky Mountain Volk“, daher auch oft als “Stone Sioux” bezeichnet, Teil der „Nēhiyaw-Pwat / Cree-Assiniboine-Konföderation“ bzw. „Iron Confederacy/Eiserne Konföderation“.)
  - Wood Stoney (abgel. von der Eigenbezeichnung Chan Tonga Nakoda „Volk der großen Wälder“, auch als Swampy Ground Assiniboine - „Assiniboine des Sumpflandes“ oder Grand River Assiniboine - „Assiniboine entlang des/der großen Flusses/Flüsse“ bekannt, nördliche Stammesgruppe, heutige „Alexis Nakota Sioux Nation“ und „Paul First Nation“.)
  - Mountain Stoney (abgel. von der Eigenbezeichnung Ye Xa Yabine Nakoda bzw. Hebina - „Volk der Rocky Mountains“, auch als Strong Wood / Thickwood Assiniboine - „Assiniboine der dichten Wälder“ bekannt, südliche Stammesgruppe, heutige „Wesley First Nation“, „Chiniki First Nation“ und „Bearspaw First Nation“, die zusammen die „Stoney Nakoda First Nation“ bilden.)
- Lakota (früher meist Teton-Sioux, abgel. von Thítȟuŋwaŋ - „Bewohner der Prärie, d. h. der Ebenen“ genannt, heute wird „Lakota“ bevorzugt, abgel. von der Eigenbezeichnung als Lakȟóta - „Verbündete, Alliierte“, Einzahl: Lakȟól, nannten sich untereinander meist einfach Wičháša/Wíŋyaŋ Ikčéka - „gewöhnliche, normale Person“, westliche und größte Otonwe/Tȟuŋwaŋ (Untergruppe) der Sioux bzw. Očhéthi Šakówiŋ – „Sieben Ratsfeuer [der Sioux]“)

Northern Lakota / Nördliche Lakota
- - Hunkpapa (abgel. von der Eigenbezeichnung als Húŋkpapȟa/Húŋkpapȟaya - “Camps at the Edge”, “End of [the Camp] Entrance”, “Head of the Camp Circle”, “Camps at End of Horns”, wörtlich etwa „Lager am Eingang“ oder „Am Kopfende des Lager-Kreises“, da die Hunkpapa während des Sonnentanz (Wi Wáŋyaŋg Wačhípi) ihren zeremoniellen Platz am Eingang zum Lagerkreis hatten; heute Teil des „Standing Rock Sioux Tribe (Inyan Woslata Oyate)“, der „Fort Peck Assiniboine & Sioux Tribes (Húdam Wįcášta)“ und in Kanada der „Wood Mountain Dakota First Nation (Moose Jaw Sioux)“.)
  - Sihasapa oder Blackfeet Sioux (abgel. von der Eigenbezeichnung als Sihásapa - „schwarz gefärbe Fußsohlen“, meist als Blackfeet - „Schwarzfüße“ wiedergegeben, heute ist die Mehrheit Teil des „Cheyenne River Sioux Tribe (Cheyenne River Lakota Oyate)“ und eine Minderheit der „Standing Rock Sioux Tribe (Inyan Woslata Oyate)“. Die „Blackfoot Sioux“ dürfen nicht mit den feindlichen Algonkin-sprachigen Siksika (Blackfoot) der Blackfoot (Niitsítapi) Nation verwechselt werden.)

Central Lakota / Mittlere Lakota
- - Minneconjou (abgel. von der Eigenbezeichnung als Mnikȟówožu / Hoȟwóžu - „Pflanzgefäße am Bach oder Wasser“, „Pflanzung am Wasser“, heutiger „Cheyenne River Sioux Tribe (Cheyenne River Lakota Oyate)“.)
  - Itazipco oder Sans Arc (beides. „Ohne Bogen“, abgel. von der Eigenbezeichnung als Itázipe Čholá / Itázipčho, auch Itazipcola / Hazipco - „Jene, die ohne Bogen jagen“ bzw. „Keine Bogen/Ohne Bogen“, heutiger „Cheyenne River Sioux Tribe (Cheyenne River Lakota Oyate)“.)
  - Two Kettles (abgel. von der Eigenbezeichnung als Oóhenuŋpa / Oohenonpa - „zwei Kessel/zwei zubereitete Mahlzeiten“, mit der Bedeutung etwa „die Reichen“, einst Teil der Wanhin Wega Band der Minneconjou, ab ca. 1840 selbständig, heutiger „Cheyenne River Sioux Tribe (Cheyenne River Lakota Oyate)“.)

Southern Lakota / Südliche Lakota
- - Brulé (der Name „Brulé“ - „verbrannt“ ist eine französische Übersetzung der Stammesbezeichnung als Sičháŋǧu / Sicangu / Sichangu - „verbrannte (Ober)Schenkel“, da während der Flucht vor einem Präriefeuer viele Stammesmitglieder Brandwunden davontrugen, heutiger „Rosebud Sioux Tribe of the Sicangu Oyate (Upper Brulé Sioux Nation/Heyata Wicasa Oyate)“, der „Lower Brule Sioux Tribe (Kul Wicasa Oyate)“ und der „Oglala Sioux Tribe (Wazí Aháŋhaŋ Oyáŋke/Oglala Oyanke)“.)
  - Oglala (Oglala / Oglála - “Scatter Their Own”, “Scatters Its Own” bedeutet in etwa „Die ihre Habe verschleudern“, wohl im Sinne von Großzügigkeit, selten: “Likes to Go Home”, heutiger „Oglala Sioux Tribe (Wazí Aháŋhaŋ Oyáŋke/Oglala Oyanke)“ und „Rosebud Sioux Tribe of the Sicangu Oyate (Upper Brulé Sioux Nation/Heyata Wicasa Oyate)“.)

Numic-sprachige Völker
- Comanche (span. Adaption des Begriffs Ko.ma’ntcia, Kɨmantsi, Kohmáhts, Koomahch - „Jene, die mich immer bekämpfen möchten“ aus der Sprache der Ute, die hiermit ursprünglich alle feindlichen Stämme auf den Südlichen Plains bezeichneten - später jedoch nur noch ihre mächtigsten Gegner, die Comanche, Eigenbezeichnung: Singular: Nʉmʉ bzw. Nïmi[75], Plural: Nʉmʉnʉʉ / Numunuu / Numinu / Nemene / Nermernuh / Nïmini / Nimma / Nömöne - „das Volk“[76], wörtlich: „Jene, die umherziehen, sich immer bewegen [um ihren Lebensunterhalt als Sammler und Jäger zu bestreiten]“[77], ursprünglich eine Gruppe der Östlichen Shoshone, zusammen mit den verbündeten Kiowa und Kiowa Apache (Plains Apache) waren sie die dominante Militär- und Handelsallianz der Südlichen Plains und kontrollierten ein riesiges gemeinsam bewohntes Stammesgebiet, das auf Grund seiner fast nahtlosen Kontrolle durch den bevölkerungsstärksten und mächtigsten Stamm in dieser Allianz – den Comanche – daher von Spaniern/Mexikanern und später Amerikanern meist einfach als Comancheria bezeichnet wurde. Ihre Sprache - das Comanche bzw. Nʉmʉ Tekwapʉ - „Sprache des Volkes“ wurde neben dem Spanischen zur Lingua franca auf den Südlichen Plains, heutige „Comanche Nation“.)
- Östliche Shoshone (auch Wyoming Shoshone genannt, „Shoshone“ leitet sich aus Begriffen ihrer Sprache ab: sihun/sihun-na - „hochstehendes/hohes Gras“, soni/so'-nip - „jegliche Art von Gras (auch: Heu)“ oder sonip/sonipeh - „Straußgräser“ und später als Sosoni/Sosona - „Volk des Grases“,[78] vermutlich da sie ursprünglich meist Grashütten (Wickiups) bewohnten oder sich größtenteils von verschiedenen Gräsern und Wurzeln ernährten, Eigenbezeichnung: Singular: Neme / Nemi / Newi - „Person“, Plural: Nemenee / Nenemi / Newenee  - „das Volk“, wörtlich: „Jene, die umherziehen, sich immer bewegen [um ihren Lebensunterhalt als Sammler und Jäger zu bestreiten]“, ihre Stammesgebiete in Wyoming, im Norden von Colorado und Montana liegen geographisch im Great Basin und am Westrand der Great Plains, hatten jedoch bereits im 18. Jahrhundert als eine der ersten Völker das Pferd als Transport- und Reittier sowie als Kriegspferd übernommen und waren in die Plains bis nach Kanada vorgestoßen, später mussten sie sich jedoch ins Vorgebirge und Randzonen der Plains vor den Blackfoot und Cree-Assiniboine zurückziehen, heute als „Shoshone Tribe of the Wind River Reservation“ zusammen mit dem „The Northern Arapaho Tribe“ auf der Wind River Indian Reservation sowie der „Shoshone-Bannock Tribes of the Fort Hall Reservation of Idaho“.)
- Südliche Ute (die Herkunft konnte bisher aus keiner indigenen Sprache überzeugend abgeleitet werden, die erste Erwähnung des Namens in Form von „Yuta“ ist in spanischen Dokumenten zu finden, es könnte sich jedoch um eine spanische Adaption einer Bezeichnung der Westlichen Apache für die nördlich lebenden Navajo als yutaháⁿ, yú·dàh - „Jene, die weit oben [im Norden] leben“ handeln; eine fehlerhafte Übertragung von Ethnonymen auf ursprünglich nicht mit diesem bezeichnete Gruppen war nicht selten, da die Europäer die einzelnen indigenen Ethnien voneinander nicht unterscheiden konnten, auch: Eastern Ute/Östliche Ute bzw. Plains Ute genannt, Eigenbezeichnung als núuchi-u / noochew / nuciu / nütci / nütciu - „Volk“, die Pluralform von núuchi / nooch / nü / nüni / nütc - „Mensch“, „Person“, heutiger „Ute Mountain Ute Tribe“.)
  - Kahpota bzw. Capote/Kapuuta Núuchi („Volk mit Mänteln/Decken“, abgel. aus dem Spanischen capote - „Mantel“, auch: Kapota, Capote, heute meist Capote Utes genannt, Verbündete der Ollero Band der Jicarilla Apache)
  - Mahgrahch bzw. Muache/Moghwachi Núuchi (auch: Mahgruhch, Moache, Mouache, Muwac, heute meist Moache Utes genannt, Verbündete der Llañero Band der Jicarilla Apache)

Kiowa-Tano-Sprachen
- Kiowa (abgel. von der Eigenbezeichnung als Ka'igwu / Cáuigú - „Erstes Volk“, zusammen mit den kulturell-politisch als „Kiowa“ - sprachlich jedoch zu den „Apache“ zählenden - sog. „Kiowa-Apache / Plains Apache“ hatten sie sich ab 1790 dem dominanten Stamm der Südlichen Plains, den Comanche, angeschlossen und bildeten ab da die dominante Militär- und Handelsallianz der Südlichen Plains, heutiger „Kiowa Indian Tribe of Oklahoma“.)

Athapaskisch-sprachige Völker
- Kiowa-Apache oder Plains Apache (da sie sprachlich zu den „Apache“ zählen, politisch-kulturell jedoch Teil der „Kiowa“ waren, wurden sie meist als „Kiowa-Apache“ bezeichnet, heute vermehrt jedoch „Plains Apache“ oder unter Verwendung ihrer Eigenbezeichnung als Naishan / Naishan Dené bzw. Na-di'isha-de'na / Na'isha - „Jene, die Raub(?)Güter transportieren“ oder „Räuber, Diebe“, vermutlich ein Verweis auf ihre räuberische und kriegerische Tradition; die Kiowa bezeichneten sie daher ebenfalls als Semat - „Räuber, Diebe“, zusammen mit den bevölkerungsreicheren Kiowa hatten sie sich ab 1790 dem dominanten Stamm der Südlichen Plains, den Comanche, angeschlossen und bildeten ab da die dominante Militär- und Handelsallianz der Südlichen Plains. Die „Kiowa Apache“ konnten daher oftmals als Vermittler zwischen vorher verfeindeten Stämmen auftreten, z. B. zwischen Jicarilla-Apache, Mescalero-Apache, Lipan-Apache und den Comanche, für ihre Kiowa-Verbündeten schlossen sie einen dauerhaften Frieden mit den Mescalero-Apache und ermöglichten diesen den Zugang zu den Tewa-Pueblos, heutiger „Apache Tribe of Oklahoma“.)
- Lipan Apache (span. Adaption als Hlepan / Klihpan und später als „Lipan“ ihrer Eigenbezeichnung als Hleh-pai Ndé bzw. Lépai-Ndé - „Das Hellgraue Volk“, Anfang des 16. bis Anfang des 18. Jahrhunderts militärisch zusammen mit anderen Apache-Gruppen dominantierende militärisch-politische Macht auf den Südlichen Plains, ab ca. 1700 nach Auftauchen der Comanche und deren Verbündeten stark dezimiert und in die Randgebiete der Plains verdrängt, wurden ab ca. 1740 große Teil der einstigen Gran Apacheria östlich der Rocky Mountains zur Comancheria (dem Herrschaftsgebiet der Comanche), heute ist die Mehrheit Teil des „Mescalero Apache Tribe“, weitere des „Fort Sill Apache Tribe of Oklahoma“, des „Apache Tribe of Oklahoma“, des „Tonkawa Tribe of Indians of Oklahoma“ und des „San Carlos Apache Tribe“ sowie des „Lipan Apache Tribe of Texas“ und des „Choctaw-Apache Tribe of Ebarb“.)
- Sarcee (in ethnologischen Berichten bis heute als Sarsi bezeichnet, „Sarcee/Sarsi“ leitet sich aus der Sprache der einst feindlichen Blackfoot ab, die diese als Saahsííkoaiksi - „mutiges, kühnes Volk“ (Einzahl: Saahsi) bezeichneten, Eigenbezeichnung: Tsuu T'ina / Tsu T'ina - „viele Menschen“ bzw. „eine große Anzahl von Menschen“, bildeten zusammen mit den jeweils Algonkin-sprachigen dominanten drei Stämme/Nationen der Blackfoot - Siksika (Siksikawa), Kainai (Kainaiwa) und Piegan (Piikuni) - und den Gros Ventre/Atsina (Haa’ninin) die mächtige Blackfoot-Konföderation, heutige „Tsuutʼina Nation“.)

Isolierte Sprachen
- Tonkawa (die Stammesbezeichnung leitet von der Caddo-sprachigen „Waco (Hueco)“ bzw. „Iscani/Yscani Band“ der Wichita-Völker her, die diese als Tonk-a-weya - „Jene, die zusammenbleiben“ bezeichneten, Eigenbezeichnung als Titska Watitch bzw. Tickanwa•tic - „Echte, wirkliche Menschen“, heutiger „Tonkawa Tribe of Indians of Oklahoma“.)

Halbsesshafte/sesshafte Prärie-Indianer
I. Nördliche Caddo / Plains Caddo
- Arikaree oder Arikara/Ree (Stammesbezeichnung leitet sich wahrscheinlich von den Pawnee-Wörtern ariktaahca „hoch aufgestellte Hörner“, arikaraarurahwiʾat - „Hörner, die über dem Boden reiben / auf dem Boden kratzen, wie ein Wapiti“, aríkaraar - „gehörnt, haben Hörner“ oder einfach aríka - „Horn“, nimmt vermutlich Bezug auf ihre Tradition, zwei aufrechte Wapiti-Geweihstücke im Haar zu tragen, daher im Englischen auch als Elk People „Wapiti (Elk) Volk“ bezeichnet, Eigenbezeichnung: Sáhniš / Sahniš - „Volk“; spalteten sich im 16. Jahrhundert von den “Skidi / Skiri-Föderation” der Pawnee ab und wanderten langsam nordwärts, nördlichste Caddo-sprachige Ethnie, heute Teil der „Mandan, Hidatsa, and Arikara Nation, The Three Affiliated Tribes“.)
- Pawnee (Ihr Stammesname leitet sich wahrscheinlich von Paahúkasa / Pákspasaasi („Osage-Haarschnitt“) ab, der Bezeichnung für die unter Pawnee-Kriegern beliebte Frisur, die fälschlicherweise als Irokesenschnitt oder „Mohawk haircut“ bekannt ist. Eine weitere Version leitet die Stammesbezeichnung von Paarika („Horn“, jedoch wörtlich: „gehörnt sein [meist bezogen auf Tiere]“) oder Arika („Horn“, dem Ursprung der Stammesbezeichnung für die Arikara) ab, was auf die Form ihrer aufrecht frisierten Skalplocke verweist; Eigenbezeichnung: Cahriksicahriks / Cahiksicahiks - „Viele Personen“, manchmal wiedergegeben als „Männer von Männern“ oder „Wahre Männer“, später nannten sie sich Paári)
  - Skidi / Skiri-Föderation (abgl. von Ckirir / Tski'ki – „Wolf“ oder Tskirirara – „im Wasser stehender Wolf“, etwa: „Wolf-Volk“, Eigenbezeichnung Ckírihki Kuuruúriki - „Volk, das Wölfen ähnelt, sich wie Wölfe verhält“, bezogen auf den Charakter und die Tapferkeit der Tiere, daher von den Franzosen als Loup Pawnee und später von den Amerikanern als Wolf Pawnee bezeichnet.)

Southern Bands / Südliche Bands
- - Chaui oder Chawi (auch: Tsawi / Cáwiiʾi / Cawií meist als „Volk in der Mitte“, manchmal jedoch auch als „Jene, die um Fleisch betteln“ wiedergegeben, auf Grund ihrer politischen Führungsrolle von den Europäern als Grand Pawnee bezeichnet.)
  - Kítkehahki oder Kítkahaahki (auch: Kitkahaki / Kitkehaxki - „Jene, die in kleinen Erdhütten wohnen“ oder „Jene, die im kleinen Dorf mit schlammigen Boden wohnen“, auf Grund ihrer Dominanz entlang des Middle Republican Rivers auch als Republican Pawnee bezeichnet.)
  - Piitahawiraata oder Piítahaawìraata (auch: Pitahauirata / Pitahaureat / Pitahawirata - „Jene, die flussabwärts gehen, d. h. nach Osten“, von den Franzosen als Tapage Pawnee - „Schreiende, heulende Pawnee“ und daher später seitens der Amerikaner auch als Noisy Pawnee - „Laute, lärmende Pawnee“ bezeichnet - beide Fremdbezeichnungen stützen sich auf die Übersetzung von Piíta / Piíta als „Mann, Mensch“ und Rata als „schreien“.)
- Kichai (auch: Keechi/Kitsai oder Keeche/Keechy, abgeleitet von der Eigenbezeichnung als K'itaish), um 1700 lebten sie entlang des Red River of the South in Louisiana, später lebten sie östlich des Trinity River, nahe dem heutigen Palestine in Texas, waren zuerst Verbündetete der Caddo, danach der Wichita, heute: „Wichita and Affiliated Tribes (Wichita, Keechi, Waco and Tawakoni)“.

II. Südliche Caddo / Eigentliche Caddo
- Wichita-Völker (die Wichite-Völker lebten ursprünglich in Kansas und Nebraska und mussten ihre Gebiete im 17./18. Jahrhundert südwärts nach Oklahoma und Texas verlassen, schlossen sich der von den Spaniern als „Norteños (die Nördlichen)“ bezeichneten Stammesallianz - bestehend aus Wichita, Caddo, Hasinai und Tonkawa - unter Führung der mächtigen Comanche an, die als Verbündete Neufrankreichs aggressiv gegen die bis dahin domintanten Plains Apache Bands (Lipan, Mescalero und Jicarilla) und den sich in Süd-Texas etablierenden Spaniern vorging, nach Abzug der Franzosen wechselten die Allianzen und die Wichita und ihre Alliierten wurden 1786 – mit Ausnahme der Tonkawa – Alliierte der Spanier, heute: „Wichita and Affiliated Tribes (Wichita, Keechi, Waco and Tawakoni)“.)
  - Guichita (eigentl. Wichita, Eigenbezeichnung Kitikiti'sh / Kirikirish - „Waschbär-Augen-Volk“, da sie traditionell Markierungen um ihre Augen tätowierten.)
  - Taovaya (auch: Tawehash, Aijado, Tahuayase, Taouaize, Tawehash, Teguayo, Toaya und Towash genannt, historisch der größte und mächtigste „Wichita-Stamm“, bewohnten große Zwillingsdörfer entlang der Nordseite des Red River of the South im Jefferson County, Oklahoma und auf der Südseite bei der heutigen Stadt Spanish Fort im Montague County, Texas.)
  - Waco (auch: Iscani, Hueco/Huaco genannt, ihr Hauptdorf befand sich entlang des Brazos Rivers auf dem Gebiet der heutigen Stadt Waco, ein weiteres entlang des Guadalupe River, ihre Gebiete lagen somit am östlichen Randgebiet der Südlichen Plains.)
  - Tawakoni/Towakoni (auch: Touacara, Tahwaccaro, Tahuacaro, Towoccaro, Tehuacana, Tahuacano oder Tehuacana genannt, lebten in mehreren Siedlungen entlang des Lower Canadian River im Süden von Oklahoma.)

Westliche Sioux / Eigentliche Sioux
I. Missouri River Sioux
- Hidatsa (leitet sich von der Eigenbezeichnung als Hiraacá / Hiratsa - „Volk der Weiden“ der größten der drei Hidatsa-Stammesgruppen ab, als sich nach schweren Verlusten durch Epidemien und Kriegen diese sich zu einer Gruppe zusammenschlossen, ihr ursprüngliches Autonym war Nuxbáaga - „Volk, die Menschen“, historisch waren sie auch unter der Mandan-Bezeichnung als Mį́nįtaree - „das Wasser/den Fluss überqueren“ bekannt, wurden daher oft mit den nomadischen Plains-Algonkin-sprachigen Gros Ventre verwechselt, da die beiden Stämme mit ähnlichen Namen bezeichnet wurden: die Hidatsa wurden Minnetarees of the Missouri oder Gros Ventre of the Missouri genannt und die Gros Ventre Minnetarees of Fort de Prairie, Minnetarees of the Prairie, Minnetarees of the Plains oder Gros Ventre of the Prairie[79], heute Teil der „Mandan, Hidatsa, and Arikara Nation, The Three Affiliated Tribes“.)
  - Awaxawi („Dorf auf dem Hügel“ bzw. Amahami - „zerklüftetes Bergland“, in Hidatsa: awaxáawi - „Berge“ bzw. awaxáawi arucúhgahisha - „in/auf den Bergen“, ihr Schöpfungsmythos ähnelt dem der Mandan, die ebenfalls berichten aus der Unterwelt am Devils Lake an die Erdoberfläche heraufgestiegen zu sein, später zogen sie nach Westen zu den Painted Woods (in der Nähe der Square Buttes) und ließen sich in der Nähe eines Dorfes der Mandan und eines anderen der Awatixa nieder, jedoch wurde ihre Siedlung 1834 während eines Raubzugs durch die Lakota-Sioux völlig niedergebrannt, die Awaxawi zogen zu ihren Verwandten ins „Hidatsa Village (Big Hidatsa Village)“ und 1845 flussaufwärts mit Überlebenden der Mandan und ab 1862 der Arikaree in „Like-a-Fishhook Village“.)
  - Awatixa („Dorf der verstreuten Hütten“ bzw. Awadixá - „Hohes Dorf“, in Hidatsa: awadixá / awadí-aruwáagush - „Hohes Dorf“, laut ihrem Schöpfungsmythos kamen sie in der Nähe von Painted Woods vom Himmel auf die Erde herab, lebten zwischen dem Heart River und dem Knife River entlang des Middle Missouri River, von ihnen spalteten sich die späteren Mountain Crow ab, bewohnten zuerst „Awatixa Xi'e Village (Lower Hidatsa Village)“ (ca. 1525 - ca. 1780/1785) mit mindestens 50 Erdhäusern und ca. 500 bis 600 Bewohnern, nach einer Pockenepidemie wurde es aufgegeben und nach einer kurzen Wanderung oberhalb der ursprünglichen Siedlung das „Awatixa Village (Sakakawea Village)“ (ca. 1790 – 1834) mit ca. 60 Erdhäusern und einer auf Grund Krankheiten stark schwankenden Bevölkerung, jedoch wurde es 1834 während eines Raubzugs durch die Lakota-Sioux völlig niedergebrannt, die Awatixa zogen zu ihren Verwandten ins „Hidatsa Village (Big Hidatsa Village)“ und 1845 flussaufwärts mit Überlebenden der Mandan und ab 1862 der Arikaree in „Like-a-Fishhook Village“.)
  - Hiraacá / Hiratsa („Volk der Weiden“, auch eigentl. Hidatsa genannt, waren eine Konföderation zahlreicher nomadischer Hidatsa-Bands aus dem Norden und die größte Hidatsa-Stammesgruppe, hatten sich von der Awaxawi/Amahami Band getrennt und nach Süden zum Devil's Lake gezogen, zogen später westwärts und siedelten zusammen mit Mandan nördlich des Knife River als Ackerbauern in ortsfesten Dörfern; ihr Territorium erstreckte sich von der Mündung des Knife River den Missouri River flussaufwärts, entlang dessen Nebenflüssen im Westen und am Mouse River und Devils Lake im Nordosten, von ihnen spalteten sich die späteren River Crow ab, bewohnten seit ca. 1600 zuerst „Hidatsa Village (Big Hidatsa Village)“ - das nördlichste und mit über 100 Erdhäusern und schätzungsweise zwischen 820 und 1.200 Bewohnern das größte Hidatsa-Dorf, 1845 wurde diese Siedlung ebenfalls aufgegeben und alle Hidatsa zusammen mit den überlebenden Mandan zogen flussaufwärts und errichteten mit „Like-a-Fishhook Village“ letztmals ein traditionelles Dorf mit ca. 70 Erdhäusern (und somit bevölkerungsreicher als alle nahen US-Städte), 1862 schlossen sich die Arikaree den Hidatsa-Mandan an und verdoppelten die Bevölkerungszahl auf über 2.000 Bewohner (die Bevölkerungszahl von North Dakota betrug im Jahr 1870 gerade 2.405 Bürger), zwischen der letzten Sioux-Attacke 1874 und 1886 wurde das Dorf endgültig aufgegeben.)

II. Mandan
- Mandan (Eigenbezeichnung: Numakaki / Nųmą́khų́·ki / Rųwą́ʔka·ki - „viele Menschen, das Volk“, nach der Pocken-Epidemie von 1837–1838 nannten sie sich nun Nueta / Nų́ʔetaa - „unsere Leute, unser Volk“ (ursprünglich die Bezeichnung einer Band bzw. einer Siedlungsgruppe), heute Teil der „Mandan, Hidatsa, and Arikara Nation, The Three Affiliated Tribes“.)

III. Mississippi Valley Sioux / Mittlere Sioux
- Westliche Dakota (Mittlere Dakota) (abgel. von der Eigenbezeichnung als Dakȟóta - „Verbündete, Alliierte“, Einzahl: Dakȟód, früher fälschlicherweise als „Nakota“ bezeichnet, nach den beiden großen zugehörigen Stammesgruppen auch als „Yankton-Yanktonai“ bekannt, da sie ihre Stammesgebiete zwischen den Lakota im Westen und den Dakota (Östliche Dakota) hatten, werden sie auch als „Mittlere Dakota“ bezeichnet, mittlere zwei Otonwe/Tȟuŋwaŋ (Untergruppen) der Sioux bzw. Očhéthi Šakówiŋ – „Sieben Ratsfeuer [der Sioux]“)
  - Yankton oder Iháŋktȟuŋwaŋ (“People of the End [of the Village]”, “Village at the End” - „Volk am Rand des Dorfes/am Dorfende“, heutiger „Yankton Sioux Tribe (Ihanktonwan Dakota Oyate)“ und Teil des „Crow Creek Sioux Tribe“.)
  - Yanktonai oder Iháŋktȟuŋwaŋna (“People of the End [of the Little Village]”, “Little Dwellers at the End”, “Little Village at the End” - „Volk am Rand des kleinen Dorfes/am Dorfende [des kleinen Dorfes]“, heute Teil des „Standing Rock Sioux Tribe“, „Spirit Lake Tribe (Mni Wakan Oyate)“, „Yankton Sioux Tribe (Ihanktonwan Dakota Oyate)“, „Crow Creek Sioux Tribe“, der „Fort Peck Assiniboine & Sioux Tribes (Húdam Wįcášta)“ und in Kanada der „Birdtail Sioux First Nation“ sowie der „Canupawakpa First Nation (Canupawakpa Dakota Nation)“.)
- Iowa oder Ioway (abgel. von der Dakota-Bezeichnung als Ayuhwa - „die Schläfrigen“, Eigenbezeichnung jedoch Bah-Kho-Je / Báxoje (auch: Pahotcha, Pahucha) - „grau[gefärbter] Schnee“, weil ihre Winterhütten mit Schnee bedeckt waren, der vom Feuerrauch grau gefärbt wurde, nach ihnen wurde der heutige US-Bundesstaat Iowa, der Iowa River sowie Iowa City benannt; heute „Iowa Tribe of Oklahoma“ und „Iowa Tribe of Kansas and Nebraska“.)
- Oto oder Otoe (abgel. von der früheren Sioux-Bezeichnung als Wadóhda / Watóhta / Watúhta(na) - „Diejenigen, die kopulieren“ oder „Geliebte“, heutige Eigenbezeichnung: Jiwére / Chiwere - „von hier aus gehen“, heutiger „Otoe–Missouria Tribe of Indians“.)
- Missouri oder Missouria (abgel. von dem Illinois-Wort Weemeehsoorita/Wimihsoorita - „Einer, der Einbäume hat“, Eigenbezeichnung: Niúachi / Niutachi / Yút^achi - „Jene, die dort wohnen (wo) Flüsse zusammenfließen, d. h. der Grand und Missouri River“, auch: „Menschen der Flussmündung, d. h. der Einmündung des Grand in den Missouri River“)
- Omaha (abgel. vom Sioux-Wort Umáhan / Umánhan -„[Jene] Flussaufwärts“ oder „Flussaufwärts ziehendes/lebendes Volk“, heutiger „Omaha Tribe of Nebraska“.)
- Ponca (abgel. von der Eigenbezeichnung als Páⁿka / Ppáⁿkka - „Jene, die führen/vorangehen“[80], ursprünglich der Name des Clans der unter den „Dhegiha/Cegiha-Sioux“ die Migration westwärts auf die Prärien und Plains anführte (und somit „voranging/führte“), später trennten sie sich von den Omaha und entwickelten eine eigene Identität als Stamm, heute: „Ponca Tribe of Nebraska“ und „Ponca Tribe of Indians of Oklahoma“.)
- Kansa oder Kaw („Volk des Südwinds“, auch Kanza/Kasa, ursprünglich ein Clanname unter den „Dhegiha/Cegiha-Sioux“ (Ḳáⁿ-ze/Kóⁿze unter den Omaha und Ḳáⁿse unter den Osage), trennten sich die „Ḳáⁿze (Kansa)“ später von der Utsehta Band (Little [Bone] Osage) der Osage und entwickelten eine eigene Identität als Stamm, nannten sich oft einfach Níkashiⁿga - „Person/Volk“[81], heutige „Kaw Nation“.)
- Osage oder Wahzhazhe (abgel. von der Eigenbezeichnung als Wa-sha-she / Wa-zha-zhe / Wah-sha-she - „Wasser Volk“, der dominanten Phratrie unter den fünf Phratrien/Clan-Verbänden der Osage, die Franzosen gaben den Namen als Ouasage wider, die Briten/Amerikaner später als Osage, heutige „Osage Nation“.[82])
  - Little Osage Band oder Utsehta (“Little Bone Osage”)
  - Big Osage Band oder Pahatsi (“Big Bone Osage”)
  - Arkansas Band oder Santsukhdhi
- Quapaw oder Ogaxpa (auch: Kwapa, abgel. von der Eigenbezeichnung als Okáxpa / Ogáxpa - „Jene, die flussabwärts leben“ oder „Flussabwärts ziehendens/lebendes Volk“, da ihre Vorfahren den Mississippi flussabwärts hinunterzogen, während die Omaha, Ponca, Osage und Kansa diesen flussaufwärts folgten, nachdem sie die Mündung des Ohio (River) verlassen hatten, nannten sich oft einfach Níkkašíka - „Person / Volk“, heutiger „Quapaw Tribe“.[83])

## Kulturareal Südöstliches Waldland
Südliche Caddo / Eigentliche Caddo
- Caddo-Konföderationen (korrekter: Bezeichnung für drei indigene Häuptlingstümer im Einzugsgebiet des Red River of the South, jeder Stamm der Konföderationen wurde von einer erblichen Linie von Caddi (Häuptlingen) angeführt, werden oft auch dem Kulturareal der Prärien und Plains zugeordnet; heutige „Caddo Nation of Oklahoma“ und „Adai Caddo Indians of Louisiana“.)
  - Hasinai oder Tejas (Texas)-Konföderation oder Neches-Angelina-Konföderation (abgeleitet aus dem Caddo Hasíinay – „Unser eigenes Volk“, umfassten neun verbündete Stämme vom Mittellauf des Sabine River, des Neches River und dessen linken Nebenfluss, dem Angelina River bis zum Trinity River im Osten von Texas, ihre Eigenbezeichnung als Ta'sha/Táyshaʼ - „Freunde / Verbündete“ wurde ins Spanische als Tejas und ins Englische als Texas übernommen und gab dem heutigen US-Bundesstaat Texas seinen Namen.)
  - Natchitoches-Konföderation (abgeleitet aus dem Caddo-Wort Náshit'ush oder Nashitosh – „Papau (Pawpaw)“ bzw. Nacicit – „Ort, wo die Erde Ockerfarben ist“, dem Namen eines Baches in ihrem Territorium war der durch rote Erde floss (lt. einem frühen spanischen Historiker: Jose Antonio Pichardo), lebten entlang des Red River of the South im Nordosten von Texas und Nordwesten von Louisiana, ursprünglich zwei Stämme, später schlossen sich zwei weitere einst unabhängige Stämme an.)
  - Kadohadacho oder Caddo-Konföderation (Eigenbezeichnung: Kadawdáachuh oder Kä’dohadä’cho, auch als Real Caddo / Grand Caddo bezeichnet, waren namensgebend für alle Caddo-Konföderationen sowie deren Sprache, lebten nahe dem Great Bend of the Red River im Grenzgebiet von Texas, Oklahoma, Arkansas und Louisiana, ursprünglich vier Stämme, später schlossen sich mindestens fünf weitere einst unabhängige Stämme ihnen an.)

Westliche Sioux / Eigentliche Sioux
I. Mississippi Valley Sioux / Mittlere Sioux
- Dakota (Östliche Dakota)
  - Mdewakanton
  - Sisseton
  - Wahpekute
  - Wahpeton

II: Ohio Valley Sioux / Südöstliche Sioux
- Tutelo (abgel. von Totiri / Totero / Totteroy / Tutera bzw. Toderichroone - „Flachköpfe“, der Bezeichnung der Irokesenliga (Haudenosaunee) für alle „Östlichen Sioux“-Völker (einschließlich der Catawba), da diese unter ihren männlichen Nachkommen eine künstliche Schädeldeformation durch beabsichtigte mechanische Umformung des menschlichen Kopfes, um ein von der Norm abweichendes Aussehen zu erzeugen, praktizierten, Eigenbezeichnung der Tutelo-sprachigen Stämme (Tutelo, Saponi, Monacan, Moneton, Manahoac) war Yesañ / Yesáh / Yesáng / Yesą / Yesan / Yesah / Yesą́ - „Volk“, korrekter „Fluss [Volk]“[84], waren in der frühen Kolonialzeit gegenüber der Monacan-Konföderation tributpflichtig und als „Monahassanough (später Nahyssan)“ bekannt - jeweils Adaptionen ihres Autonyms, ein Großteil suchte Schutz bei ihren einstigen Feinden - den Cayuga der Irokesenliga; heute daher Teil der „Six Nations of the Grand River“ in Ontario, Kanada, der „Cayuga Nation of New York“ sowie der Occaneechee Band of the Saponi Nation.)
- Saponi (oft als „Eastern (Östliche) Blackfoot“ bezeichnet, abgel. von den Tutelo-Saponi-Wörtern Isi asepihiye - „Schwarzfüße“ bzw. asé:pi - „schwarz“ oder asepihiyé - „schwarzfärben“ und içi / isī / isi - „Fuß“, waren in der frühen Kolonialzeit gegenüber den Monacan-Konföderation tributpflichtig und als „Monasukapanough“ bekannt, Eigenbezeichnung der Tutelo-sprachigen Stämme (Tutelo, Saponi, Monacan, Moneton, Manahoac) war Yesañ / Yesáh / Yesáng / Yesą / Yesan / Yesah / Yesą́ - „Volk“, korrekter „Fluss [Volk]“[85], ein Großteil suchte Schutz bei ihren einstigen Feinden - den Cayuga der Irokesenliga; heute daher Teil der „Six Nations of the Grand River“ in Ontario, Kanada, der Occaneechee Band of the Saponi Nation, des „Haliwa-Saponi Indian Tribe“ und der „Sappony“.)
- Occaneechi (auch: Occoneechee oder Akenatzy) - die Bedeutung ist unbekannt - vermutlich handelt es sich um eine Adaption von „Achonechy (Occaneechi Town)“ - dem Namen ihrer Hauptsiedlung am Eno River, Eigenbezeichnung der Tutelo-sprachigen Stämme (Tutelo, Saponi, Monacan, Moneton, Manahoac) war Yesañ / Yesáh / Yesáng / Yesą / Yesan / Yesah / Yesą́ - „Volk“, korrekter „Fluss [Volk]“; heutige Occaneechee Band of the Saponi Nation und „Haliwa-Saponi Indian Tribe“.
- Moneton (Eigenbezeichnung der Tutelo-sprachigen Stämme (Tutelo, Saponi, Monacan, Moneton, Manahoac) war Yesañ / Yesáh / Yesáng / Yesą / Yesan / Yesah / Yesą́ - „Volk“, korrekter „Fluss [Volk]“, lebten entlang des Kanawha River und dessen linken Hauptquellfluss New River in West Virginia.)
- Manahoac oder Mahock (Konföderation mehrerer Siedlungen/Stämme: der „Hassinunga“, der „eigentl. Manahoac/Mahock“, der „Ontponea/Mepontsky“, der „Shackaconia“, der „Stegaraki“, der „Tegninateo/Tanxnitania“ sowie der „Whonkentia“, Eigenbezeichnung der Tutelo-sprachigen Stämme (Tutelo, Saponi, Monacan, Moneton, Manahoac) war Yesañ / Yesáh / Yesáng / Yesą / Yesan / Yesah / Yesą́ - „Volk“, korrekter „Fluss [Volk]“, lebten nördlich der Monacan im Piedmont westlich/oberhalb der Fall Line bis in die Blue Ridge Mountains entlang des Rapidan River und Rappahannock River sowie nördlich bis zum Potomac River und südlich bis zum Anna River, schlossen sich nach den Biberkriegen ca. 1670 den Monacan an - beide Stämme wurden später nur als „Tutelo“ und „Saponi“ erwähnt - siehe weiter unter: „Monacan“.)
- Monacan (auch: Mannakin bzw. Manskin, Konföderation mehrerer Siedlungen/Stämme: der „eigentl. Monacan“, der „Mowhemenchugh/Mowhemenchough“, der „Massinnacack/Mahock“, der „Monahassanugh“, der „Monasickapanough“, der „Mowhem[en]cho / Massinnacack“ und weiterer namentlich nicht bekannter Siedlungen/Stämme, Ihre Hauptsiedlung war „Rassawek“, tributpflichtige Siedlungen/Stämme waren die „Monahassanugh/Nahyssan“ (heutige Tutelo) und die „Monasukapanough“ (heutige Saponi), lebten südlich der Manahoac im Piedmont westlich der Fall Line bis in die Blue Ridge Mountains entlang des Upper James River westlich von Richmond; Eigenbezeichnung der Tutelo-sprachigen Stämme (Tutelo, Saponi, Monacan, Moneton, Manahoac) war Yesañ / Yesáh / Yesáng / Yesą / Yesan / Yesah / Yesą́ - „Volk“, korrekter „Fluss [Volk]“, durch die Biberkriege stark dezimiert, schlossen sich ca. 1670 die Manahoac ihnen an, um 1714 suchten beide Stämme zusammen mit Eno, Tutelo und Saponi bei Fort Christanna Schutz vor der Irokesenliga, wurden später nur als „Tutelo“ und „Saponi“ erwähnt, die beide 1753 offiziell von den Cayuga in die Liga „adoptiert“, daher heute Teil der „Cayuga Nation“ und der „Six Nations of the Grand River“ und der „Monacan Indian Nation“, manche sind evtl. unter Nachfahren der Saponi zu finden.)

III. Mississippi River Sioux
- Biloxi (auch: Baluxa, Beluxi, Bilocchi, Bolixe, Paluxy, Eigenbezeichnung als Taneks haya - „das erste Volk/die ersten Menschen“, lebten rund um der Biloxi Bay im Südosten von Mississippi, heutiger „Tunica-Biloxi Tribe of Louisiana“, „Pointe-au-Chien Indian Tribe“, die sog. „BCCM Tribes“ der Biloxi-Chitimacha Indians namens „Bayou Lafourche Band“, „Grand Caillou/Dulac Band“ und „Isle Jean Charles Band“ und der „United Houma Nation“.)
- Ofo oder Mosopelea (evtl. abgel. von Ofogoula - „Ofo Volk“ bzw. aus dem Choctaw Ofi okla - „Hunde Volk“, ursprünglich lebten sie in acht Siedlungen zwischen dem Muskingum und Scioto River nördlich des Ohio River (den die Miami-Illinois als Mosopeleacipi - „Fluss der Mosopelea (Ofo)“ nannten), später verkürzten die Shawnee dies zu Pelisipi/Pellissippi und andere benachbarte Stämme bezeichneten die Ofo als Ouesperie, Ossipe, Ushpi/Ushpee, auf Grund der Biberkriege flohen die Ofo vor der Irokesenliga südwärts und siedelten bei den Natchez am Lower Mississippi River, 1699 berichteten französische Jesuiten, dass die Houspé (Ofo) unter den Tunica entlang des Yazoo Rivers lebten, heutiger „Tunica-Biloxi Tribe of Louisiana“)
- Pascagoula (auch: Paskagula, abgel. aus dem Choctaw Pʋsk okla/Pʋskokla/Bʋshokla - „Brot Volk“ von pʋska/parka - „Brot“ und okla - „Volk“, ihre Eigenbezeichnung ist unbekannt, lebten entlang des Unterlaufs des nach ihnen benannten Pascagoula River nahe der Golfküste in Mississippi, 1829 lebten sie zusammen mit Biloxi und Caddo am Red River entlang der östlichen Grenze von Texas, es wird vermutet - auf Grund ihrer geographischen und historischen Nähe zu den Biloxi, dass sie ebenfalls eine Sioux-Sprache sprachen.)
- Chozetta (1699 lebten sie entlang des Pascagoula River in geographischer Nähe zu den Pascagoula/Paskagula, Moctobi und Biloxi, daher vermutlich ebenfalls Sioux-sprachig.)
- Moctobi (1699 lebten sie entlang des Pascagoula River in geographischer Nähe zu den Pascagoula/Paskagula, Chozetta und Biloxi, daher vermutlich ebenfalls Sioux-sprachig, evtl. identisch mit den 1725 erwähnten „Capinans/Capinas“ am Pascagoula River, suchten später Schutz bei den Choctaw.)[86]

Östliche Sioux / Catawba
- Adshusheer (vermutlich nur der Name einer bedeutenden Siedlung der Eno, ca. 22 km östlich „Achonechy (Occaneechi Town)“ der Hauptsiedlung der Occaneechi am Eno River)
- Cape-Fear-Indianer (ihre Eigenbezeichnung war vermutlich Daw-hee, lebten im Mündungsgebiet des Cape Fear River)
- Catawba (vermutlich abgel. von katapa - „teilen; trennen; [zer]brechen“ aus der Sprache der feindlichen Choctaw (Chahta)[87], historisch oft als Iswä / Iswa / Issa / Ysa / Esaw bekannt, abgel. von der Catawba-Bezeichnung für den Catawba und Wateree River als Iswa/Iswä/Iswąˀ/Iswą - „Fluss“, ihre Eigenbezeichnung lautet daher auch Ye Iswa - „Volk entlang des Flusses (Catawba und Wataree)“ oder Ye Iswa'here bzw. Yeh Is-wah H’reh - „Volk den Fluss entlang abwärts“, „Flussabwärts lebendes Volk“, abgel. von Yęę/Yę/Yįį - „Person“ bzw. Yęye/Yayeh - „Volk“ und Iswa/Iswä/Iswąˀ/Iswą - „Fluss“[88], manchmal wird auch Nieye bzw. Niye Yakanire - „Volk“, „Viele Menschen“ wiedergegeben, nahmen während des Tuscarora- (1711 bis 1713) und Yamassee-Krieges (1715 bis 1717) mehr als 30 andere - meist Sioux-sprachige Stämme - auf, darunter die Cheraw/Saura, Congaree, Eno, Keyauwee, Santee, Sissipahaw, Sewee, Shakori, Sugaree, Wateree, Waxhaw, nach dem Wegzug der Tuscarora etablierten sich die Catawba als neue mächtigste indianische Nation in North Carolina; heutige „Catawba Indian Nation“.)
- Cheraw oder Saraw/Saura (die Spanier/Portugiesen gaben den Namen als Xualla / Xuala - wobei das „x“ für ein „s“ stand, daher auch: Suala / Sualy bzw. Suali durch die Cherokee, die Engländer nannten sie später Sauraw / Saura / Charaw / Charraw, die Stammesbezeichnung leitet sich vermutlich aus dem Catawba-Wort Sara - „Ort/Platz des hohen Unkrauts“ ab - evtl. die Bezeichnung einer ihrer beiden bekannten Siedlungen, lebten ursprünglich Great Pee Dee River, danach entlang des Oberlaufs des Dan River und Yadkin River, beteiligten sich führend am Yamasee-Krieg (1715 bis 1717) und führten die Überfälle nach der Niederlage der vereinigten Stämme fort, 1761 sind Dörfer der verbündeten Cheraw und Keyauwee am Pee Dee River kartographiert, schlossen sich später den Catawba an und wurden 1768 zuletzt als eigenständiger Stamm erwähnt; heute Teil der „Catawba Indian Nation“ und des „Lumbee Tribe of North Carolina“ sowie der „Sumter Band of Cheraw Indians“.)
- Congaree (lebten am Congaree River im Gebiet des Congaree-Nationalparks, South Carolina, sie siedelten in der Piedmont-Region am nordöstlichen Ufer des Santee River unterhalb der Einmündung des Wateree River, beteiligten sich am Yamasee-Krieg (1715 bis 1717) gegen die Kolonisten, 1716 wurde über die Hälfte des Stammes von Siedlern gefangen genommen und in die Sklaverei nach Westindien verkauft, die Überlebenden schlossen sich den sprachverwandten Catawba an; heute Teil der „Catawba Indian Nation“.)
- Eno (auch: Aeno, Enoke, Oenock, Haynoke, Wyanoak oder Stuckenock, lebten im 18. Jahrhundert überwiegend am Oberlauf von Eno River und Shocco Creek in North Carolina; seit 1716 Teil der „Catawba Indian Nation“ sowie seit 1730 Teil der „Haliwa-Saponi Indian Tribe“.)
- Keyauwee (auch: Keyawee, Kewawee, Keiauwee, Keeowee, Keeowaw, Keeawawe, die Bedeutung ist unbekannt und vermutlich handelt es sich hierbei um eine Siedlung/Band der Shakori und nicht um einen eigenständigen Stamm; lebten Anfang des 18. Jahrhunderts am Uwharrie River in North Carolina. Zwischen 1701 und 1714 vereinigten sich die Keyauwee mit den Tutelo, Saponi, Occaneechi und Shakori um sich besser gegen die Angriffe der Irokesen verteidigen zu können und zogen gemeinsam an den Albemarle Sound. 1730 zogen die Keyauwee, Eno und Cheraw nach Süden an den Pee Dee River in South Carolina, dort sind 1761 Dörfer der Keyauwee und Cheraw kartographiert, danach schlossen sie sich vermutlich den sprachverwandten Catawba an, seit 1761 nicht mehr existent; heute Teil der „Catawba Indian Nation“.)
- Pee Dee (auch: Pedee oder Peedee, lebten ursprünglich am Lower Pee Dee River in der Region Pee Dee im Nordosten von South Carolina, Mitte des 16. Jahrhunderts zogen sie flussaufwärts um spanischen Sklavenjagden entlang der Atlantikküste zu entgegen und siedelten am Upper Pee Dee River des Piemonts, im Tuscarora-Krieg (1711 bis 1713) kämpften sie siegreich auf Seite der Kolonisten, im Yamasee-Krieg (1715 bis 1717) jedoch gegen die Kolonisten und wurden deutlich dezimiert, 1737 wurden sie zusammen mit Cheraw in der “Coachman Reservation” entlang des Edisto River, Dorchester County, South Carolina, angesiedelt, beide mussten sich jedoch ca. 1740 als „Teilstämme“ den Catawba anschließen, 1744 griffen Pee Dee einige Catawba an, 1746 versprachen Pee Dee und Cheraw die Catawba nicht zu verlassen - ein Großteil der Pee Dee auf Grund Spannungen diese doch und konnte sich seine kulturelle Identität erhalten; heutige „Pee Dee Indian Nation of Upper South Carolina“, „Pee Dee Indian Tribe of South Carolina“, „Pee Dee Indian Nation of Beaver Creek“ sowie Teil der „Catawba Indian Nation“.)
- Santee (auch: Zantee, Seretee, Seratee, Sattee, vermutliche Bedeutung „Fluss Volk“, abgel. von iswan'ti - „[hier ist] der Fluss“, lebten entlang des Mittellaufs des Santee Rivers in South Carolina, kämpften auf Seiten der Kolonisten im Tuscarora-Krieg (1711 bis 1713) und später im Yamasee-Krieg (1715 bis 1717) gegen die Kolonisten, trotz Friedensschluss überfielen 1716 Santee zusammen mit Waxhaw etliche Kolonisten S.C., wurden daraufhin von Kolonie-treuen Catawba und küstennahen Stämmen, vermutlich den Cusabo, angegriffen - viele Santee und Waxhaw wurden versklavt und nach Westindien verkauft, die Mehrheit der Santee wurde von den Catawba „adoptiert“ und in ihren Stamm aufgenommen; heute Teil der „Catawba Indian Nation“, „Santee Indian Organization“ und heutige „Santee Indian Nation of South Carolina“. Die Santee dürfen jedoch nicht mit den oft ebenfalls als „Santee/Upper Sioux“ bezeichneten Östlichen Dakota der Sioux verwechselt werden.)
- Sewee („Inselbewohner“, lebten am Unterlauf des Santee Rivers in South Carolina, schlossen sich den Catawba an; heute Teil der „Catawba Indian Nation“.)
- Shakori oder Shaccoree (auch: Cacores, Shocco, Shacco oder Stuckenock, die Stammesbezeichnungen „Shakori/Shaccoree“ und „Sugeree“ haben vermutlich beide die gleiche Bedeutung und ihren Ursprung in der Catawba-Sprache - beide Stämme dürfen jedoch nicht miteinander verwechselt werden, lebten entlang des Shocco, Big Shocco River und Eno River in North Carolina, schlossen sich zuerst mit den Eno zusammen und mit diesen den Catawba - konnten ihre Sprache und eigenständige Identität bis 1743 bewahren; heute Teil der „Catawba Indian Nation“ sowie des „Haliwa-Saponi Indian Tribe“.)
- Sissipahaw oder Haw (auch: Sissipahau, Saxahapaw bzw. Sauxpa oder Stuckenock, oft als „Eastern (Östliche) Blackfoot“ bezeichnet, abgel. von den Tutelo-Saponi-Wörtern Isi asepihiye - „Schwarzfüße“, lebten entlang des nach ihnen bezeichneten Haw River, einem linken Quellfluss des Cape Fear River, ihre Hauptsiedlung „Haw Old Fields“ befand sich an der Stelle der heutigen Stadt Saxapahaw am Haw River im Alamance County, North Carolina, werden manchmal als eine Band der Shakori betrachtet. Im Yamasee-Krieg (1715 bis 1717) kämpften sie gegen die Kolonisten, danach werden sie nicht mehr als eigenständiger Stamm erwähnt, schlossen sich wahrscheinlich zuerst den Shakori und später den Catawba an; heute Teil der „Catawba Indian Nation“ sowie des „Haliwa-Saponi Indian Tribe“.)
- Sugeree (auch: Sagaree, Sataree, Suturee, Sugau, Sugan und Sagan, vermutlich abgeleitet von der Catawba-Bezeichnung als yensr grihere - „verdorbene Menschen“ oder „[Jene] vom Fluss, dessen Wasser man nicht trinken kann“, lebten entlang des nach ihnen benannten Sugar Creek südlich der Stadt Charlotte, North Carolina, später in den Catawba aufgegangen; heute Teil der „Catawba Indian Nation“.)
- Waccamaw Sioux oder Woccon (Ihre Eigenbezeichnung war wahrscheinlich Yauhhe - „Volk“ (Lawson 1709), lebten im Feuchtgebiet entlang des Waccamaw River sowie im Sumpf und Bruchwald am Ufer des Lake Waccamaw;[89] heutiger „Waccamaw Siouan Indian Tribe“ und „Waccamaw Indian People“.)
- Wateree (abgel. von der Eigenbezeichnung als Yeh Is-wah H’reh - „Volk entlang des [Wateree] River“, lebten ursprünglich am Oberlauf des Yadkin River und zogen später an den nach ihnen benannten Wateree River, sowohl im Tuscarora-Krieg (1711 bis 1713) auf der Seite der Kolonisten und später im Yamasee-Krieg (1715 bis 1717) gegen die Kolonisten wurden die Wateree deutlich dezimiert, schlossen sich danach als Teilstamm den Catawba an und konnten sich ihre kulturelle Identität bis 1744 erhalten; heute Teil der „Catawba Indian Nation“.)
- Waxhaw (auch: Waxhau, Wisacky bzw. Gueça, evtl. auch: Wastana und Weesock, nach der vernichtenden Niederlage der vereinigten Stämme im Yamasee-Krieg (1715 bis 1717) wurden die Überlebenden entweder als Sklaven nach Westindien verkauft oder zwangsweise von den sprachverwandten Catawba „adoptiert“ und in deren Stamm aufgenommen; heute Teil der „Catawba Indian Nation“.)
- Winyaw (auch: Winyah, Weenee, Wineaw, lebten entlang des Black River und am Unterlauf des Pee Dee River bis zur Winyah Bay, schlossen sich nach der Niederlage im Yamasee-Krieg (1715 bis 1717) ca. 1720 den Waccamaw Sioux an; heute Teil des „Waccamaw Siouan Indian Tribe“ und der „Waccamaw Indian People“.)

Südöstliche Algonkin
- Virginia-Algonkin (Gruppe verwandter Stämme die jeweils gegenseitig verständliche Dialekte des Virginia-Algonkin (Powhatan) sprachen, das ebenso wie das „Carolina Algonkin (Pamlico)“ der südlich des Great Dismal Swamp lebenden „North-Carolina-Algonkin“ zu den Östlichen Algonkin-Sprachen gehört.)
- North-Carolina-Algonkin (Gruppe verwandter Stämme die jeweils gegenseitig verständliche Dialekte des Carolina Algonkin (Pamlico) sprachen, das ebenso wie das „Virginia-Algonkin (Powhatan)“ der nördlich des Great Dismal Swamp lebenden „Virginia-Algonkin“ zu den Östlichen Algonkin-Sprachen gehört.)

Nördliche Irokesen / Virginia-North Carolina Irokesen
- Westo (die Spanier nannten sie Chichimeco, die europäischen Siedler in Virginia Richahecrian, es wird vermutet, dass sie ursprünglich eine Gruppe der Erie waren.)
- Tuscarora-Konföderation (abgel. von der Eigenbezeichnung der größten Stammes- und Dialektgruppe als Skarù∙ręʔ / Ska-Ruh-Reh - „Indianischen Hanf (Indian Hemp)-Sammler“ oder „(Hanf)Hemden-tragendes Volk“, die später auf alle drei Stammesgruppen übertragen wurde, heute „Tuscarora Nation of New York“ und als Teil der „Six Nations of the Grand River“ in Kanada - zudem gibt es mind. sechs sowohl staatlich als auch seitens der „Tuscarora Nation“ nicht anerkannte „Stämme/Gruppen“ in North Carolina.)
  - Katenuaka/Kautanohakau (auch: Kǎ'tě’nu'ā'kā', Ga-te-no-wah-ga - „People of the Submerged Pine-tree/Pine-tree in water“)[90][91]
  - Akawenteaka/Akawenchaka (auch: Akawěñtc'ākā', Ag-wan-te-ga - „People of the Two-Row“, auch bekannt als Kauwetsaka/Kauwetseka/Cauwintch-AAga - „Volk entlang/des Wassers“, dies ist auch das Autonym der benachbarten „Kauwets'a:ka/Meherrin“.)
  - Skarū'ren'/Skuarureaka (auch: Sca-ru-re-ah-ga - „Indian Hemp (Indianischen Hanf)-Sammler“, „(Hanf)Hemden-tragendes Volk“, vermutlich einst größte Gruppe, daher ist die Nation heute allgemein als „Tuscarora“ bekannt.)
- Meherrin (Eigenbezeichnung: Kauwets'a:ka - „Volk entlang/des Wassers“, es wird vermutet, dass sie sich einst von der gleichnamigen Tuscarora-Stammesgruppe abspalteten, lebten zwischen den Nottoway im Norden und den Tuscarora im Süden entlang des nach ihnen benannten Meherrin River im Grenzgebiet von Virginia und North Carolina, zogen 1706 flussabwärts an die Mündung des Meherrin in den Chowan River, N.C., nahmen als Verbündete am Tuscarora-Krieg (1711–1715) gegen die Kolonisten Teil, 1722 begleiteten viele Meherrin die Tuscarora nach Norden nach New York State oder schlossen sich der Irokesenliga an, ab 1726 wurden Reservationen zwischen Meherrin und Blackwater River für die Meherrin und Nottoway eingerichtet, 1755 jedoch zogen die Meherrin weiter zum Albemarle Sound, N.C.; heutiger „Meherrin Indian Tribe“, „Tuscarora Nation of New York“ und Teil der „Six Nations of the Grand River“ in Kanada.)
- Nottoway (die heute übliche Stammesbezeichnung als „Nottoway“ ist eine Ableitung aus der Algonkin-Bezeichnung für alle Irokesen als Nadawa / Nadowe - „große (giftige) Schlange“ mit der Bedeutung „große mächtige Feinde“[92], Eigenbezeichnung: Cheroenhaka - „Volk an der Flussgabelung“, da sie nördlich der Meherrin entlang des Nottaway und Blackwater River bis zu deren Einmündung in den Chowan River lebten; heutiger „Nottoway Indian Tribe of Virginia“ und „Cheroenhaka (Nottoway) Indian Tribe“ sowie Teil der „Six Nations of the Grand River“ in Kanada.)

Bestimmung / Zuordnung nicht eindeutig bzw. möglich (auf Grund fehlender Sprachdokumente, werden oftmals auch den North-Carolina-Algonkin zugerechnet)
- Coree (auch: Neuse River Indianer)
- Coharie (Eigenbezeichnung: Schohari)
- Neusiok (auch: Neuse)
- Moratuc

Südliche Irokesen / Cherokee
- Cherokee (ursprüngliche Eigenbezeichnung: Anikituhwagi / Anigiduwagi (ᎠᏂᎩᏚᏩᎩ) - „Volk von Kituhwa/Giduwah (ᎩᏚᏩ)“, da die Cherokee Kituhwa als die älteste ihrer mythischen „Mutterstädte“ und Ursprung ihres Volkes betrachteten bzw.: Aniyvwiyaʔi (ᎠᏂᏴᏫᏯᎢ), Aniyvwiya (ᎠᏂᏴᏫᏯ), heute meist: Ani-yun-wi-ya - „Wirkliches / Erstes Volk“, abgeleitet von Yun-wi - „Person“ + ya - „wirkliche/erste“ + dem Präfix Ani, heutige Eigenbezeichnung: Tsi-tsa-la-gi - „Wir sind Tsa-la-gi (Cherokee)“, unterteilten sich in fünf (später sechs) Städteverbünde mit jeweils einer „Mutterstadt“ als Regierungszentrum entlang von Flussläufen sowie in drei Dialektgruppen; da die Briten zuerst auf den östlichsten Städteverbund - die „Lower Towns“ - trafen und diese als einzige einen „R“ + „ts“-Dialekt sprachen und sich daher als Tsa-ra-gi bezeichneten, übernahmen diese dies als „Cherokee“.)
  - „Lower Towns“ (manchmal nach „Keowee/Guwahiyi (ᎫᏩᎯᏱ)“ der führenden Mutterstadt auch als „Keowee Towns“ bezeichnet, ab 1794 „Upper Towns“ genannt, ab 1794 bis 1809 war abwechselnd „Willstown/Titsohili (ᏘᏦᎯᎵ)“ oder „Turkeytown/Gun'-di'ga-duhun'yi (ᎫᎾᏗᎦᏚᎱᎾᏱ)“ die „Hauptstadt“, im Grenzgebiet vom westlichen South Carolina und nordöstlichen Georgia, sprachen den „Elati / Lower (Towns)“ bzw. „Underhill / Eastern“ Dialekt, einziger „R“ + „ts“-Dialekt, Eigenbezeichnung daher: Tsa-ra-gi.)
  - „Middle Towns“ und „Out Towns“ (in North Carolina, sprachen den „Kituwah (Keetoowah) / Giduwah“ bzw. „Middle (Towns)“ Dialekt, „L“ + „tl“ oder „dl“ -Dialekt, Eigenbezeichnung daher: Tla-la-gi oder Dla-la-gi.)
  - „Overhill Towns“ (in Tennessee, von ca. 1721–1730 mit Tanasi (ᏔᎾᏏ) als Hauptstadt sowie ab den 1740er bis 1788 defacto mit Chota/Echota/Itsati (ᎢᏣᏘ) als Hauptstadt und „Mutterstadt“), „Valley Towns“ (in North Carolina) sowie die „(new) Five Lower Towns“ (in Tennessee und Alabama der „Chickamauga Cherokee (Lower Cherokee)“ mit der „Hauptstadt“ „Running Water/Amogayunayi (ᎠᎼᎦᏳᎾᏱ)“)[93], ursprünglich Teil der „Overhill Towns“) (alle drei Städteverbände sprachen den „Otali / Atali (Overhill (Towns)“ bzw. „Upper / Western“ Dialekt, „L“ + „ts“ -Dialekt, Eigenbezeichnung daher: Tsa-la-gi.)

West-Maskoki/Muskogee
- Chickasaw (vermutlich leitet sich der Name von chikasha ab und bedeutet entweder „Rebell“ oder „aus Chicsa stammend“; heutige „Chickasaw Nation“ und der Chaloklowa Chickasaw Indian People of South Carolina.)
- Choctaw oder Chahta (die Herkunft der heutigen Stammesbezeichnung als „Choctaw“ ist umstritten: der Anthropologe John Swanton vermutet, dass er sich vom Namen eines früheren einflussreichen Häuptlings ableitet; der Historiker Henry Halbert hingegen, dass sich die Bezeichnung vom Choctaw/Chahta-Wort Hacha hatak - „Fluss-Volk“ herleitet; heutige „Mississippi Band of Choctaw Indians“, „Choctaw Nation of Oklahoma“, „Jena Band of Choctaw Indians“, „Choctaw-Apache Community of Ebarb“, „MOWA Band of Choctaw Indians (MBCI)“, „Cher-O-Creek Intra Tribal Indians“, „Live Oak Choctaws“, „Louisiana Band of Choctaw“, „Clifton Choctaw Tribe of Louisiana“, „Chahta Tribe“, „Louisiana Choctaw Turtle Tribe“, „Four Winds Tribe Louisiana Cherokee Confederacy“, die sog. „BCCM Tribes“ der Biloxi-Chitimacha Indians namens „Bayou Lafourche Band“, „Grand Caillou/Dulac Band“ und „Isle Jean Charles Band“, „United Houma Nation“ und „Tunica-Biloxi Tribe of Louisiana“ .)
- Chakchiuma (auch: Sacchuma/Saquechuma oder Choquichoumans, die Bezeichnung leitet sich aus ihrer Bezeichnung für das Stammestotem ab als Sa'ktcihuma - „roter Flusskrebs“, lebten entlang des Upper Yazoo River und des Yalobusha River im heutigen Bundesstaat Mississippi, waren Feinde der Chickasaw und sprachen eine dem Chocktaw verwandte Sprache, durch starke Verluste in Stammeskriegen mit Chickasaw und Choctaw wurden sie fast vernichtet und schlossen sich ca. 1740 den Choctaw an, heute findet man ihre Nachkommen wahrscheinlich unter dem großen Choctaw-Clan Shakchi Humma - „roter Flusskrebs“.)
- Houma (auch: Ouma, vermutlich abgeleitet von ihrem Kriegstotem Saktce-ho'ma/Sa'ktcihuma - „roter Flusskrebs“ - werden daher oftmals als eine Band der Chakchiuma betrachtet, ihre Sprache ist eine dem Chakchiuma ähnliche Choctaw-Sprache, vermutliche Eigenbezeichnung (H)umah atca' atak - „Roter Fluss Volk“, kurz: Umah / Uma, lebten im 17. Jahrhundert entlang des Red River of the South (nach ihnen als „roter Fluss“ bzw. früher Houma River bezeichnet) und Mississippi River; heutige „United Houma Nation“, „Pointe-au-Chien Tribe“.)
- Tohome (auch: Thomez.)
- Bayagoula (auch: Bayogoula, Bayou Goula, sprachen wahrscheinlich eine dem Houma/Chakchiuma ähnliche Choctaw-Sprache, schlossen sich den Houma und Acolapissa an, .)
- Mougoulacha (auch: Imongolosha - wahrscheinlich: „Volk von der anderen Seite [des Flusses]“, lebten im Osten des Mississippi-Deltas, Ende des 17. Jahrhunderts bewohnten sie gemeinsam eine Siedlung zusammen mit Quinipissa und Bayagoula - jedoch töteten die Bayagoula um 1700 den Großteil der Quinipissa und Mougoulacha; als „Mougoulacha“ wurden jedoch viele Stämme in der Region rund um den Lake Pontchartrain bezeichnet - auch die benachbarten Quinipissa, Acolapissa, Bayagoula, Tangipahoa und Houma.)
- Quinipissa oder Kinipissa (lebten entlang des Lower Mississippi River in Louisiana, Ende des 17. Jahrhunderts bewohnte eine Minderheit zusammen mi Tunica-sprachigen Korea eine Siedlung am Westufer des Mississippi, die Mehrheit lebte jedoch in einer gemeinsamen Siedlung zusammen mit Mougoulacha und Bayagoula - jedoch töteten die Bayagoula um 1700 den Großteil der Quinipissa und Mougoulacha.)
- Acolapissa (heutige „United Houma Nation“, „Pointe-au-Chien Tribe“ sowie „Biloxi-Chitimacha Confederation of Muskogees (Biloxi-Chitimacha-Choctaw of Louisiana) - der Grand Caillou/Dulac Band, Isle de Jean Charles Band und Bayou Lafourche Band“ und „Pointe-au-Chien Indian Tribe“.)
- Tangipahoa (abgel. vom Muskogee-Wort: Tonche Pahoha - „Volk des Mais“ oder „Maiskolben-Volk“, schlossen sich im späten 17. Jahrhundert den Acolapissa an, zusammen mit diesen später den Bayogoula und Houma, heutige „United Houma Nation“.)

Ost-Maskoki/Muskogee
- Creek (Muskogee) Konföderation (abgel. von der Eigenbezeichnung als Mvskoke / Maskoki - Bedeutung unbekannt, etablierten nach dem Tuscarora- und Yamasee-Krieg in North- und South Carolina eine neue Konföderation, die Anfang des 19. Jahrhunderts mindestens 50 Städte (idalwa), in denen sechs verschiedene Sprachen gesprochen wurden - Muscogee/Maskoki (Creek), Hitchiti-Mikasuki, Alabama-Koasati - drei „Muskogee-Sprachen“, Ge’wedene Yudjiha (Yuchi) und Natchez - beides „isolierte Sprachen“ und das zu den Zentral-Algonkin-Sprachen gehörige Shawnee, umfasste.)
  - „Upper Towns / Upper Creek“ (verbündete Städte (idalwa) entlang des Coosa River, Tallapoosa River und Alabama Rivers, diese waren kulturell, religiös und politisch konservativer als die „Lower Towns / Lower Creek“.)

Muscogee/Maskoki (Creek)-sprachige Städte/Stämme
- -     - Abhika (eine der vier „Mutterstädte“ der „Maskoki/Muskogee/Creek“, oftmals wurden alle „Upper Towns / Upper Creek“ kollektiv als Abhika bezeichnet.)
    - Atasi
    - Coosa oder Kusa (einst das bedeutendste Häuptlingstum von Ost-Tennessee und Nord-Georgia)
    - Upper Eufala (eventuell ursprünglich Teil der Kealedji oder Hilibi.)
    - Hilibi
    - Hothliwahi (Ullibahali)
    - Itawa
    - Kealedji (eventuell ursprünglich Teil der Tuckabatchee.)
    - Tallapoosa (auch: Cadapouches, Canapouches, entlang des Tallapoosa River.)
    - Tuckabatchee (auch: Tuckabutche, abgel. von der Eigenbezeichnung als Tokepahce, eine der vier „Mutterstädte“ der „Maskoki/Muskogee/Creek“, lag vor der Umsiedlung am Tallapoosa River.)
    - Tuskegee (auch: Napochi genannt.)
    - Wakokai

Alabama-Koasati-sprachige Städte/Stämme
- -     - Alabama oder Alibamu (abgeleitet aus ihrer Sprache von Albaamaha; den „eigentl. Alibamu“ hatten sich im 17. Jahrhundert bereits die „Pawokti/Pauwagta“, die „Tawasa “, „Autauga“ angeschlossen, heute „Alabama–Coushatta Tribe of Texas“, der „Alabama–Quassarte Tribal Town“ sowie der „Muscogee Nation (Este Mvskokvlke)“.)
    - Coushatta oder Koasati (auch: Quassarte, heutige „Coushatta Tribe of Louisiana“, „Alabama-Coushatta Tribe of Texas“ und „Alabama–Quassarte Tribal Town“.)

  - „Lower Towns / Lower Creek“ (verbündete Städte (idalwa) entlang des Chattahoochee River, Flint und Apalachicola Rivers und ostwärts entlang des Ocmulgee River und Oconee Rivers, waren während der Kolonialzeit im Yamasee-Krieg (1715 bis 1717) auch als „Ochese Creek“ bekannt.)

Apalachee-Alabama-Koasati-sprachige Städte/Stämme
- -     - Apalachee (ihre Hauptstadt „Anhaica“ (auch: Iviahica, Yniahico, Pueblo of Apalache) befand sich auf dem Gebiet von Tallahassee - „alte Stadt“ oder auch „verlassenes Feld“, der Hauptstadt Floridas; heute Teil der „Muscogee Nation (Este Mvskokvlke)“ sowie der staatlich nicht anerkannten „Talimali Band of Apalachee“.)

Hitchiti-Mikasuki-sprachige Städte/Stämme
- -     - Apalachicola oder Pallachacola („Volk von der anderen [Fluss] Seite“, lebten zuerst am Apalachicola River im Nordwesten von Florida, um britischen Sklavenjägern zu entgehen zogen sie 1706 an den Savannah River, nach ihrer Niederlage im Yamasee-Krieg zogen sie ca. 1720 in die Region am Zusammenfluss von Chattahoochee und Flint River und schlossen sich den „Lower Towns / Lower Creek“ an; heute Teil der „Muscogee Nation (Este Mvskokvlke)“.)
    - Yamasee (auch: Altamaha nach einer ihrer Hauptstädte, einst eine multiethnische Konföderation, schlossen sie sich nach dem verlorenen Yamasee-Krieg (1715 bis 1717) den „Lower Towns / Lower Creek“ an, da die Yamasee nach dem Krieg ihre Überfälle auf South Carolina fortführten, wurde 1727 das letzte Dorf der Yamasee bei St. Augustine von den Briten zerstört und viele Yamasee getötet, die Überlebenden schlossen sich neben den Creek, den Seminolen, Hitchiti und Apalachee an und verloren damit ihre Stammes-Identität; heute Teil der „Muscogee Nation (Este Mvskokvlke)“.)
    - Yamacraw (Zusammenschluss von überlebenden Yamasee und vermutlich Apalachicola/Pallachacola der „Lower Towns / Lower Creek“, ihr Zentrum befand sich im Gebiet der heutigen Stadt Savannah am Savannah River in Georgia, verloren bald ihre eigenständige Identität; heute Teil der „Muscogee Nation (Este Mvskokvlke)“.)
    - Upper Chehaw oder Chiaha
    - Hitchiti (heute Teil der „Muscogee Nation (Este Mvskokvlke)“.)
    - Oconee (Muscogee/Maskoki (Creek)-Bezeichnung: „Leute/Siedlung oder Volk“ („O“) der „Skunks“ („Conee“), lebten ursprünglich entlang des Oconee River, zogen nach dem Yamasee-Krieg (1715 bis 1717) westwärts zum Chattahoochee River und schlossen sich dort den „Lower Towns / Lower Creek“ an, auf Grund Konflikte zwischen Oconee und Creek emigrierten große Teile der Oconee unter Häuptling Secoffee (Cowkeeper) in die „Neutrale Zone“, die Alachua-Prärie im Norden Floridas - daher auch als Alachua Oconee oder Alachua Band bekannt. Waren politisch eine der führenden Bands unter den Seminolen; heute größtenteils „Seminole Nation of Oklahoma“, „Seminole Tribe of Florida“ und „Miccosukee Tribe of Florida“.)
    - Sawokli (zogen auch nach Florida und wurden Teil der historischen Seminolen; heute „Seminole Nation of Oklahoma“, „Seminole Tribe of Florida“ und „Miccosukee Tribe of Florida“.)
    - Mikasuki oder Miccosukee (ursprünglich Teil der „Upper Chehaw/Chiaha“ im Tal des oberen Tennessee Rivers in Georgia, zogen sie im 18./19. Jahrhundert zusammen mit weiteren Gruppen der „Lower Towns / Lower Creek“ südwärts in den Norden Floridas, entwickelten sich dort zu einem Teil der historischen Seminolen und errichteten eine ihrer Hauptsiedlungen nahe Tallahassee; heutiger „Miccosukee Tribe of Indians of Florida“.)
    - Seminolen (die Stammesbezeichnung stammt aus dem Muscogee/Maskoki (Creek)-Wort Simanó-li - „Grenzgänger“, „Ausgestoßener“, „Ausreißer“, vermutlich kann das Creek-Wort selbst vom spanischen Wort cimarrón abgeleitet werden, der damals üblichen Bezeichnung für „wilde/außer Kontrolle“ bzw. „entlaufene“ Indianer in Florida, Eigenbezeichnung: Yat'siminoli - „freies Volk“ oder Ikaniúksalgi - „Volk der [Florida] Halbinsel“; ursprünglich Mitglieder von „Lower Towns / Lower Creek“ sowie mehrerer nach dem Yamasee-Krieg (1715 bis 1717) Schutz suchender Stämme/Städte, darunter Yamasee sowie die der Creek-Konföderation angehörenden Oconee, Hitchiti, Yuchi, Mikasuki, Sawokli und weitere kleinere Stämme; heutige „Seminole Nation of Oklahoma“, „Seminole Tribe of Florida“ und „Miccosukee Tribe of Florida“.)

Muscogee/Maskoki (Creek)-sprachige Städte/Stämme
- -     - Coweta (eine der vier „Mutterstädte“ der „Maskoki/Muskogee/Creek“, die Bewohner wurden Caouitas bzw. Caoüita genannt; die Cherokee nannten daher alle „Lower Towns / Lower Creek“ einfach Anikhawitha - „Volk aus/von Coweta“.)
    - Cusseta oder Kasihta (eine der vier „Mutterstädte“ der „Maskoki/Muskogee/Creek“, entlang des Ocmulgee River.)
    - Lower Eufala (lebten entlang des Chattahoochee River.)
    - Ocfuskee
    - Ocmulgee
    - Okawaigi
    - Tamali

Isolierte Sprachen-sprechende Völker
- Atakapa (auch: Atacapa, Attakapa, Attacapa, abgeleitet vom Choctaw-Wort Hatak Upa - „Kannibale“, da sie insbesondere in Kriegszeiten rituellen Kannibalismus praktizierten, Eigenbezeichnung: Icāk / Ishak - „Volk/Menschen“, heute Teil der „Four Winds Tribe Louisiana Cherokee Confederacy“, „Tunica-Biloxi Tribe of Louisiana“, „Pointe-au-Chien Indian Tribe“, die sog. „BCCM Tribes“ der Biloxi-Chitimacha Indians namens „Bayou Lafourche Band“, „Grand Caillou/Dulac Band“ und „Isle Jean Charles Band“, „United Houma Nation“, „Choctaw-Apache Tribe of Ebarb“, „Alabama-Coushatta Tribe of Texas“, „Coushatta Tribe of Louisiana“, „Caddo Nation“ sowie der staatlich nicht anerkannten „Atakapa-Ishak Nation“.)
  - Östliche Atakapa (Eigenbezeichnung: Hiyekiti Ishak - „Volk des Sonnenaufgangs, d. h. Volk im Osten“, lebten in den heutigen Acadiana Parishes im Südwesten von Louisiana in drei großen regionalen Bands: der „Ciwāt (Alligator) Band“, der „Otse/Teche (Snake) Band“ und der „Tsikip (Heron) Band“ bzw. „Appalousa (Opelousa) Band“.)
  - Westliche Atakapa (Eigenbezeichnung: Hikike Ishak - „Volk des Sonnenuntergangs“, d. h. „Volk im Westen“, lebten im Südosten von Texas in großen regionalen Bands: den als eigentl. Atakapa bezeichneten „Katkoc (Eagle) Band“ bzw. „Calcasieu Band“, „Red Bird Band“ und „Niāl (Panther) Band“ sowie der „Akokisa/Arkokisa (Orcoquiza) Band“, der „Quasmigdo Band“ bzw. „Bidai Band“, der „Deadose Band“, der „Patiri/Petaros Band“ und der „Tlacopsel/Acopsel (Lacopspel) Band“.)
- Chitimacha (auch: Čitimaaša, Chetimachan oder Sitimacha/Sitimaxa, evtl. vom Choctaw-Wort Chútimásha/Shutiima̱sha - „Jene, die Kochtöpfe besitzen“, abgel. von chúti/shuti - „Kochtopf“ + ima̱sha/másha - „Besitzer/sie besitzen“, lebten im Atchafalaya Basin sowie entlang des Atchafalaya River im Süden Louisianas; heute „Chitimacha Tribe of Louisiana“, „Pointe-au-Chien Indian Tribe“, die sog. „BCCM Tribes“ der Biloxi-Chitimacha Indians namens „Bayou Lafourche Band“, „Grand Caillou/Dulac Band“ und „Isle Jean Charles Band“ und der „United Houma Nation“.)
  - Chawasha Band
  - Washa Band
  - Chitimacha Band
  - Yagenichito Band
- Cusabo-Konföderation (auch: Corsaboy oder als Settlement Indians („Siedlungsindianer“) South Carolinas bezeichnet; lebten an der Atlantikküste des heutigen South Carolina, zwischen dem heutigen Charleston und dem Savannah River. Die Cusabo waren während des Yamasee-Krieges (1715 bis 1717) einer der wenigen indianischen Verbündeten der Kolonie South Carolina.)
- Tunica (korrekter: Tunica-sprachige Völker[94], heute Teil des „Tunica-Biloxi Indian Tribe“.)
  - eigentl. Tunica (auch: Tonica, Tonnica, Thonnica, Eigenbezeichnung: Yoroni bzw. Onimahoni - „freie Person/freies Völker“.)
  - Yazoo (lebten entlang des nach ihnen benannten Unterlaufs des Yazoo River, nach der Beteiligung am Natchez-Aufstand und den darauffolgenden Chickasaw-Kriegen gegen Neufrankreich mussten sie sich den Chickasaw bzw. den Choctaw anschließen.)
  - Koroa (auch: Akoroa, Courouais, Coligua, Cologoa, Eigenbezeichnung: Korwa, lebten neben den Yazoo entlang des Unterlaufs des Yazoo Rivers, waren ebenfalls am Natchez-Aufstand und Chickasaw-Kriegen beteiligt und schlossen hierauf entweder den Chickasaw oder anderen Tunica-sprachigen Gruppen an.)
  - Tioux
- Natchez (abgel. von Nah’-Chee / Nauche / W’Nahx’-Chee - „schnelle/schnellfüßige Krieger“, nach dem Natchez-Aufstand gegen die Franzosen suchten sie Schutz bei den Abihka der „Upper Towns / Upper Creek“ und wurden Teil der „Creek (Muskogee) Konföderation“.)
- Yuchi (auch: Euchee, Uchee, Eigenbezeichnung: Tsoyaha - „Kinder der Sonne“, drei Bands schlossen sich später als eigenständige „Tribal Town“ der „Creek (Muskogee) Konföderation“ und weitere Bands den Shawnee an, daher heute Teil der „Muscogee (Creek) Nation“ und des „Absentee Shawnee Tribe of Indians“.)
- Adai (auch: Adaizan, Adaizi, Adaise, Adahi, Adaes, Adees, Atayos, abgel. vom Caddo-Wort Hadai - „Volk des Buschholz/wald“, lebten im Nordwesten von Louisiana und Nordosten von Texas, hatten sich im späten 18. Jahrhundert den Caddo angeschlossen, ihre Eigenbezeichnung ist nicht überliefert; heutige „Adai Caddo Indians of Louisiana“ und „Choctaw-Apache Community of Ebarb“)
- Ais
- Calusa
- Chatot (Volk)
- Guale
- Lumbee
- Mayaimi (auch: Maymi oder Maimi, siedelten am Ufer des Lake Okeechobee, da dieser früher als Mayaimi - „Großes Wasser“ bezeichnet wurde, übertrug man die Bezeichnung auf die dort siedelnden Indianer, später wurde auch die heutige Stadt Miami nach dem See benannt. Die Mayaimi dürfen nicht mit den Algonkin-sprachigen Miami (Myaamiaki) verwechselt werden, die südlich des Lake Michigan lebten.)
- Mobile
- Naniaba
- Pamlico
- Pensacola
- Tequesta
- Timucua
- Tocobaga

## Kulturareal Nordöstliches Waldland
- Abenaki, Abnaki, Aberginier, Wabanaki
  - Östliche Abenaki
    - Arosaguntacook
    - Kennebec, Norridgewock
    - Penobscot
    - Pigwacket

  - Westliche Abenaki
    - Arsigantegok
    - Cowasuck
    - Missisquoi
    - Penacook
    - Sokoki
- Aberginier (siehe Abenaki)
- Accomac (siehe Powhatan-Konföderation)
- Algonkin
- Andaste (siehe Susquehannock)
- Anishinabe, Ojibwa, Chippewa
- Arosaguntacook (siehe Abenaki)
- Arsigantegok (siehe Abenaki)
- Beothuk
- Canawese (siehe Conoy)
- Canarsee (siehe Metoac)
- Cayuga (siehe Irokesen)
- Chesapeake (siehe Powhatan-Konföderation)
- Chickahominy
- Chicora (siehe Shakori)
- Chippewa (siehe Anishinabe)
- Christliche Munsee (siehe Lenni Lenape)
- Conestoga, (siehe Susquehannock)
- Conoy, Canawese, Piscataway
- Corchaug (siehe Metoac)
- Coree
- Cowasuck (siehe Abenaki)
- Delaware (siehe Lenni Lenape)
- Erie
- Etchemin (siehe Maliseet)
- Meskwaki (veraltet: Fox)
- Ho-Chunk (siehe Winnebago)
- Housatonic (siehe Mohikaner)
- Huronen (siehe Wyandot)
- Illinois
  - Cahokia
  - Kaskaskia
  - Michigamea
  - Peoria
  - Tamaroa
- Irokesen
  - Cayuga
  - Mohawk
  - Oneida
  - Onondaga
  - Seneca
  - Tuscarora
    - Meherrin
    - Nottoway
- Kennebec (siehe Abenaki)
- Khionontateronon (siehe Tionontati)
- Kickapoo
- Kitchawank (siehe #Wappinger-Konföderation)
- Lenape (siehe Lenni Lenape)
- Lenni Lenape, Lenape, Delaware, Delawaren
  - Munsee
    - Christliche Munsee, Mährische Indianer

  - Sanhican
  - Unalachtigo
  - Unami
- Mahican (siehe Mohikaner)
- Mährische Indianer (siehe Lenni Lenape)
- Malecite (siehe Maliseet)
- Maliseet, Malecite, Etchemin
- Manhanset (siehe Metoac)
- Manhattan (siehe #Wappinger-Konföderation)
- Mascouten
- Massapequa (siehe Metoac)
- Matinecock (siehe Metoac)
- Mattaponi (siehe Powhatan-Konföderation)
- Merrick (siehe Metoac)
- Mascouten
- Massachusett
- Mattabesic (siehe #Wappinger-Konföderation)
- Meherrin (siehe Irokesen)
- Menominee, Mönnetarier
- Metoac
  - Canarsee
  - Corchaug
  - Manhanset
  - Massapequa
  - Matinecock
  - Merrick
  - Montaukett
  - Nesquake
  - Patchogue
  - Rockaway
  - Shinnecock
  - Unquachog
- Miami
  - Piankashaw
  - Wea
- Micmac (siehe Mi'kmaq)
- Mi'kmaq, Micmac, Tarrantiner
- Mingo
- Minqua (siehe Susquehannock)
- Mississauga
- Missisquoi (siehe Abenaki)
- Mohawk (siehe Irokesen)
- Mohegan (siehe Mohikaner)
- Mohikaner
  - Mahican
  - Housatonic
    - Stockbridge

  - Mohegan
  - Pequot
- Mönnetarier (siehe Menominee)
- Monacan
- Montauk, Montaukett (siehe Metoac)
- Munsee (siehe Lenni Lenape)
- Nanticoke
- Narraganset
- Nansemond (siehe Powhatan-Konföderation)
- Nauset (siehe Wampanoag)
- Nesquake (siehe Metoac)
- Neutral
- Nipissing
- Nipmuck
- Nochpeem (siehe #Wappinger-Konföderation)
- Norridgewock (siehe Abenaki)
- North-Carolina-Algonkin
  - Chowanoke
  - Croatoan
  - Moratuc
  - Machapunga
  - Neusiok
  - Pamlico
  - Roanoke (Volk)
  - Secotan
  - Weapemeoc
- Nottoway (siehe Irokesen)
- Östliche Abenaki (siehe Abenaki)
- Ojibwa (siehe Anishinabe)
- Oji-Cree
- Oneida (siehe Irokesen)
- Onondaga (siehe Irokesen)
- Ottawa
- Pamunkey (siehe auch: Powhatan-Konföderation)
- Passamaquoddy, Etchemin
- Patchogue (siehe Metoac)
- Paugussett (siehe #Wappinger-Konföderation)
- Pawtucket
- Penacook (siehe Abenaki)
- Penobscot (siehe Abenaki)
- Pequot (siehe Mohikaner)
- Petun (siehe Tionontati)
- Piankashaw (siehe Miami)
- Pigwacket (siehe Abenaki)
- Piscataway (siehe Conoy)
- Pocumtuc
- Pokanoket (siehe Wampanoag)
- Potawatomi
- Powhatan-Konföderation
  - Accomac
  - Chesapeake
  - Mattaponi
  - Nansemond
  - Pamunkey
  - Powhatan
  - Werowocomoco
- Quinnipiac (siehe #Wappinger-Konföderation)
- Rappahannock
- Raritan
- Rockaway (siehe Metoac)
- Sac (siehe Sauk)
- Sauk, Sac
- Seneca (siehe Irokesen)
- Shakori
- Shawnee
- Shinnecock (siehe Metoac)
- Shoccoree (siehe Shakori)
- Sintsink (siehe #Wappinger-Konföderation)
- Siwanoy (siehe #Wappinger-Konföderation)
- Sokoki (siehe Abenaki)
- Stockbridge (siehe Mahican)
- Susquehannock, Andaste, Conestoga, Minqua
- Tabak (siehe Tionontati)
- Taniteke (siehe #Wappinger-Konföderation)
- Tarrantiner (siehe Mi'kmaq)
- Tionontati
- Tobacco (siehe Tionontati)
- Tunxis (siehe #Wappinger-Konföderation)
- Tuscarora (siehe Irokesen)
- Unalachtigo (siehe Lenni Lenape)
- Unami (siehe Lenni Lenape)
- Unquachog (siehe Metoac)
- Virginia-Algonkin
- Virginia-Konföderation (siehe Powhatan-Konföderation)
- Wabanaki (siehe Abenaki)
- Wampanoag
  - Nauset
- Wappinger, (siehe #Wappinger-Konföderation)
- Wappinger-Konföderation
  - Kitchawank
  - Manhattan
  - Mattabesic
    - Paugussett
    - Quinnipiac
    - Tunxis

  - Nochpeem
  - Sintsink
  - Siwanoy
  - Taniteke
  - Wappinger
  - Wecquaesgeek
- Wea (siehe Miami)
- Wecquaesgeek (siehe #Wappinger-Konföderation)
- Wenro
- Werowocomoco (siehe Powhatan-Konföderation)
- Westliche Abenaki (siehe Abenaki)
- Winnebago, Ho-Chunk
- Wyandot, Huronen